# Diritto europeo dell'età contemporanea

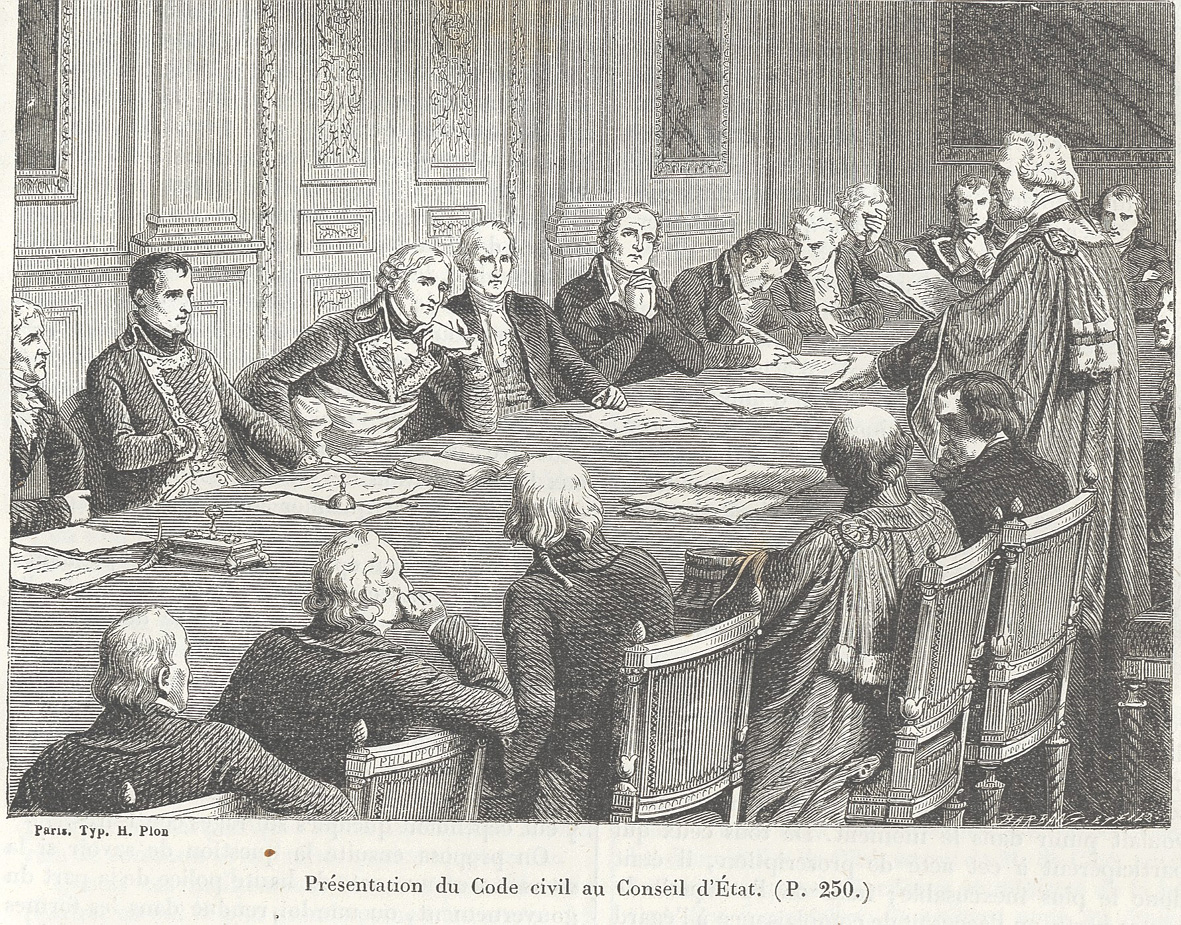
Presentazione del codice civile dei francesi al Consiglio di Stato. Il codice napoleonico, promulgato nel 1804, rappresentò un vero punto di svolta dal diritto dell'età moderna a quello contemporaneo in quanto, in chiave liberista, abrogava tutte le fonti giuridiche del passato. Il suo successo fu enorme finendo per influenzare tutto il panorama giuridico successivo, non solo dell'Europa continentale, ma di gran parte del mondo.

Per diritto europeo dell'età contemporanea si intende la storia dell'esperienza giuridica dell'Europa che va dalla fine dell'età moderna, solitamente fatta coincidere con la Rivoluzione francese (1789-1799), ai giorni contemporanei, un periodo che parte della storiografia tradizionale indica come età contemporanea. Oltre che per le guerre, l'età napoleonica è ricordata per l'introduzione nel 1804 del codice civile dei francesi, fortemente voluto dallo stesso imperatore. Esso rappresentò un vero spartiacque nella storia del diritto, proponendosi come una fonte normativa che, di fatto, cancellava l'enorme impianto di diritto comune sedimentatosi nei secoli e modificando anche il ruolo dei giuristi, i quali erano divenuti essenzialmente degli esegeti. L'idea del codice si diffuse un po' in tutta Europa, suscitando approvazioni o reticenze. In particolare, in Germania vi fu un'accesa disputa iniziata da Friedrich Carl von Savigny, le cui tesi addotte contrarie alla codificazione porteranno poi alla nascita della cosiddetta scuola storica del diritto, ricordata anche per la prima concettualizzazione del "negozio giuridico". Nonostante ciò, sia pur soltanto nel 1900, anche l'Impero tedesco si doterà di un suo codice (il Bürgerliches Gesetzbuch) grazie all'opera dei giuristi pandettisti.
Le profonde trasformazioni sociali del XIX secolo influirono sullo sviluppo del diritto, portando agli inizi del secolo successivo all'introduzione del diritto del lavoro, mentre il progresso tecnologico risultò alla base della nascita del positivismo giuridico, il quale proponeva di adottare un approccio scientifico alla materia giuridica. La riflessione dei positivisti sulla centralità della norma giuridica dette inizio al movimento del normativismo, di cui il celebre giurista Hans Kelsen fu il maggiore interprete. Diverse furono anche le correnti che si opposero al positivismo, in particolare quelle neokantiane e neohegeliane che si rifacevano al giusnaturalismo, l'istituzionalismo di Santi Romano e Maurice Hauriou, la giurisprudenza degli interessi di Rudolf von Jhering. La prima metà del XX secolo fu contraddistinta altresì dall'affermazione di alcuni regimi totalitari, responsabili di aver reso il diritto lo strumento per raggiungere i propri scopi senza alcuna mediazione, con esiti decisamente tragici. 
Come risposta all'esperienza passata, il secondo dopoguerra è stato definito da Norberto Bobbio come "l'età dei diritti", in quanto si fece strada l'idea che alcuni principi basilari inerenti ai diritti umani fossero imprescindibili e non sopprimibili nemmeno attraverso le leggi; le nuove costituzioni scritte in quegli anni seguirono proprio questo approccio. Inoltre, accanto ai più tradizionali diritti se ne aggiunsero di nuovi, come quelli della salute, di opinione, di sicurezza sociale, di suffragio universale, di uguaglianza sostanziale, di lavoro; comparvero pure i diritti degli animali e dell'ambiente. A partire dagli anni 1960, il mondo occidentale assistette a una profonda trasformazione nel diritto di famiglia e, in particolare, a una piena affermazione dello status giuridico della donna. La globalizzazione ha portato a pensare il diritto non più confinato entro i limiti politici di uno Stato. Molti schemi di contratti commerciali di matrice statunitense hanno fatto la loro comparsa in gran parte degli ordinamenti di tutto il globo, mentre organismi sovranazionali e internazionali hanno guadagnato sempre più peso specifico. Il velocissimo progresso tecnologico vissuto a partire dagli ultimi decenni del Novecento nel campo dell'informatica, delle medicina e delle biotecnologie ha aperto questioni etiche a cui il diritto è e sarà sempre più pienamente coinvolto.

## Contesto storico-giuridico europeo agli inizi del XIX secolo
Alla fine del XVIII secolo in Europa era ancora vigente il sistema di diritto comune di elaborazione medievale, il quale fondava le sue radici nel diritto romano come era giunto attraverso il corpus iuris civilis di Giustiniano. Per tutta l'età moderna, questo era stato affiancato da una moltitudine di altre fonti giuridiche quali commentari, raccolte di consilia, trattati, pareri, compendi a cui si aggiungevano le legislazioni dei monarchi. Tutto ciò aveva causato una sostanziale imprevedibilità nei giudizi che rendeva decisamente più frequenti le ingiustizie e le disuguaglianze in un mondo, detto spesso di Ancien Régime, ancora diviso per classi e basato su un potere assoluto del sovrano. Già nel Settecento molti pensatori, in particolare gli illuministi, avevano messo in luce le criticità del sistema, proponendo delle soluzioni adottabili che talvolta alcuni prìncipi (cosiddetto dispotismo illuminato) cercarono di mettere in pratica. Furono tuttavia gli eventi della rivoluzione francese, scoppiata nel 1789, a dare un secco taglio con il passato, apportando modifiche epocali all'ordinamento giuridico della Francia che poi si diffusero, sebbene con alcune particolarità, in tutta l'Europa continentale dando inizio al diritto dell'età contemporanea.

## Il primo Ottocento: l'inizio delle codificazioni
L'incertezza che regnava sull'universo del diritto europeo all'alba del XIX secolo venne risolta in alcuni ordinamenti ricorrendo alla codificazione, ossia alla redazione di un "codice" ove raccogliere tutte le norme che disciplinavano una branca del diritto, escludendone l'eterointegrabilità con altre fonti. Ad aprire la strada verso questo approccio al diritto, assolutamente non privo di conseguenze radicali, risultò il codice civile voluto da Napoleone Bonaparte e frutto degli avvenimenti rivoluzionari del 1789-1799.

### Il codice napoleonico

#### Genesi

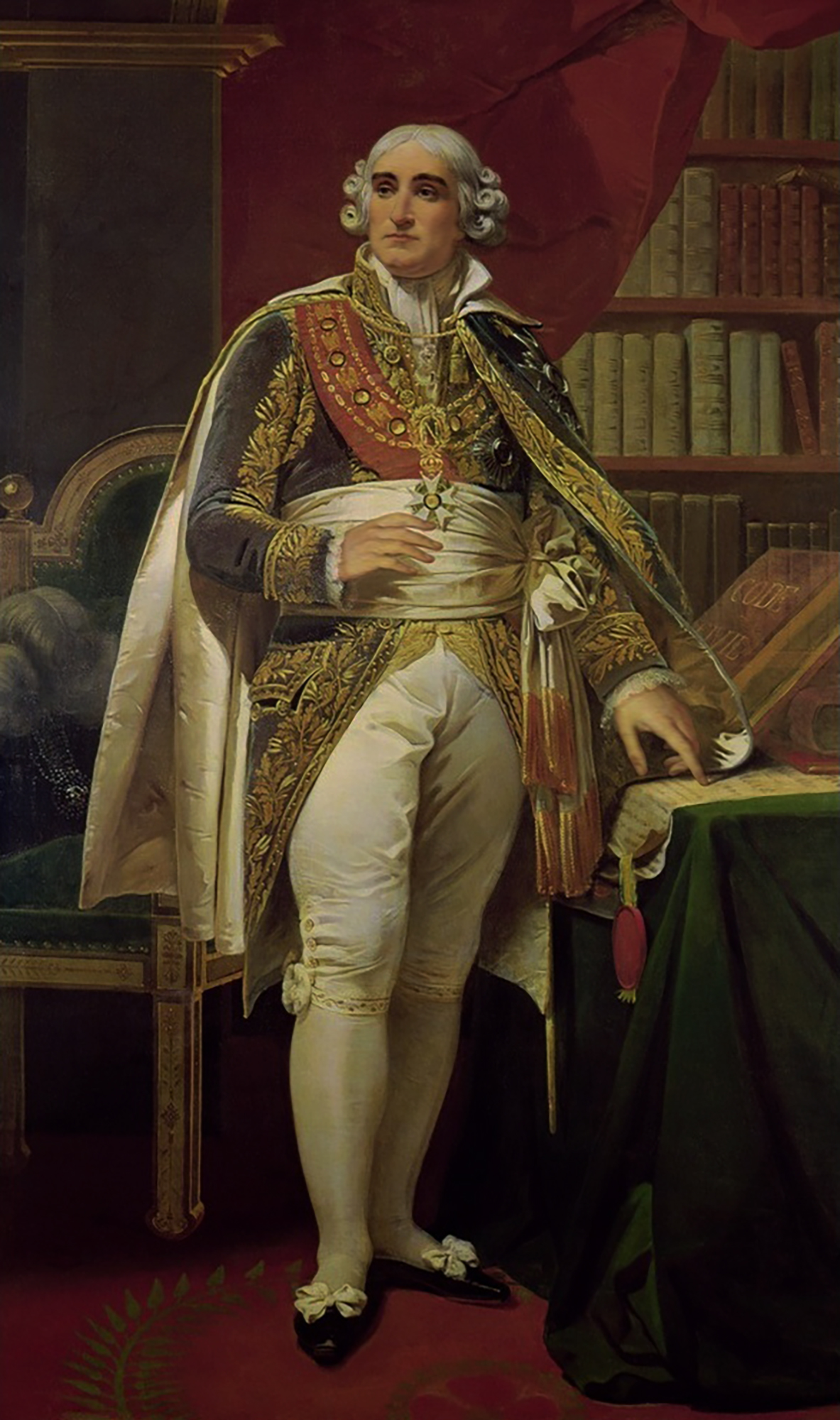
Il giurista francese Jean-Jacques Régis de Cambacérès

Alla fine del XVIII secolo, il problema dell'incertezza del diritto si presentava particolarmente critico in Francia, giacché, nelle parole di Voltaire, «un viaggiatore in questo paese cambia leggi quasi tante volte quante cambia i cavalli di posta»; persino i princìpi erano differenti, con il Sud del paese che seguiva il diritto comune scritto e quello a nord rimasto ancora a una forma consuetudinaria risalente all'epoca carolingia. Nonostante la situazione fosse ben nota, soltanto la rivoluzione francese riuscì a scardinare il sistema con la richiesta di approntare un «codice generale di leggi semplici e chiare». Tuttavia, la genesi non fu facile: i primi tre progetti commissionati a Jean-Jacques Régis de Cambacérès videro la luce tra il 1793 e il 1796, ma vennero tutti bocciati perché ritenuti o troppo generici o troppo casistici o troppo "giuridici". Occorre segnalare che i due primi tentativi, nati durante il "Regime del Terrore", contenevano le innovazioni giuridiche più estreme della rivoluzione (facilità nel divorzio, equiparazione tra figli naturali e legittimi, aumento della quota disponibile nella successione mortis causa, concezione assoluta della proprietà, abolizione della patria potestà e della potestà maritale), poi attenuate nel terzo progetto, nato in un clima politico diverso successivo alla caduta di Robespierre. Seguirono altre iniziative private, spesso nel solco della tradizione, mentre un quarto progetto venne commissionato nel 1798 al giurista Jean-Ignace Jacqueminot. I lavori portarono alla stesura di un codice di 900 articoli che limitava molto i radicalismi dell'epoca rivoluzionaria; anche questo tentativo non ricevette il placet del mondo politico, ma dimostrò che si era vicini a trovare l'equilibrio sperato.
Una nuova commissione, composta da quattro affermati giuristi dalle posizioni moderate (tra questi, il più eminente e coinvolto fu Jean-Étienne-Marie Portalis, autore anche del Discorso preliminare al primo codice civile), venne incaricata ufficialmente il 12 agosto 1800 e già l'anno successivo poté presentare un primo progetto al Consiglio di Stato che l'approvò dopo oltre 100 sedute. A circa la metà di esse partecipò Napoleone Bonaparte, soprattutto quando si trattava di discutere i temi più socialmente rilevanti, tra cui il divorzio. Il codice civile dei francesi, da subito conosciuto anche come "codice napoleonico", entrò in vigore il 21 marzo 1804.

#### Contenuto e importanza

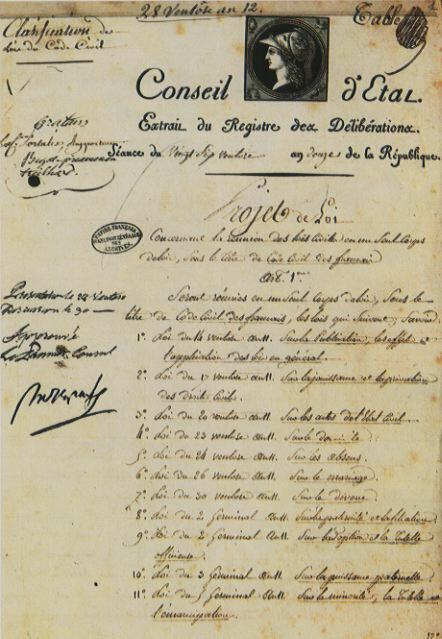
Atto di promulgazione del codice civile dei francesi, datato 19 marzo 1804

L'entrata in vigore del codice napoleonico rappresentò una pietra miliare nella storia del diritto, in quanto per molti aspetti ruppe definitivamente con un passato oramai millenario. Con la contestuale legge attraverso la quale veniva promulgato, si stabilì che da quel momento sarebbero state abrogate tutte le fonti normative precedentemente in vigore, ossia tutte le leggi, le ordinanze, il diritto romano, la giurisprudenza e quant'altro che regolava le materie trattate dal codice stesso. Venne esclusa la possibilità di ricorrere all'equità, «alla legge naturale o agli usi accolti» nel caso di un'eventuale lacuna (ritenuto un caso possibile anche dagli stessi estensori del codice), a favore di una completa non integrabilità del codice con altre fonti. Con una sola legge, quindi, veniva fatta tabula rasa di tutto il materiale giuridico accumulatosi in secoli e secoli: il codice civile diveniva la sola e unica fonte di diritto per i francesi. In tal senso, l'articolo 4 vietava al giudice di rifiutarsi di emettere un verdetto «con il pretesto del silenzio, dell'oscurità o del difetto della legge».
Il codice napoleonico contava un totale di 2281 articoli divisi in un titolo preliminare (articoli dal n. 1 al n. 6) e in tre libri: Sulle persone (articoli dal n. 7 al n. 515), Dei beni e della differente modificazione della proprietà (dal n. 516 al n. 710), Dei differenti modi d'acquisto della proprietà (dal 711 al n. 2281). In molti hanno rilevato e lodato il linguaggio semplice, elegante e conciso con cui sono scritte le proposizioni, tanto da essere di ispirazione per alcuni scrittori dell'epoca: in una lettera spedita a Honoré de Balzac, Stendhal scrisse che era solito leggerlo come modello di stile.

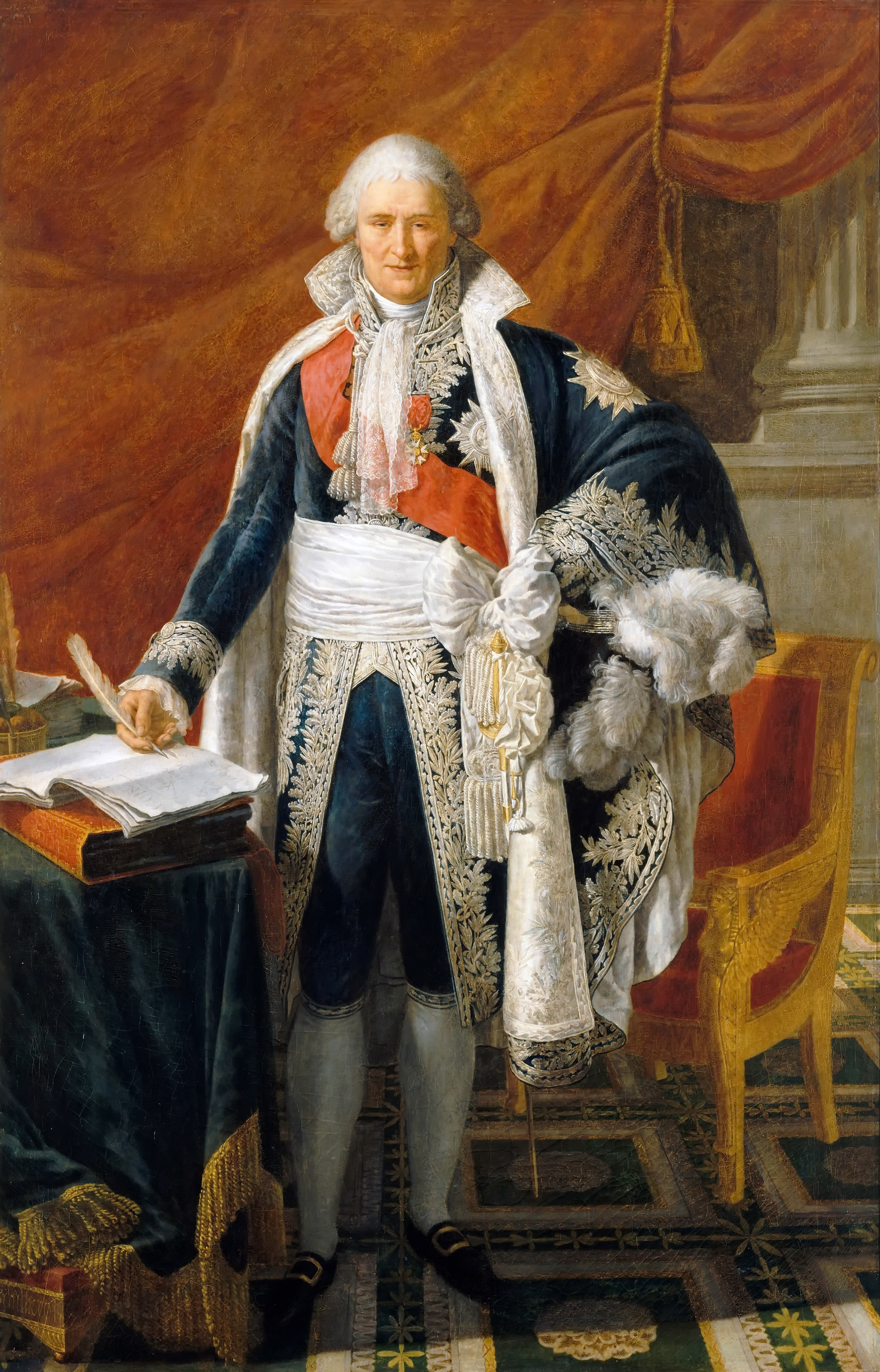
Jean-Étienne-Marie Portalis, principale autore del codice civile francese

Nel campo dei temi sociali, il codice cercò di trovare un equilibrio tra la tradizione e gli eccessi riformisti della rivoluzione. Il matrimonio divenne un fatto contrattuale privo di connotati religiosi e, per la prima volta, vennero introdotte le anagrafi civili. Si ristabilì l'autorità piena del marito sulla moglie, considerata incapace di gestire i beni patrimoniali, così come la patria potestà sui figli, sebbene fino alla maggiore età. Il divorzio sopravvisse, ma i casi per cui era contemplato vennero limitati; tra questi rientrava l'adulterio della moglie, mentre per quello del marito sussisteva solo nel caso portasse in casa la concubina.
Maggior rottura con il passato emerge con il secondo libro, incentrato sul concetto giuridico di "proprietà" e considerato uno degli elementi, se non l'elemento, cardine di tutto il codice. Secondo l'articolo 544, «la proprietà è il diritto di godere e disporre delle cose nella maniera più assoluta, purché non se ne faccia un uso vietato dalle leggi o dai regolamenti», superando la tradizione giuridica medievale per la quale su di uno stesso bene diversi soggetti potessero godere di diversi diritti. A chiunque era data la possibilità, almeno teorica, di acquistare e vendere qualsiasi bene e questo avveniva con il solo consenso delle parti non necessitando più della traditio in uso nel diritto romano; all'articolo 1108 vengono declinati i requisiti del contratto: consenso, capacità di contrarre, un oggetto, una causa lecita. Tutto il codice, poi, ruota intorno alla figura astratta e unitaria, nata nella rivoluzione, del "cittadino", che è l'unico soggetto del diritto ugualitaria nel campo del diritto privato (e non più il nobile, il borghese e l'ecclesiastico).
Il codice napoleonico non riguardò solo la Francia, ma comportò «una trasformazione radicale dell'ordinamento giuridico dell'intera Europa continentale» in quanto diffusosi spontaneamente o «in punta di baionetta» nei territori direttamente o indirettamente dominati dal Primo Impero francese. Esso rappresentò «un modello che caratterizzerà non soltanto l'Europa, ma anche, in seguito, vastissime aree extraeuropee, dominando pressoché incontrato i secoli successivi. Nasce [così] il modello di codice otto-novecentesco».

#### Gli altri codici napoleonici
Napoleone fece promulgare negli anni successivi altri codici riguardanti altre branche del diritto allo scopo di «superare le incertezze e le arbitrarietà dell'antico regime». Così, in breve tempo, videro la luce il codice di procedura civile, di procedura criminale, il codice penale e quello del commercio.
Quest'ultimo si rese necessario poiché il codice civile era pensato per essere destinato a un "cittadino normale", che non si dedicava a speculazioni ma comprava beni solamente per sé e per la sua famiglia, specchio di una società ancora perlopiù basata sull'agricoltura. Per governare il mondo borghese e capitalista che stava nascendo si realizzò quindi un codice speciale dedicato a disciplinare ciò che aveva a che fare con il commercio, le cui liti erano ancora decise in corti dedicate (e più accessibili e rapide) presiedute da commercianti stessi. La disciplina commerciale nella codificazione napoleonica, tuttavia, risultò poco sviluppata e solamente sussidiaria a quella civile a causa dell'arretratezza da cui ancora il paese faceva fatica a uscire.

### Il codice austriaco (ABGB)

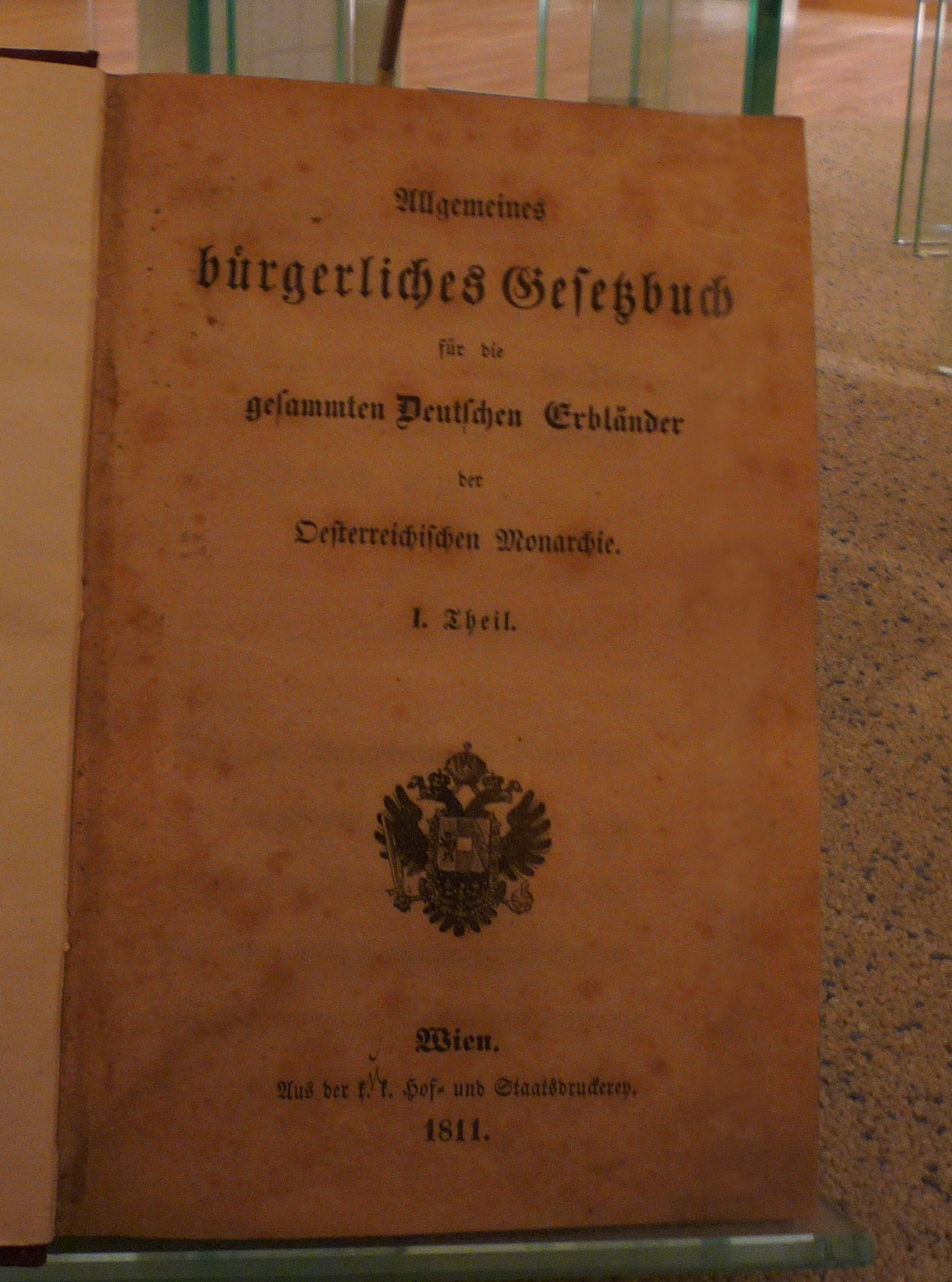
Frontespizio dellAllgemeines bürgerliches Gesetzbuch (o ABGB) del 1811

L'ambizione di Maria Teresa d'Austria di dotare i domini asburgici di un codice civile, naufragata con il Codex theresianus del 1766 mai promulgato, trovò compimento mezzo secolo dopo con il codice civile austriaco del 1811. Entrato in vigore il 1º gennaio 1812, si poneva come obiettivo quello di rendere più facilmente amministrabile e certa la giustizia in un regno di popolazioni che fino ad allora erano soggette a differenti ordinamenti giuridici. Il compito di unificare le leggi all'interno di un unico testo venne dato inizialmente a una commissione, presieduta dal giurista italiano Carlo Antonio Martini, il quale presentò un primo progetto nel 1796 che ricevette numerose critiche. L'iniziativa fu quindi presa da Franz von Zeiller, allievo di Martini, che apportò le dovute correzioni al lavoro del maestro fino a giungere alla definitiva approvazione dell'Allgemeines bürgerliches Gesetzbuch (o ABGB). Il codice era costituito da 1502 articoli divisi, secondo il tradizionale schema delle Istituzioni di Gaio, in tre libri: persone, cose, azioni. Fu il primo codice austriaco a non essere etero-integrabile, in quanto mirava sia a effettuare un'operazione di riordino sia ad abrogare per espressa previsione le fonti concorrenti fino ad allora vigenti.
Il codice trattava esclusivamente il diritto privato. In tema di matrimonio, dopo lunghe discussioni e differentemente da quanto deciso in Francia, si decise che sarebbe stato qualificato alla stregua di un sacramento religioso e, per questa ragione, irrevocabile e indissolubile; per la stessa ragione erano vietati matrimoni tra cristiani e non cristiani. Alla donna sposata veniva concesso di disporre liberamente dei beni parafernali senza necessitare dell'autorizzazione del marito. Meno innovativa la disciplina della proprietà, la quale ancora attingeva al diritto romano la distinzione, tipica poi del diritto medievale, tra dominio utile e diretto. Anche l'istituto del fedecommesso rimaneva in vigore, seppur con qualche limitazione rispetto al passato. Lo stile di scrittura delle norme appariva meno precettivo rispetto a quello utilizzato nel codice napoleonico, consentendo pertanto una maggior discrezionalità nell'interpretazione e una parziale apertura al diritto naturale. Gli storici del diritto non hanno, tuttavia, mancato di sottolineare come la terza parte appaia assai moderna quando tratta delle «modifica e estinzione dei rapporti giuridici, anticipando gli sviluppi dottrinali ottocenteschi del negozio giuridico».

### Conseguenze, la scuola dell'esegesi
I codici vennero concepiti con lo scopo di eliminare le incertezze e le possibilità di manipolazione arbitraria del diritto. Secondo la teoria del positivismo giuridico, si stabiliva finalmente un «primato assoluto della legge, riducendo il diritto alla sola legge»: il legislatore era l'unica e incontrastata fonte del diritto e il codice era la sua espressione. Per questo, il codice doveva essere in grado di disciplinare qualsiasi situazione, grazie a norme generali e astratte, senza presentare antinomie e lacune. All'interno del codice, il giurista avrebbe trovato la soluzione a tutti i problemi. La riduzione del diritto alla sola legge portò a delle conseguenze sui giudici, trasformatisi in «meri esecutori della norme senza possibilità di interpretazione» e dotati dell'unico compito di applicare letteralmente il codice secondo la volontà espressa dal legislatore. Il lavoro di semplice esegesi del codice coincise con l'affermarsi di un nuovo metodo di studio del diritto che prenderà il nome, appunto, di scuola dell'esegesi. I giuristi di tale scuola, salita alla ribalta per tutto il XIX secolo in gran parte d'Europa, venivano quindi formati esclusivamente sul contenuto del codice, articolo per articolo, senza più apprendere i tradizionali insegnamenti di diritto naturale.
Tale impostazione, tuttavia, non fu priva di contraddizioni e illusioni. Innanzitutto, con questo «assolutismo giuridico», come è stato definito dallo storico del diritto Paolo Grossi, si creò una "staticità" del diritto «legata all'autorità della legge intesa come dato oggettivo» difficilmente conciliabile con una società comunque in costante evoluzione. Si trattava in secondo luogo di una mera utopia, in quanto anche il codice meglio scritto e più completo mai avrebbe potuto essere totalmente autosufficiente a dirimere qualsiasi fattispecie che un giudice si sarebbe trovato ad affrontare. Per questo, già gli stessi giuristi esegeti francesi finirono per svolgere comunque una sorta di abile interpretazione delle norme stesse e della volontà del legislatore, pur sempre senza far ricorso a fonti esterne o al diritto naturale.

## L'Ottocento giuridico

### Restaurazione e diritto
Con l'abdicazione di Napoleone avvenuta in seguito alla sconfitta nella guerra della sesta coalizione si aprì, nel 1814, il congresso di Vienna. Il suo scopo appariva quello di ridisegnare la carta politica dell'Europa e ripristinare l'Ancien Régime. I lavori diplomatici si svolsero rispettando il "principio di legittimità", secondo cui il potere dinastico aveva un valore assoluto poiché assegnato per diritto divino e, quindi, si doveva procedere a una restaurazione dei sovrani sui loro "legittimi" troni. Inoltre, il congresso negò il principio del costituzionalismo e la teoria della divisione dei poteri.
Tale imposizione suscitò ben presto un'accanita resistenza che si concretizzò nella formazione di società segrete di opposizione tra cui, nella penisola italiana, la Carboneria. In breve, l'ordine proposto dal congresso naufragò con i moti del 1820-1821, che portarono alla concessione, sebbene prontamente revocate, di alcune costituzioni.

### Codici nell'Italia preunitaria
Il dominio napoleonico sulla penisola italiana lasciò la consapevolezza della necessità di una codificazione del diritto, e in molti Stati preunitari si iniziò a lavorare a questo sulla base dell'eredità francese. Il Regno delle Due Sicilie fu il primo quando, dopo un lavoro di due anni, nel 1819 approvò un insieme di cinque codici sul modello di quelli napoleonici, sebbene con grosse differenze soprattutto nell'ambito del diritto di famiglia non riconoscendo, ad esempio, il matrimonio civile e il divorzio. Più lunga la gestazione del Codice Civile per gli Stati di Parma, Piacenza e Guastalla del 1820, che riuscì a raggiungere «un equilibrio tra tendenze non facilmente conciliabili» grazie a una sintesi tra il modello francese e quello austriaco.
Nel Regno di Sardegna, dopo un ritorno alla legislazione precedente all'occupazione napoleonica, si iniziò a pensare a una codificazione autonoma. Il risultato più concreto venne ottenuto nel 1837 con l'emanazione del codice albertino, costituito da 2415 articoli suddivisi in tre libri. Secondo le sue disposizioni, il matrimonio cattolico risultava l'unico ammesso, il divorzio non veniva consentito, maschi e femmine erano equiparati nella successione legittima, il maggiorascato sopravvisse per le famiglie nobili assieme all'istituto del fedecommesso, nonostante l'opposizione di Giuseppe Barbaroux, il principale autore del codice. Successivamente seguirono il codice penale, il codice del commercio, il codice di procedura criminale e di procedura civile.
Il ritorno del Casato di Lorena nel Granducato di Toscana comportò l'immediata abrogazione dei codici napoleonici, con l'eccezione di quello del commercio. Alcuni tentativi di codificazione da parte prima di Vittorio Fossombroni e da Pietro Capei poi non portarono a nulla, motivo per cui la Toscana continuò a seguire il diritto comune fino all'Unità d'Italia. Il Lombardo-Veneto, tornato nell'impero austriaco, recepì i codici austriaci.

### La scuola storica del diritto tedesca

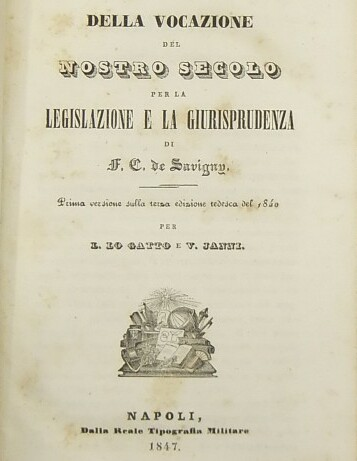
Frontespizio de Vocazione della nostra epoca per la legislazione e la giurisprudenza di von Savigny, opera considerata il manifesto della scuola storica del diritto, scritta in risposta al trattato di Thibaut con cui promuoveva una codificazione del diritto tedesco

Agli inizi dell'Ottocento, la Germania si trovava in una situazione ben diversa da quella della Francia prerivoluzionaria. La moltitudine di realtà politiche che la componevano aveva già beneficiato di riforme, o perché aderenti alla riforma protestante o perché governate da sovrani illuminati, quindi la necessità di rivoluzionare l'ordinamento era ben poco sentita. Inoltre, le guerre napoleoniche avevano comportato una certa diffidenza nei tedeschi verso ciò che veniva dalla Francia; anche durante l'occupazione da parte delle truppe di Napoleone, i giudici delle corti tedesche avevano applicato il codice civile con reticenza. Pertanto, l'idea di procedere con una codificazione del diritto non trovò moltissimi sostenitori tra il popolo della Confederazione germanica. Una delle eccezioni più significative fu rappresentata da Anton Friedrich Justus Thibaut, professore di diritto a Heidelberg e autore di un trattato dal titolo Sulla necessità di un codice civile generale in Germania, scritto poco dopo la guerra di liberazione del 1813 sull'onda dell'entusiasmo nazionalista. A giudizio di Thibaut, un codice sarebbe stato fondamentale per l'ammodernamento della società tedesca e per «preservare e consolidare lo spirito (l'ethos) nazionale» preludio dell'unificazione.
Tale trattato suscitò la reazione di un altro giurista, Friedrich Carl von Savigny, che iniziò una disputa con Thibaut sull'opportunità o meno di avere un codice. La risposta di Savigny permise la comparsa di una nuova dottrina e della cosiddetta "scuola storica del diritto", presto influenzata dal romanticismo e dal pensiero di Gustav Hugo, in completa contrapposizione con il giusnaturalismo. Savigny, estremizzando alcuni concetti provenienti dai lavori di Thomasius e Montesquieu, arrivò a considerare i codici come un'operazione inutile, o perfino dannosa. Egli riteneva che il diritto non dovesse essere di esclusiva produzione di un legislatore, ma che fosse da costruire partendo dalla storia per mezzo del lavoro di giuristi, unici in grado di capire lo spirito del popolo (Volksgeist). Savigny portava come esempio il diritto romano, che era, a suo avviso, il migliore in assoluto e che era stato sviluppato senza sostanziali interventi del legislatore, ma da giuristi. Il giurista, per von Savigny, non doveva quindi essere esperto soltanto nella giurisprudenza, ma anche nella storia, in quanto era in essa che doveva indagare per estrapolare le norme; per lui, «il diritto è prima creato dai costumi e dalle credenze popolari e poi dalla giurisprudenza, che è sempre opera dunque di forze interiori che agiscono silenziosamente e non dell'arbitrio del legislatore». L'adozione di un codice avrebbe «arrestato l'evoluzione del diritto[,] che al pari delle lingue non conosce un momento di stasi assoluta». Con l'evolversi di un popolo si doveva evolvere, di conseguenza, pure il diritto. La scuola storica, tuttavia, non escludeva del tutto l'intervento del legislatore, in quanto esso era ritenuto comunque necessario per disciplinare talune materie, come il diritto di famiglia o in quello processuale al fine di «contenere le anarchie degli avvocati e evitare lungaggini nei processi», oppure per dare una forma compiuta alla consuetudine, evidenziando l'effettiva volontà del popolo senza incertezza.

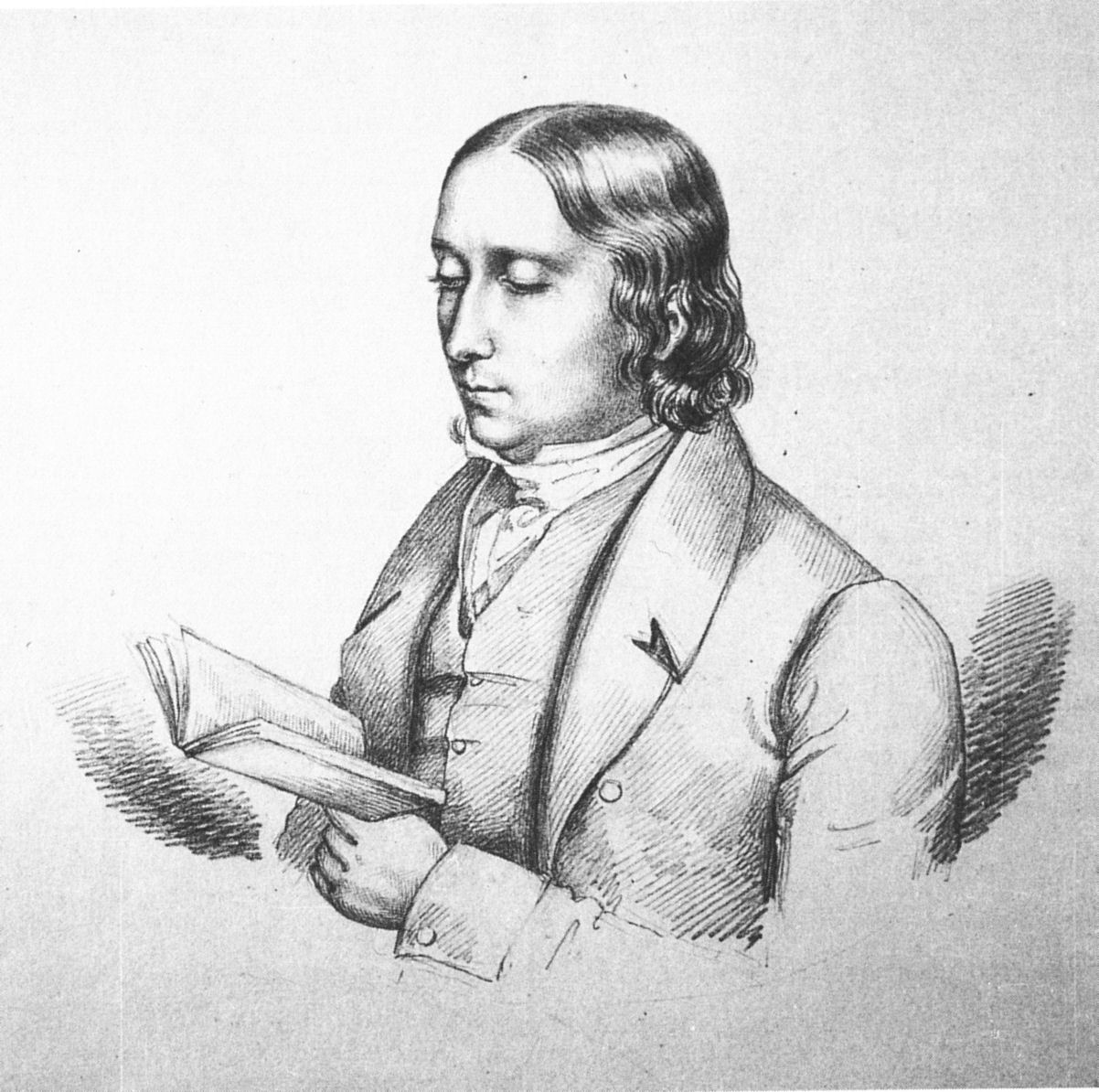
Friedrich Carl von Savigny

Per l'ambizione di ricercare il diritto nella storia, la scuola utilizzò molto le fonti giustinianee, studiate con un approccio filologico che ricordava gli umanisti culti al fine di coglierne il vero significato originario. L'obiettivo appariva quello di superare i commentatori medievali, i quali, a dire di questi giuristi, le avevano corrotte. Queste operazioni portarono anche von Savigny e i suoi collaboratori a effettuare un recupero delle Istituzioni di Gaio (l'unica opera della giurisprudenza romana classica a essere pervenuta fino ai nostri giorni direttamente), uno scritto da poco scoperto dopo secoli di oblio presso la biblioteca capitolare di Verona.
La scuola storica ebbe un grande successo e infatti, sia pur anche per altri motivi, fino alla fine del secolo in Germania non vennero prodotti codici. Sicuramente la sua fortuna fu agevolata dal mutevole contesto culturale in cui si inserì, tenendo conto del crepuscolo del razionalismo tipico dell'illuminismo a favore del movimento romantico. Inoltre, in Germania si sentiva la necessità di una nuova corrente di pensiero giuridico che si differenziasse da quelle tradizionali e giusnaturalistiche provenienti dalle università, considerate troppo lontane dalla pratica e ancora legate alla scuola elegante olandese del XVII secolo. I risultati dello storicismo giuridico furono notevoli. Tra questi, degni di nota risultano lo sviluppo di «una dogmatica fondata sulla sistematica giuridica e sui metodi induttivi e deduttivi», uno studio analitico dei concetti giuridici fondamentali e la differenziazione tra diritto soggettivo e diritto oggettivo.

### Pandettistica

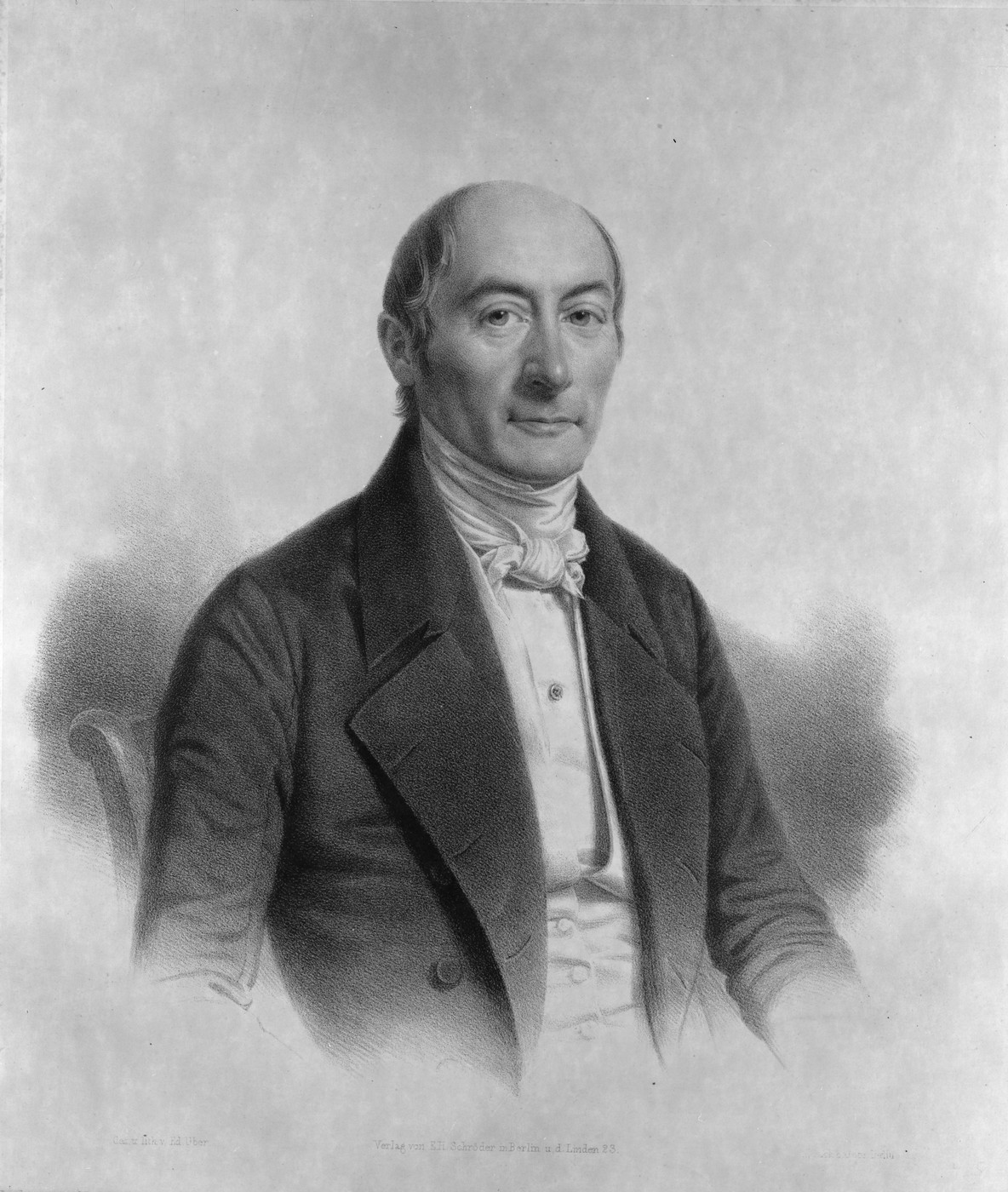
Georg Friedrich Puchta

Prosecuzione della scuola storica del diritto fu la scuola delle Pandette (o pandettistica), il cui maggior esponente fu Georg Friedrich Puchta. La scuola doveva il nome alle "pandette", una compilazione in 50 libri di frammenti di opere di giuristi romani contenuta nel corpus iuris civilis di Giustiniano e di cui i membri si prefiggevano uno studio critico finalizzato a una sua rielaborazione concettuale. Altri esponenti di rilievo furono Alois von Brinz, Ludwig Arndts von Arnesberg, Heinrich Dernburg e, soprattutto, Bernhard Windscheid.
L'idea principale dei pandettisti era fortemente permeata dal nazionalismo ottocentesco, che proponeva uno Stato sovrano chiuso in sé stesso e privo di comunicazioni non formali con altri Stati. Di conseguenza, in parallelo, per gli aderenti a tale corrente l'ordinamento giuridico doveva costituire un sistema completamente chiuso, nel quale il giurista doveva trovare la soluzione ricercata senza avventurarsi all'esterno. Il risultato più ragguardevole raggiunto dalla scuola delle pandette fu, soprattutto, l'elaborazione del concetto di "negozio giuridico", sconosciuto al diritto romano ma alla base della moderna dottrina del contratto di cui ne delinea i requisiti essenziali.
Nonostante la pandettistica si proponesse sin dalla nascita quale dottrina contrapposta alla codificazione, i suoi studi contribuirono a far emergere comunque la necessità di un diritto positivo in sintonia con gli ideali liberali che stavano affermandosi sempre di più. Inoltre, i metodi formali applicati allo studio del digesto vennero poi utilizzati anche per la critica degli altri codici. In definitiva furono proprio i pandettisti, e in particolare Windscheid, a gettare le basi per il futuro codice civile tedesco.

### Le costituzioni dopo i moti del 1848

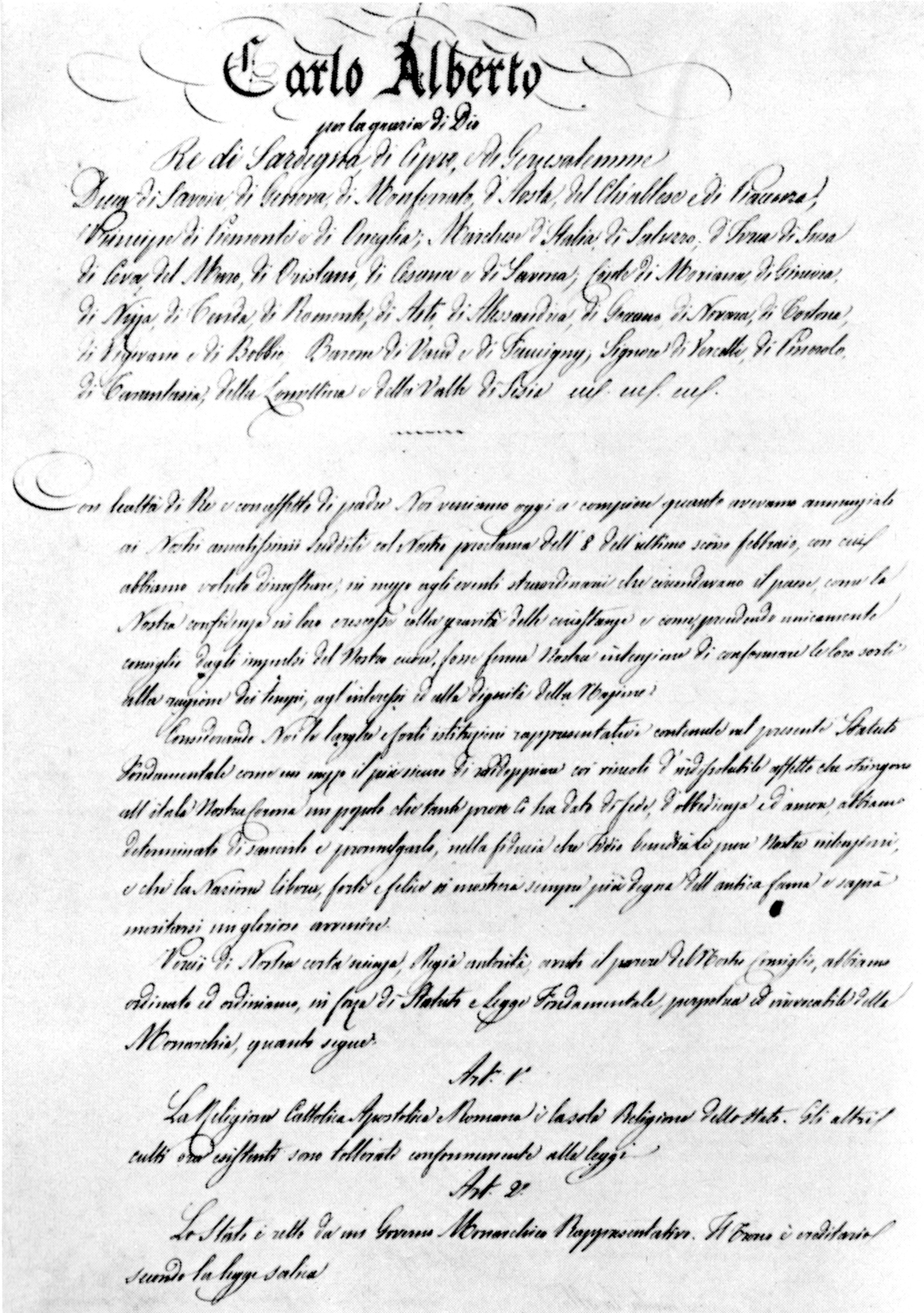
Prima pagina dello Statuto Albertino

In risposta alla restaurazione tentata con il congresso di Vienna, nel 1848 l'Europa fu investita da un'ondata rivoluzionaria passata alla storia come "primavera dei popoli" e che coinvolse operai, intellettuali e studenti. Le richieste furono sostanzialmente comuni: il suffragio universale, la libertà di stampa e di associazione, la concessione di una costituzione e il miglioramento delle condizioni di lavoro. I rivoltosi ottennero fin da subito risultati: nel Regno di Sicilia Ferdinando I di Borbone fu costretto ad accettare la costituzione emanata dal Parlamento (quindi non ottriata) mentre nello Stato Pontificio papa Pio IX dovette concedere la libertà di stampa e uno statuto. Tali esempi vennero presto seguiti anche da Parma e Modena. In Francia, dopo un inizio pacifico, le manifestazioni degenerarono nella violenza e iniziarono a comparire le barricate: il 24 febbraio re Luigi Filippo abdicò per lasciare il posto alla Seconda Repubblica francese, retta da una sua costituzione ed eletta a suffragio universale maschile, portando il corpo elettorale da meno di 200000 cittadini a quasi 10 milioni. In Prussia, lo Stato più importante della confederazione germanica e ancora saldamente ancorato al conservatorismo del sistema di "antico regime", i rivoluzionari riuscirono a spingere Federico Guglielmo IV ad autorizzare un'assemblea costituente a suffragio universale maschile per realizzare una costituzione.
L'iniziale propulsione rivoluzionaria sfumò nei mesi successivi per via della mancanza di organizzazione e unità degli insorti, vanificando molte conquiste; nell'impero austriaco i moti vennero soffocati con la forza addirittura prima che il progetto costituzionale potesse vedere la luce. Tuttavia, è indubbio che «il 1848 fu determinante per l'affermarsi dei principi del moderno costituzionalismo.
Risultati duraturi si ebbero invece nel Regno di Sardegna, dove il 4 marzo 1848 Carlo Alberto di Savoia emanò lo Statuto Albertino che nel 1861, con la fondazione del Regno d'Italia, divenne la carta fondamentale della nuova Italia unita. Si trattava di una carta costituzionale ottriata – vale a dire concessa per volontà da un sovrano e non elaborata da un'assemblea – di 81 articoli, in cui si delineavano gli assetti dello Stato. L'ondata rivoluzionaria lasciò profondi effetti anche in Portogallo: nel 1850 venne commissionato a António Luís de Seabra, giurista e sostenitore della monarchia costituzionale, di realizzare un progetto per un codice civile che poi verrà ufficialmente promulgato nel 1867.
Da segnalare il caso della Svezia che già nel 1809 si era dotata una propria costituzione e quello della Regno di Norvegia che aveva promulgato la sua il 17 maggio 1814, quindi ben prima che i moti del 1848 dilagassero per il continente.

### Karl Marx: il socialismo scientifico

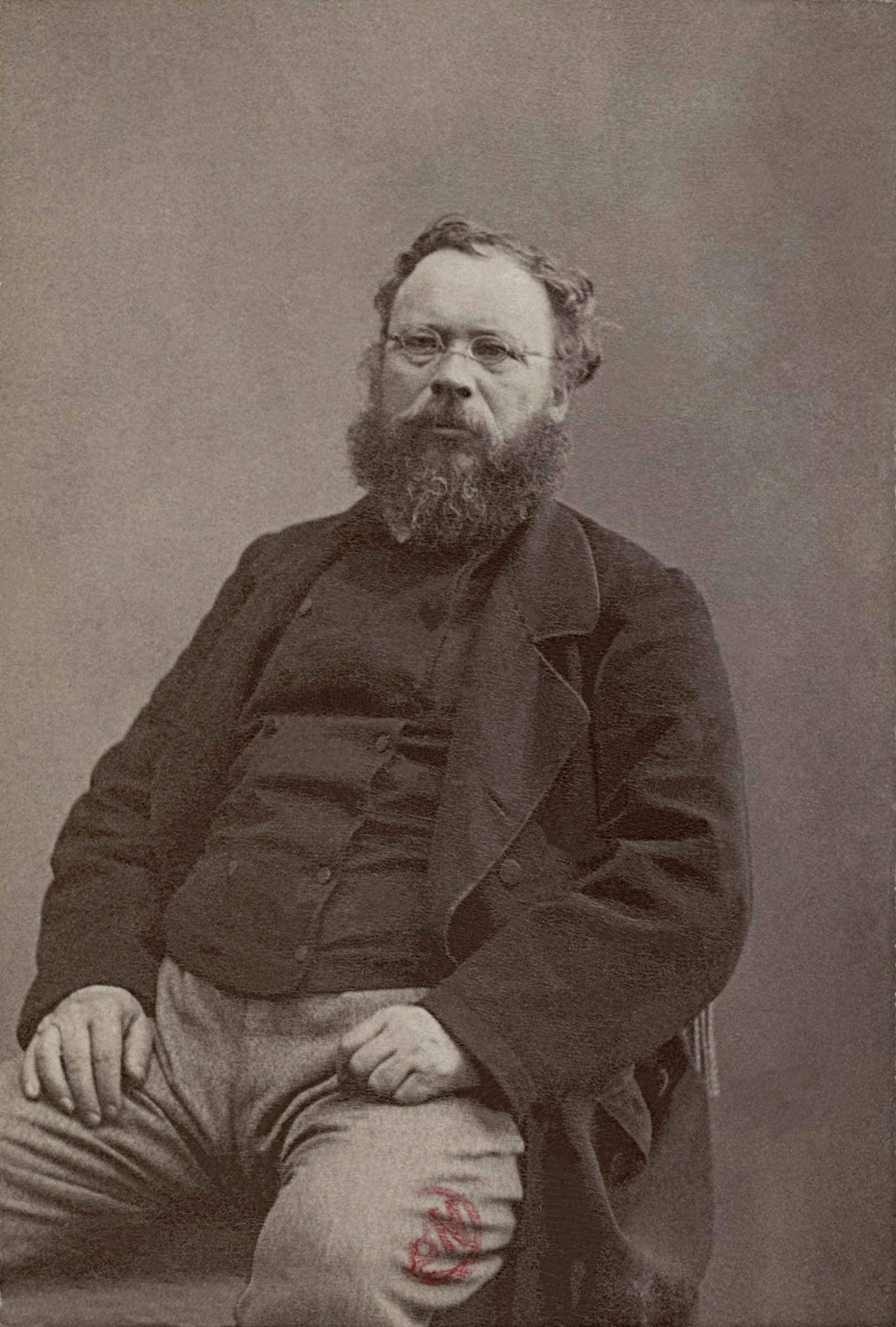
Pierre Joseph Proudhon

Il giusnaturalismo illuminista era sempre stato espressione degli ideali e dell'esigenza della borghesia. Con l'avvento dell'industrializzazione, i temi sociali concernenti i problemi che accusava la classe operaia iniziarono a essere riconosciuti da molti intellettuali del tempo, portando all'elaborazione di nuove dottrine e orientamenti che presero il nome di "socialismo". Inizialmente si trattò di concettualizzazioni solo teoriche, successivamente relegate al socialismo utopico di cui Pierre-Joseph Proudhon, Charles Fourier e Robert Owen furono tra i protagonisti. Fu però dalla sinistra hegeliana, una corrente di pensiero nata da discepoli di Hegel, che arrivarono risposte più concrete ai problemi sociali del tempo. Tra i primi, Ludwig Feuerbach, propose un nuovo approccio alla filosofia che, nella sua visione, doveva essere maggiormente focalizzata «sull'uomo nella sua interezza, che non è solo spirito e ragione ma anche corpo e sensibilità» dovendo pertanto considerare anche la realtà che viveva e le «sue necessità di ogni specie, anche materiali».

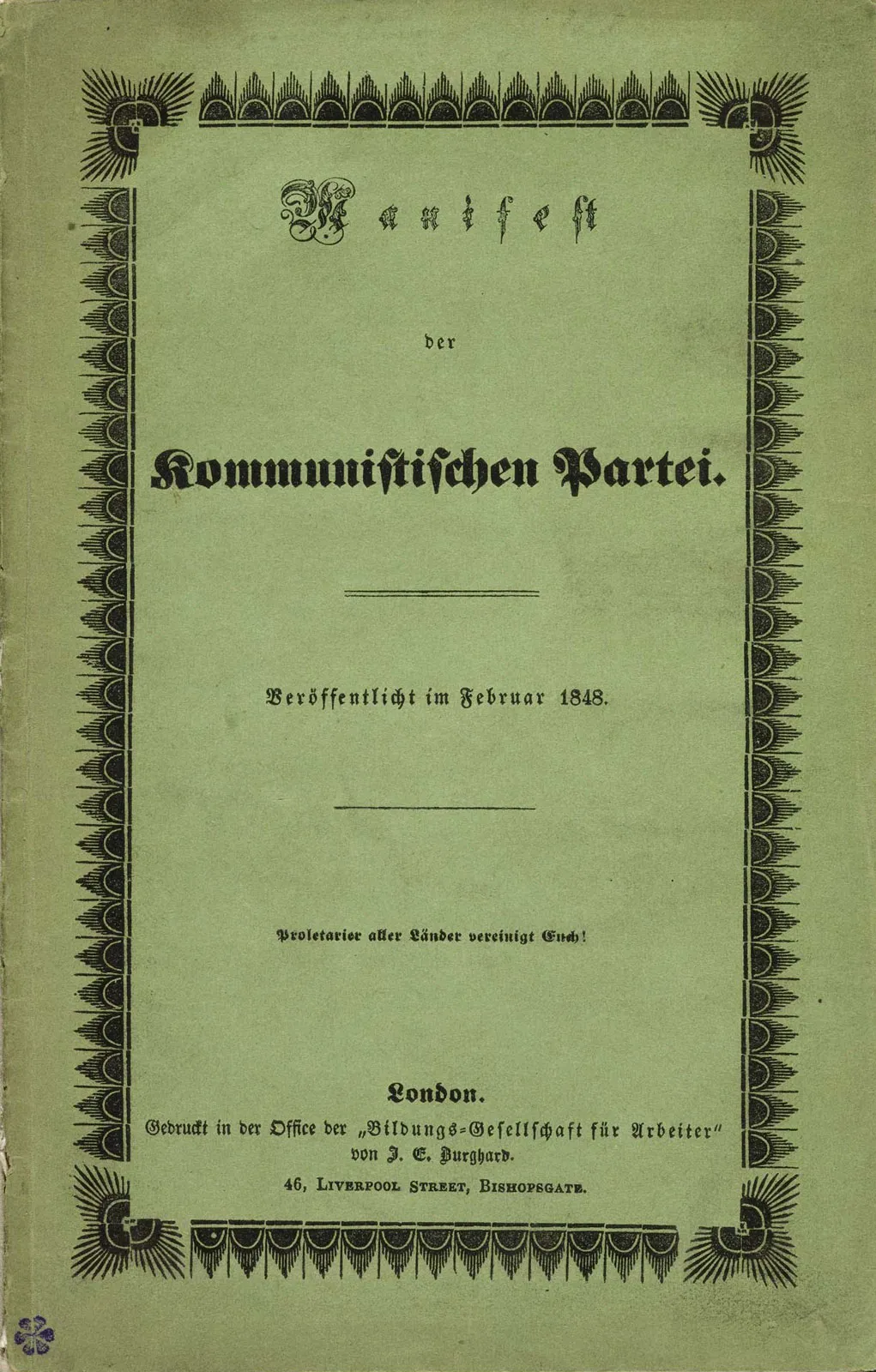
La prima edizione del Manifesto del Partito Comunista

Karl Marx riprese il pensiero materialistico dando vita al materialismo dialettico e a quella corrente, maggiormente concreta, del socialismo scientifico. Secondo tale dottrina, i rapporti economici sono l'unica struttura su cui si basano i rapporti umani, mentre tutto il resto è sovrastruttura, così come lo sono la morale, la religione e anche il diritto. Marx, pertanto, non riconosce al diritto particolarmente importanza poiché, in quanto sovrastruttura, è solo uno dei caratteri in cui si esprime l'evoluzione economica della società. Ne Il capitale, Marx fa l'esempio di come la legislazione inglese sulle fabbriche sia stata sviluppata sulla base delle necessità delle grandi industrie protagoniste del tessuto economico del tempo. Dunque, se il diritto è legato alla società, questo cambia al cambiare di essa; sarà la "lotta di classe" a mutare i rapporti di forza all'interno del contesto sociale e ad avere sicure ripercussioni anche sul diritto. Nella pratica, con la fine della società borghese teorizzata da Marx vi sarà anche l'abbandono della legislazione precedente (si fa in particolare riferimento al codice napoleonico), in quanto espressione della borghesia a favore di un altro sistema che con la vittoria del proletariato porterà, secondo quanto dichiarato nel Manifesto del Partito Comunista, a «un'associazione nella quale il libero sviluppo di ciascuno sarà la condizione per il libero sviluppo di tutti».
Relegando il diritto a sola sovrastruttura, Marx non dette un grande contributo alla storia giuridica, ma aprì la strada a successive teorie di socialismo giuridico. Ferdinand Lassalle, partendo dal materialismo storico, immaginò una futura eliminazione della proprietà privata, osservando che «ogni grande progresso della civiltà consiste in una restrizione delle dimensioni della proprietà». Anton Menger fu un convinto sostenitore della necessità di un diritto «frutto della riflessione» e finalizzato «per il bene delle larghe masse popolari». Si andava sempre di più verso il riconoscimento della necessità di avere leggi a carattere sociale.

### Diritto e società
Nel corso del XIX secolo, la società europea visse sostanziali trasformazioni, con delle inevitabili ripercussioni nel campo del diritto. Il ruolo della donna risultò oggetto di lunghi dibattiti a partire dagli anni 1880, quando modifiche legislative hanno timidamente aperto la strada verso alcuni diritti. Sia in Francia sia nell'Inghilterra vittoriana il divorzio venne riconosciuto per alcune ipotesi, sebbene escludendo il mutuo consenso, mentre alla moglie vennero attribuite limitate capacità di agire e alcuni diritti sulle proprietà acquisite durante il matrimonio. Anche la posizione dei figli illegittimi conobbe dei riconoscimenti legislativi.
Per far fronte alle ingenti somme di denaro necessarie per dare vita alle grandi imprese produttive tipiche della rivoluzione industriale, si andarono ad affermare le società anonime di capitali, in cui più soci mettevano insieme le proprie risorse economiche. Sul piano legislativo, la loro fondazione fu agevolata dall'abolizione dell'autorizzazione governativa discrezionale a favore di un semplice atto costitutivo omologato. Questo modello, «una pietra miliare verso il liberismo economico», venne introdotto in Inghilterra a partire dal 1844 per poi essere seguito nelle regioni germaniche e in Francia nel 1867; in Italia si concretizzò con il Codice di commercio del 1882. L'enorme ampliamento della rete ferroviaria comportò un incremento nei commerci, con la conseguente necessità di disporre di nuovi strumenti legislativi. Così iniziarono a comparire, dapprima in Inghilterra e poi di riflesso nel continente, istituti giuridici innovativi come il pegno commerciale, l'ipoteca navale, i magazzini generali, la vendita all'asta dei beni all'ingrosso. Il settore assicurativo conobbe una grande crescita, mentre vennero mitigate le conseguenze penali e civili del fallimento e favorito il concordato preventivo in talune circostanze.
Il dramma sociale dell'estrema povertà in cui si trovava gran parte della popolazione proletaria trovò una flebile risposta nella legislazione. Anche in questo caso fu l'Inghilterra il primo Paese a muovere su questa strada, approvando nel 1834 le New Poor Laws, con cui venne tentata una centralizzazione sostanziale dell'assistenza ai poveri e introdotto il sistema delle workhouses. L'idea della necessità di assicurazioni sociali e di un sistema pensionistico per far fronte ai bisogni più basilari della popolazione iniziò a radicarsi, ma ci vollero decenni per conseguire i primi risultati concreti.
Tra le potenze europee, l'impero russo era comunque quella che versava nelle condizioni di maggior arretratezza sociale. Lo stato era fortemente autocratico e il potere era centralizzato nello zar; quasi la totalità della popolazione era impiegata nell'agricoltura ed era ancora ben presente la servitù della gleba. Dopo essere salito al trono, nel 1855, Alessandro II iniziò una serie di riforme volte a modernizzare il Paese: nel 1861 firmò una controversa legge emancipativa della servitù della gleba, innovò l'amministrazione fiscale aumentandone l'efficienza e migliorò il sistema universitario. L'assassinio nel 1881 dello zar e la successione del figlio Alessandro III portarono all'annullamento di gran parte delle riforme progressiste e all'instaurazione di una politica reazionaria.

### In Inghilterra

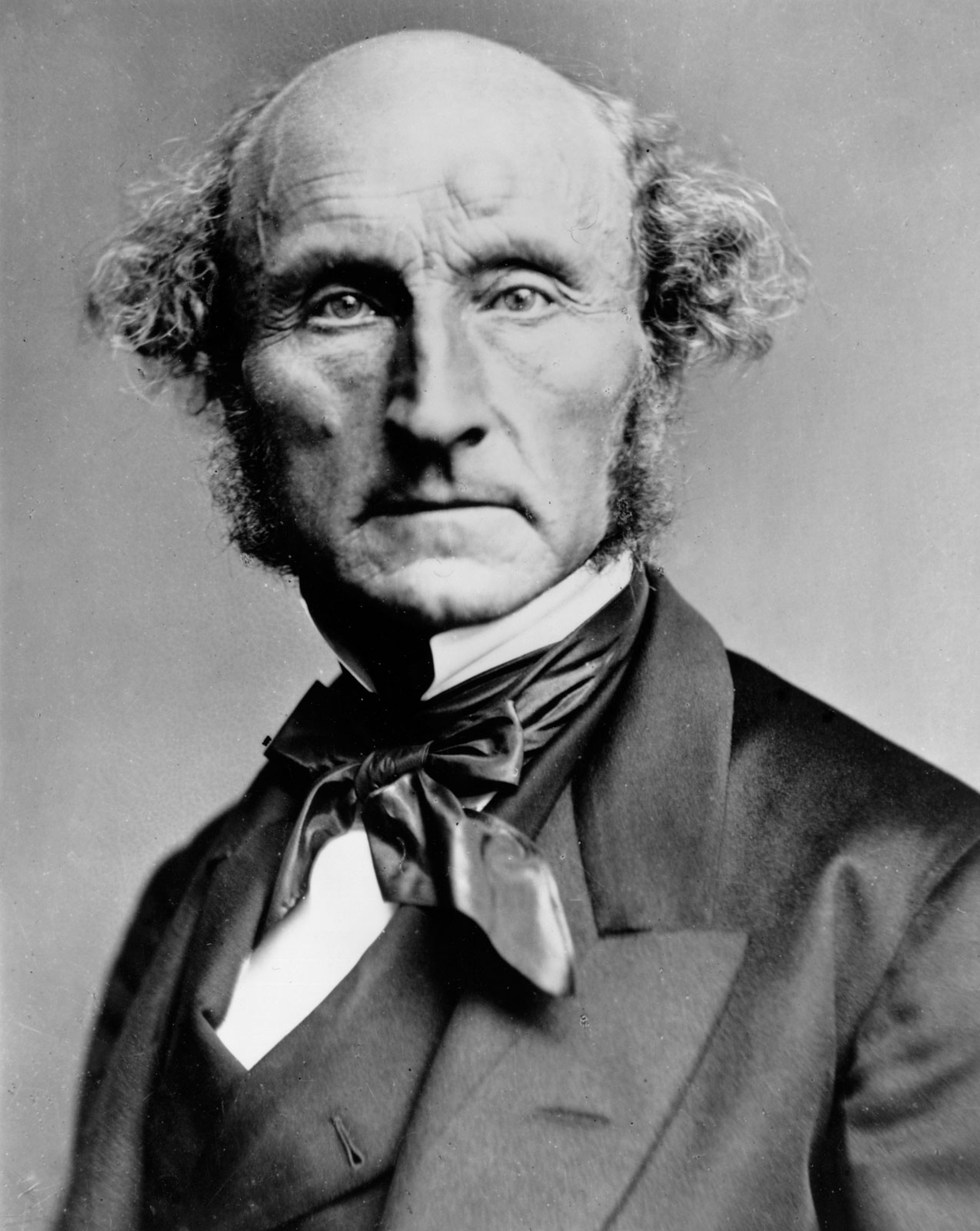
John Stuart Mill è considerato uno dei maggiori esponenti del liberalismo classico

L'idea di procedere a una codificazione del diritto per la sua stabilizzazione, nata in Francia e diffusasi in gran parte d'Europa, venne accolta freddamente in un'Inghilterra il cui sistema giuridico (detto di common law) ben si discostava da quello continentale. Oltremanica, infatti, il diritto era da secoli in gran parte nelle mani dei giudici, che lo costruivano mediante le loro decisioni secondo il principio dello stare decisis. Pertanto, l'intervento del governo in un'opera di codificazione veniva percepito come una grave intrusione, esattamente all'opposto degli Stati di Ancien Régime, che lo interpretavano come una limitazione ai poteri del sovrano. Tuttavia, anche in Inghilterra non mancarono giuristi schieratisi a favore del modello codicistico. Tra questi rientrava il londinese Jeremy Bentham, di idee illuministe, ma al contempo sostenitore dell'utilitarismo. Bentham non risparmiò critiche al sistema inglese, ritenendo che il ricorso alla codificazione fosse necessario per conferire semplicità, universalità e certezza alle leggi. Egli sperava di raggiungere tale risultato attraverso la stesura di tre codici, ovvero quello civile, quello costituzionale e infine quello penale. Le sue proposte non trovarono alcun riscontro pratico, benché influenzassero il suo discepolo James Mill e, ancora di più, il figlio di questi, John Stuart Mill.
Nonostante quest'ultimo fosse un fervente sostenitore del positivismo giuridico, si differenziò dal maestro, ponendosi in modo più indulgente nella valutazione del sistema inglese: riteneva il common law un diritto a pieno titolo, in quanto era lo Stato ad attribuire il potere di produzione ai giudici. John Stuart Mill, inoltre, fu un assertore del principio di uguaglianza tra tutti gli uomini, donne comprese, una posizione alquanto innovativa per l'epoca. Lo studioso viene ricordato soprattutto per il suo convinto sostegno all'utilitarismo, di cui è considerato uno dei maggiori esponenti: gran parte della sua interpretazione della funzione del diritto era ricondotta, infatti, verso l'utilità sociale più che sul soddisfacimento di bisogni individuali.

### Codificazione in Spagna
La Costituzione spagnola del 1812 (conosciuta anche come "costituzione di Cadice"), dal tenore nazionalista in risposta all'occupazione napoleonica in corso, servì da impulso per il progetto di una prima codificazione del diritto commerciale che vedrà il compimento nel 1829 con l'emanazione del Código de Comercio de España, di cui il giurista andaluso Pedro Sainz de Andino fu il principale artefice.
Un primo progetto per un codice civile spagnolo sul modello francese ebbe inizio nel 1851, ma questo trovò una forte resistenza da parte di coloro che si opponevano all'abrogazione delle norme tradizionali in vigore nelle diverse regioni del Paese, soprattutto in materia di successioni, diritti reali e alcuni contratti. Si aprì quindi un dibattito in cui, alla fine, si impose l'idea di realizzare un testo unitario, a condizione che esso salvaguardasse anche i particolarismi locali. Il risultato, dopo un altro fallimento nel 1881, fu un codice emanato nel 1888 dalla funzione suppletiva. Lo scopo era ricorrervi nel caso che la norma regionale (fuero) non disciplinasse la materia o presentasse una lacuna. Largo spazio veniva dato anche alla consuetudine, benché questa dovesse essere provata e che non contrastasse con la legge, con l'ordine pubblico o la morale.

## A cavallo tra i due secoli

### Codice civile tedesco (BGB)

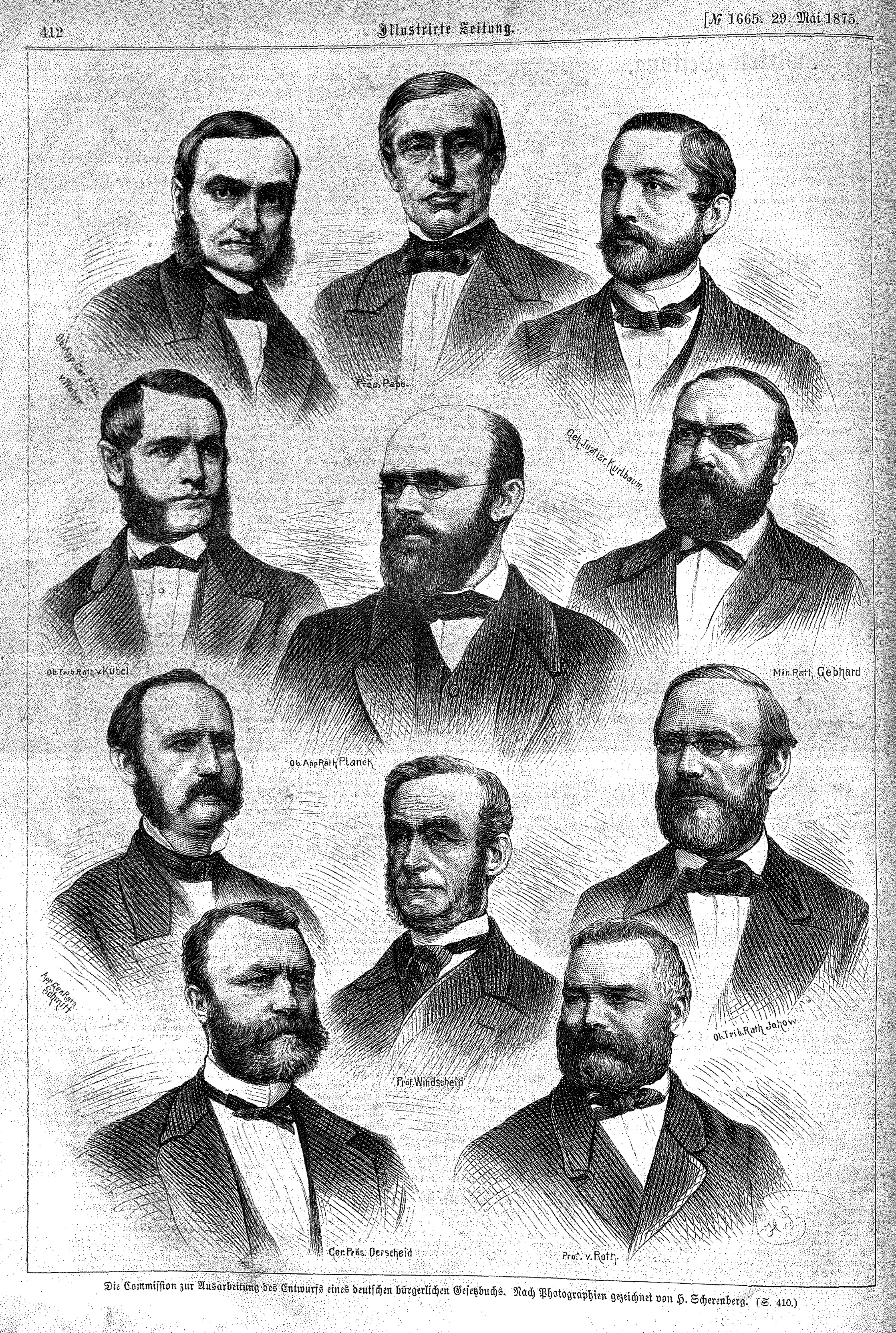
La prima commissione per la stesura del codice civile tedesco

Gli influssi della scuola storica e la frammentarietà politica in cui versava la regione germanica nella prima metà del XVIII secolo contribuirono a ritardare l'inizio di un processo di codificazione del diritto, ma l'unificazione tedesca conclusasi nel 1871 sotto la guida di Otto von Bismarck cambiò le cose. In realtà, già nel 1861 era stato varato un codice del commercio (chiamato ADHGB), in breve tempo adottato da tutti gli stati della confederazione. Protagonista dell'opera fu il giurista Levin Goldschmidt, il quale contribuì alla realizzazione di un codice dal taglio pratico e moderno, incentrato sulle azioni commerciali più che sulla persona del commerciante, in grado di disciplinare molte situazioni che andavano dai trasporti ferroviari, al credito, alle società.
La genesi del codice civile risultò alquanto più lunga. La decisione di procedere in tal senso si dovette al timore che, di lì a breve, ogni stato della confederazione si potesse dotare di un proprio codice territoriale. Il timore era suscitato dall'esempio della Sassonia, che era stata l'ultima a promulgarlo e sembrava mettere a rischio l'unificazione della neonata nazione. Nel 1873 una prima commissione preliminare, presieduta da Goldchmidt, delineò i fondamenti del futuro codice decidendo che sarebbe stato privo di alcuni istituti giudicati oramai vetusti, come il feudo e il fedecommesso. L'anno successivo, una nuova commissione iniziò i lavori di stesura del testo e di questa fecero parte undici membri, tra cui Paul von Roth e l'esponente della pandettistica Bernhard Windscheid. I lavori terminarono oltre tredici anni più tardi, con un primo progetto di codice che però ricevette numerose critiche. In particolare, venne giudicato come un codice troppo legato al diritto romano e poco alla tradizione giuridica tedesca, tanto da essere considerato da Otto von Gierke «come l'epitome dell'opera di Windscheid». Il socialista Anton Menger osservò, invece, quanto esso rispecchiasse le aspettative della società borghese dell'epoca, dimostrando scarsa attenzione per i problemi del proletariato. Entrambi concordavano sul suo «eccessivo tecnicismo e sull'oscurità del linguaggio». Una nuova commissione istituita nel 1891 lavorò per cinque anni per correggerne i difetti riuscendoci parzialmente, visto che i socialdemocratici si opposero al Reichstag fino alla sua definitiva approvazione, avvenuta nel 1896; il codice entrò poi in vigore il 1º gennaio 1900, sancendo la fine della validità delle fonti di diritto romano nel panorama giuridico europeo.

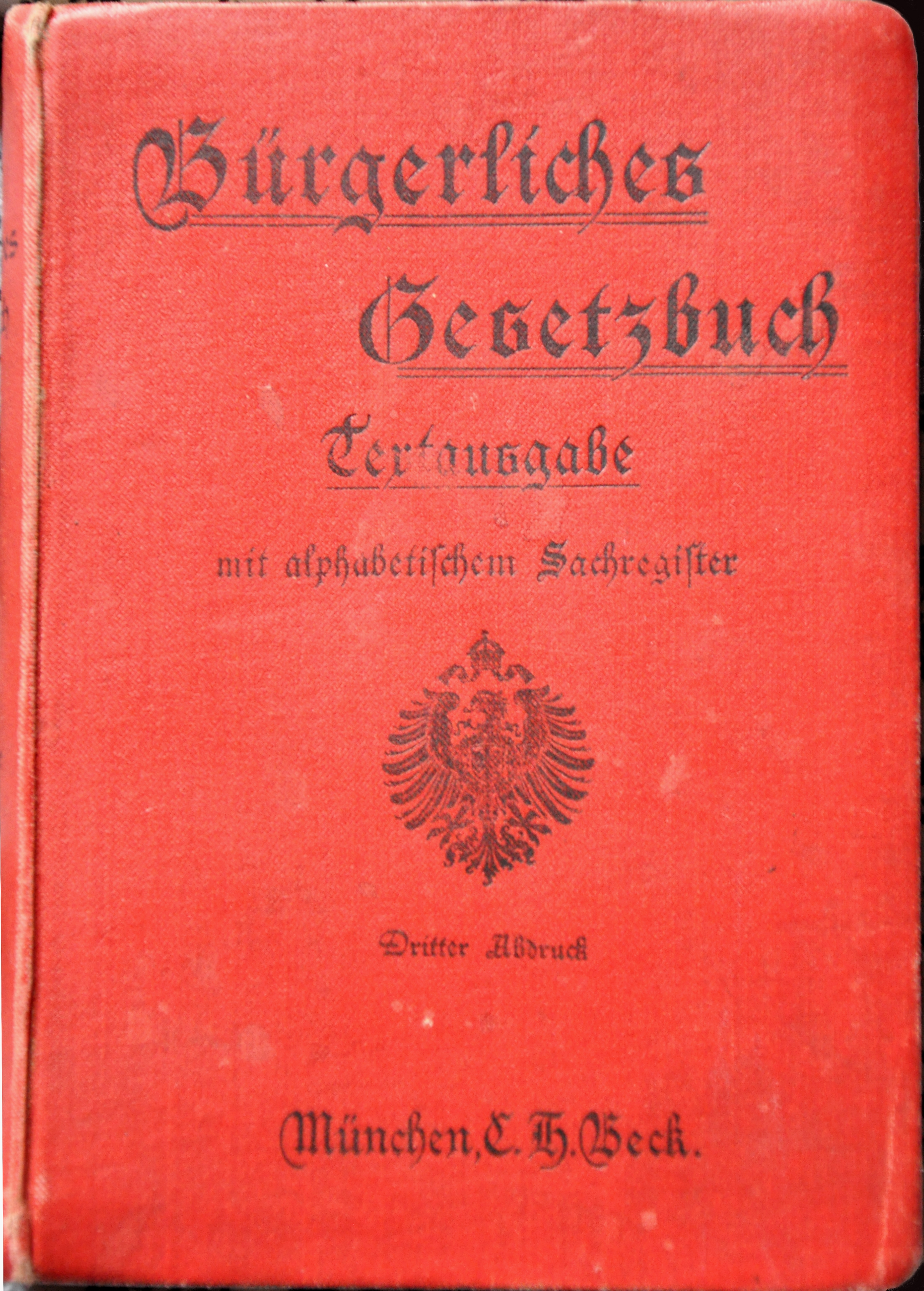
Frontespizio del codice tedesco del 1896

Nonostante le critiche, il Bürgerliches Gesetzbuch (o BGB) è considerato «uno dei grandi monumenti legislativi dell'Ottocento europeo» e portatore di alcune modernità. Diviso in cinque libri (parte generale, obbligazioni, beni, famiglia, successioni), si presentava con un linguaggio assai tecnico e con un'impostazione dottrinale di stampo pandettistico, rendendolo implicitamente destinato a un pubblico di giuristi. Il suo fondamento ideologico era certamente liberale e positivista, ma alcune clausole generali riguardanti la buona fede, i buoni costumi e la giusta causa lasciavano comunque un certo spazio all'interpretazione del giudice. La disciplina del contratto trovava il suo caposaldo nel concetto, elaborato dai pandettisti, di "negozio giuridico" il quale veniva delineato fin dal primo libro. Il diritto di famiglia era incentrato sulla patria potestà, malgrado la moglie potesse ricorrere all'autorità giudiziaria in alcuni casi specifici di dissenso. Il matrimonio civile era contemplato e il divorzio risultava possibile per alcune cause, ma non per mutuo consenso. La proprietà era assoluta, considerata come dominio esclusivo del soggetto, mentre il suo trasferimento avveniva per consegna effettiva della cosa (in conformità alla traditio del diritto romano) con l'aggiunta della trascrizione nei libri fondiari per gli immobili. Frutto di elaborazione giurisprudenziale, anche l'istituto del Verwirkung trovò per la prima volta sbocco nel codice.
Alcune concessioni fatte ai socialisti, definite «gocce di olio sociale», comparirono ad esempio nel paragrafo 226, in cui si affermava che «l'esercizio di un diritto soggettivo non è permesso se non ha altro scopo che recare danno ad altri» o nelle norme a favore dei lavoratori contenute nei paragrafi da 616 a 618. Il codice civile tedesco, non accolto con unanime favore in patria, finì per influenzare profondamente le codificazioni del XX secolo, europee e non (si pensi a Ungheria, Grecia, Polonia, Brasile, Perù, Giappone e Cina). Al 2025, con alcune modifiche soprattutto riguardanti il diritto di famiglia, il BGB del 1896 è ancora in vigore in Germania.

### Nascita del diritto del lavoro

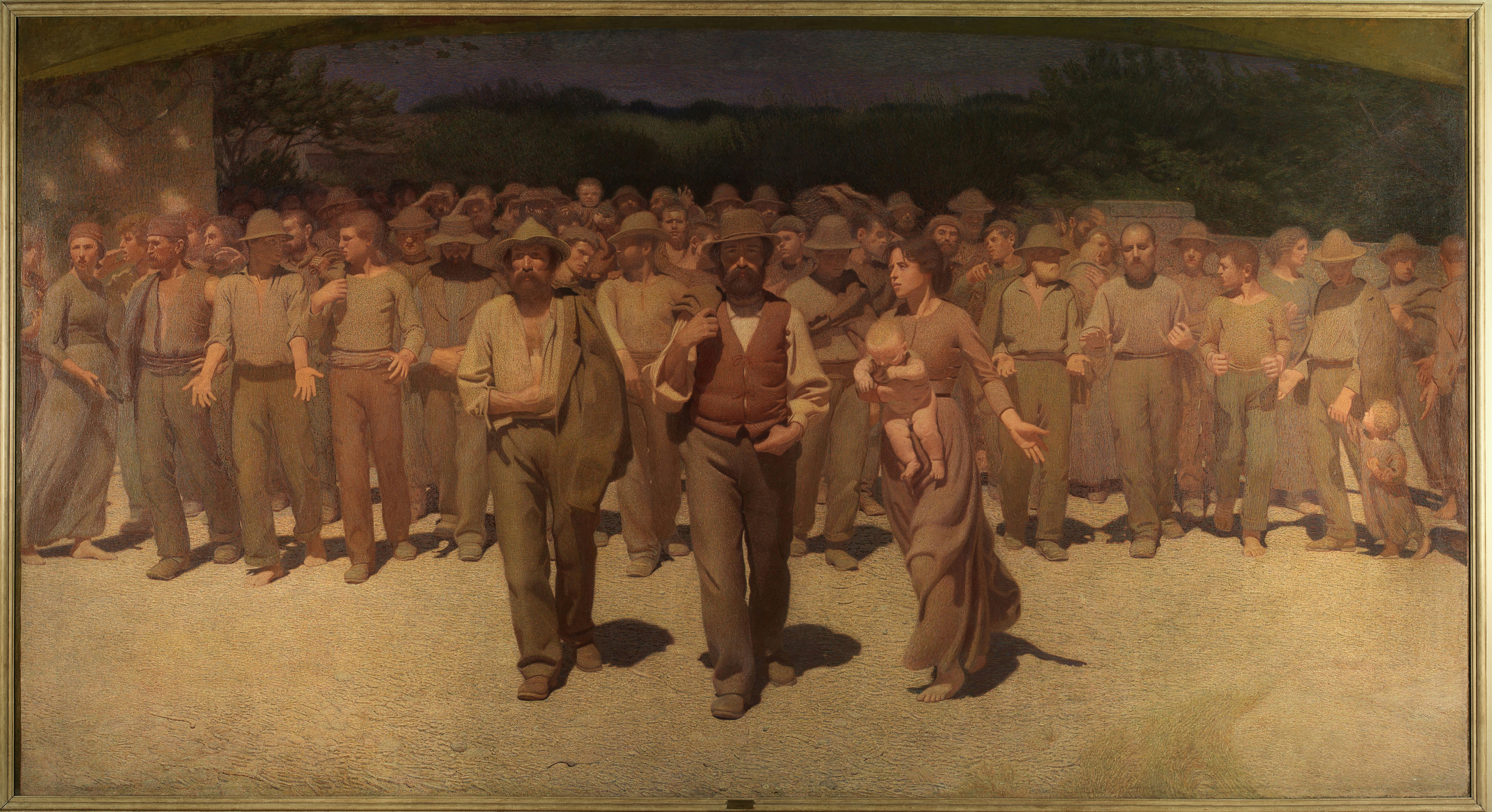
Il quarto stato dipinto di Giuseppe Pellizza da Volpedo

La rivoluzione industriale ebbe come effetto lo stravolgimento delle strutture sociali dell'epoca, creando una vasta fascia della popolazione priva di qualsiasi protezione. Come risposta, la "classe operaia" lentamente e faticosamente riuscì a conquistare un suo peso sociale e politico ottenendo, a cavallo dei due secoli, riscontri legislativi che costituirono la nascita del diritto del lavoro. Dopo che per anni erano state vietate le associazioni di lavoratori, nel 1871 in Inghilterra venne approvato il Trade Union Act, grazie al quale per la prima volta veniva resa legale l'unione sindacale, sebbene solo per quelle organizzazioni il cui statuto fosse stato approvato. Alcuni anni prima in Francia era stato abrogato il delitto di coalizione previsto dalla Legge Le Chapelier del 1791, ma si dovette aspettare il 21 marzo 1884 perché si approvasse la legge proposta da Pierre Waldeck-Rousseau con cui il sindacato venne legalizzato. In Italia l'esperienza sindacale nacque con le società di mutuo soccorso che, nell'ultimo decennio dell'Ottocento, si strutturarono dando vita alle Camere del Lavoro; con l'avvento del codice penale Zanardelli del 1889 venne abrogato il reato di sciopero («se attuato senza violenza o minaccia») restando, tuttavia, fonte di conseguenze civili e di rischio di licenziamento.

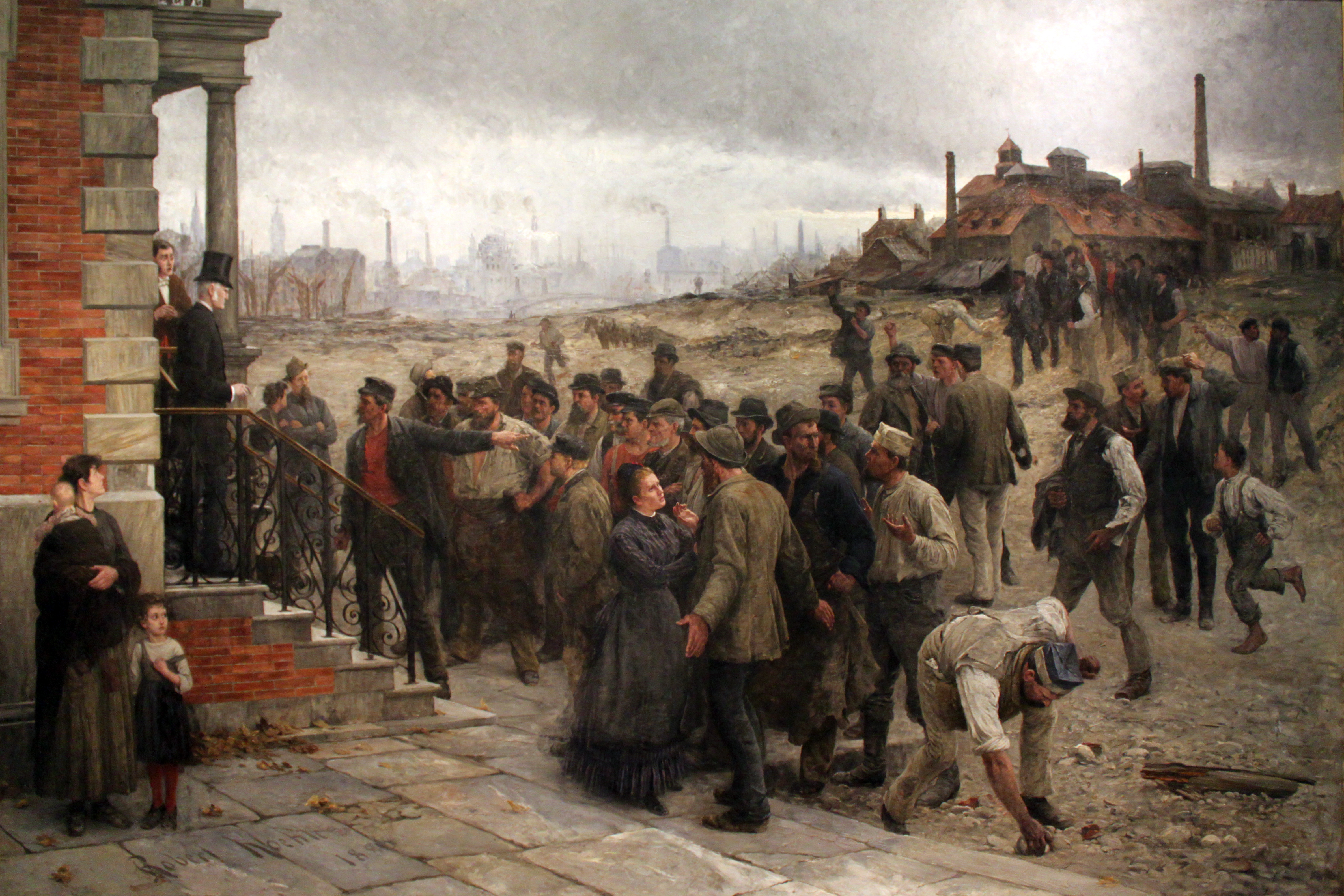
Sciopero nella regione di Charleroi, 1886

La Germania di Bismarck, preoccupata della crescita di consensi per i partiti di sinistra, introdusse riforme all'avanguardia a tutela dei lavoratori, «creando le premesse per quel complesso di provvidenze che verrà denominato Stato Sociale». Già nel 1883 venne approvata una legge sulle assicurazioni per malattia, seguita l'anno successivo dall'obbligo di assicurare i lavoratori per gli infortuni sul lavoro. Nel 1889 fu introdotta la pensione di vecchiaia. Interventi analoghi vennero intrapresi anche in Italia dove, nel 1883, venne creato l'Istituto nazionale per l'assicurazione contro gli infortuni sul lavoro, mentre tra il 1902 e il 1924 vi fu un'intensa attività legislativa, arrestatasi solo durante la Grande Guerra, che toccò «i problemi più allarmanti della condizione degli operai, tramite la previsione di norme limitatrici della libertà imprenditoriale di gestione dei lavoratori».
Per quanto riguardava il contratto di lavoro, per tutto il XIX secolo esso rimase ancorato al modello di locazione d'opera risalente all'istituto locatio conductio di diritto romano. Esso poneva il lavoratore come parte contrattualmente debole nel contesto delle imprese industriali. Già nel 1889 il giurista tedesco Otto von Gierke aveva portato all'attenzione tale problematicità, «insistendo sul legame personale e sul rapporto di solidarietà che legano tra loro il datore e il prestatore di lavoro di un'impresa». Il primo esempio di una disciplina contrattuale specifica si ebbe nel 1900 in Belgio, seguito sette anni più tardi dai Paesi Bassi. Contestualmente alcuni giuristi iniziarono ad approfondire il tema del contratto di lavoro, «aprendo la via ad una branca nuova del diritto, destinata a grandi sviluppi nel Novecento»; tra questi si ricordano Lodovico Barassi, Philipp Lotmar e Hugo Sinzheimer.

### Positivismo giuridico e la sua critica

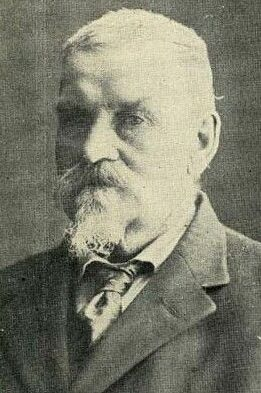
John Austin concepì la norma giuridica come un comando, rifiutando il diritto naturale e estremizzando il positivismo giuridico

Nella seconda metà dell'Ottocento, come conseguenza dei successi della rivoluzione industriale, si era affermata tra gli europei una specifica mentalità, detta positivista, in cui veniva posta una grande fiducia nelle scienze e nel progresso scientifico, a cui si attribuiva il fondamento dell'evoluzione sociale. In quest'ottica, tutto ciò che non fosse strettamente metafisico veniva ricondotto al ragionamento razionale e scientifico; per molti studiosi il diritto rientrava perfettamente in tale classificazione, potendo così parlare della nascita di un positivismo giuridico, i cui principi furono quasi incontrastati per tutta la seconda metà dell'Ottocento per poi essere discussi e confutati con l'inizio del secolo successivo.

#### La centralità della norma e il problema della scientificità del diritto
Per i positivisti il diritto è una scienza, così come lo sono le scienze naturali, e a esso bisogna approcciarsi con i medesimi strumenti. Questo comportava il totale rifiuto del diritto naturale, in quanto per trattare una materia scientifica è necessario considerare esclusivamente le manifestazioni concrete, nel caso del diritto le norme ovvero quello "positivo". Dunque, per i positivisti la "norma giuridica" è l'unica espressione del diritto (teoria che verrà ripresa ed espansa dal Hans Kelsen). John Austin arrivò a concepirla come un "comando" dando vita alla dottrina dell'imperativismo, una branca del positivismo.
All'approccio scientifico al diritto, tuttavia, non mancarono confutazioni e sensibilità diverse. Ad esempio, il britannico Herbert Spencer, utilizzò la teoria dell'evoluzione da poco elaborata da Charles Darwin per sostenere come il diritto fosse un prodotto dell'evoluzione umana sviluppatosi in modo utilitaristico. Stando a questa teoria, il fine era quello di garantire l'esistenza pacifica dell'umanità e, pertanto, i veri diritti non dovevano essere ricercati nelle leggi dello Stato, ma in quella superiore della "libertà", riassumibile nella massima, di eco kantiano, che «ogni uomo è libero di fare ciò che vuole purché non leda l'uguale libertà di ciascun altro». Una posizione, dunque, in cui veniva applicata al diritto la scienza, ma senza arrivare a un positivismo integrale.

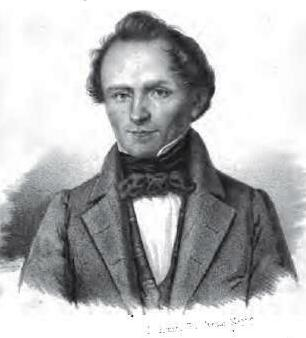
Julius von Kirchmann espresse dubbi sulla riconducibilità del diritto a scienza

Il postulato della scientificità del diritto non fu accolto unanimemente. Julius von Kirchmann osservò di come la scienza studi i fenomeni naturali mediante una conoscenza oggettiva delle loro manifestazioni, senza dover tenere conto del pensiero e del ruolo dell'uomo, cosa che invece è necessario nel diritto, concludendo che quest'ultimo non può essere assimilato a una scienza naturale ma a un altro tipo di scienza specifica.
Di contro, Wilhelm Wundt sosteneva che sia i fenomeni naturali sia quelli dello spirito (come il diritto) potessero essere studiati scientificamente, riconoscendo che l'approccio ai primi fosse essenzialmente passivo (ovvero mediante la sola osservazione naturalistica), mentre fosse attivo per i secondi, in quanto questi necessitavano di un'interpretazione soggettiva. Pertanto, per il diritto occorreva utilizzare una metodologia certamente scientifica, ma che prendesse altresì in considerazione «l'atteggiamento psicologico del legislatore, comparando le varie norme, interpretandone il significato e valutandolo criticamente».

#### Scuola positiva del diritto penale italiana

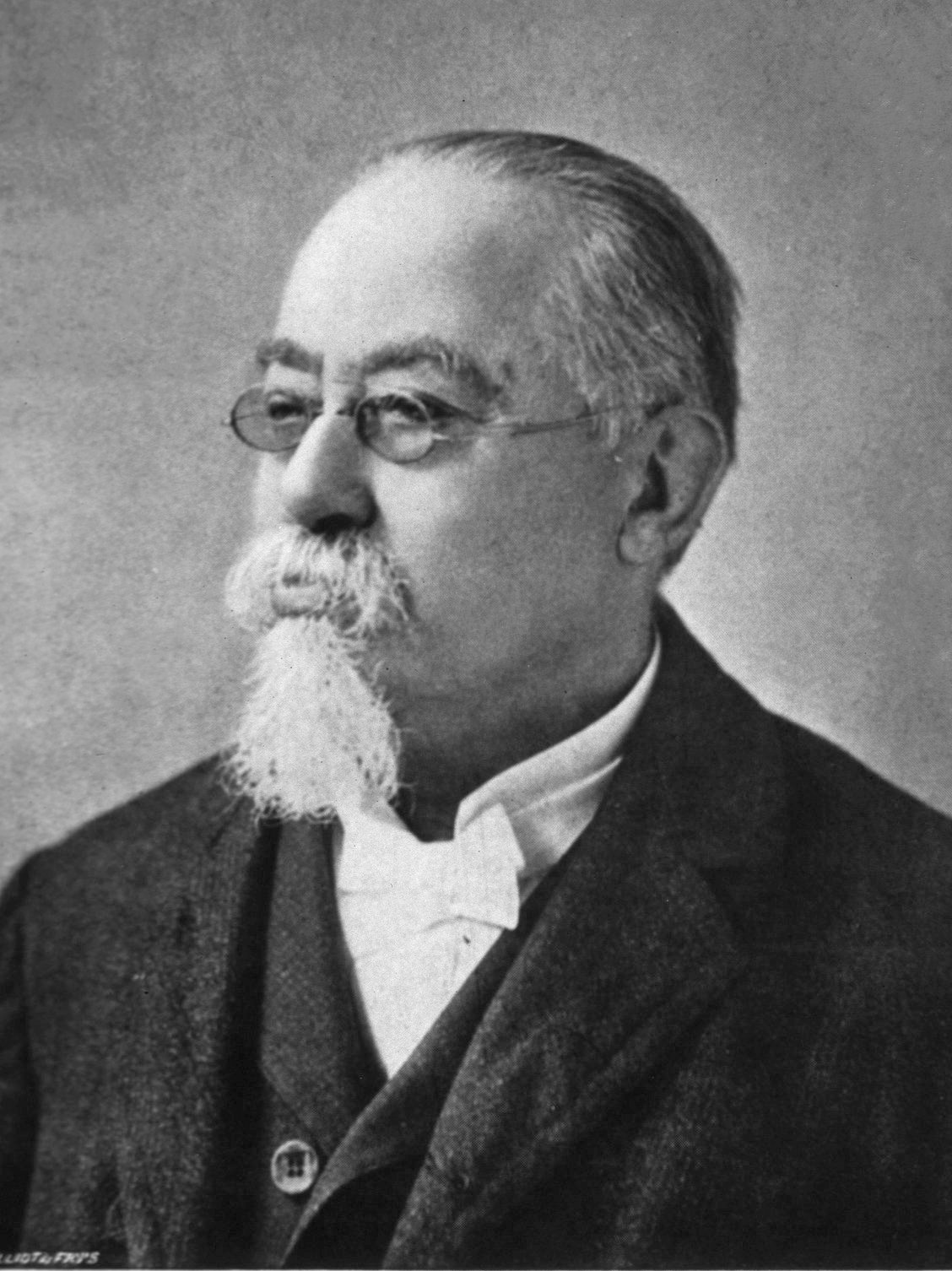
Cesare Lombroso, padre della scuola positiva di diritto penale

L'Italia fu da sempre molto permeabile alle diverse dottrine giuridiche e ciò valse anche per il positivismo. Riconducibili a questo movimento operarono sulla penisola diversi studiosi, tra cui si ricordano Giuseppe Carle, Luigi Miraglia, Raffaele Schiattarella, Roberto Ardigò e Giovanni Bovio.
Fu però nel campo del diritto penale che il positivismo italiano raggiunse i risultati più interessanti. Sulla base degli indirizzi positivisti forniti dal Bosio, Cesare Lombroso sostenne che l'inclinazione al crimine fosse una patologia ereditaria e che l'unico approccio utile nei confronti del criminale fosse quello clinico-terapeutico. Successivamente prese in considerazione anche i fattori ambientali, educativi e sociali come concorrenti a quelli fisici nella determinazione del comportamento criminale. Le sue teorie, oggi giudicate prive di un fondamento scientifico, ma che fecero nascere le discipline della criminologia e della antropologia criminale, furono riprese dall'allievo Enrico Ferri, il quale in merito al reato arrivò a «parlare non più di responsabilità personale ma di responsabilità sociale o naturale e della sanzione non più come punizione ma come reazione fisica a un'azione che ha turbato l'ordine».

#### Formalismo e antiformalismo, dalla giurisprudenza dei concetti a quella degli interessi

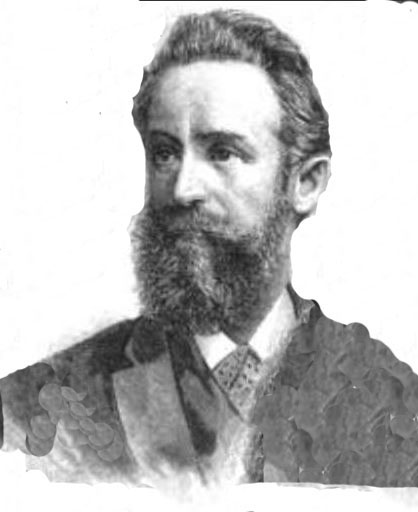
Adolf Merkel

Il positivismo giuridico riconduceva alle norme l'essenza del diritto e perciò assunse importanza la forma delle stesse. La storia del formalismo giuridico trae le sue origini fin dall'antichità (ve ne sono tracce nel diritto romano), per poi svilupparsi nella scuola culta degli umanisti del XV-XVI secolo. Dopo l'oblio del periodo giusnaturalista, riprese vigore in Germania con le posizioni dottrinali assunte dalla scuola storica e dal movimento della pandettistica, fino ad arrivare al massimo compimento tra Ottocento e Novecento. Fu allora che si tentò di «fare della conoscenza del diritto un sistema, ponendo in una connessione logica il più possibile rigorosa gli elementi di esso». L'obiettivo dei formalisti era giungere a una «sistemazione logica del diritto in forme che volevano essere analoghe a quelle della natura». Dal formalismo nacque la cosiddetta "giurisprudenza dei concetti", che prendeva «l'elaborazione di concetti generali e astratti sulla base di norme valide solo perché esistenti, aventi in quanto tali la natura di dogma» (dogmatica giuridica). I risultati di tale scuola di pensiero furono molteplici, innanzitutto l'elaborazione (già proposta dai pandettisti) del concetto di "negozio giuridico" e di quello di statualità del diritto che negava l'esistenza di un diritto al di fuori di quello elaborato dallo Stato (escludendo così il diritto consuetudinario e il diritto internazionale). Tra i più importanti aderenti al formalismo giuridico si ricordano Adolf Merkel, August Thon, Ernst Rudolf Bierling e Karl Magnus Bergbohm, mentre Paul Laband e Carl Friedrich von Gerber estesero tale modello a diritto pubblico.

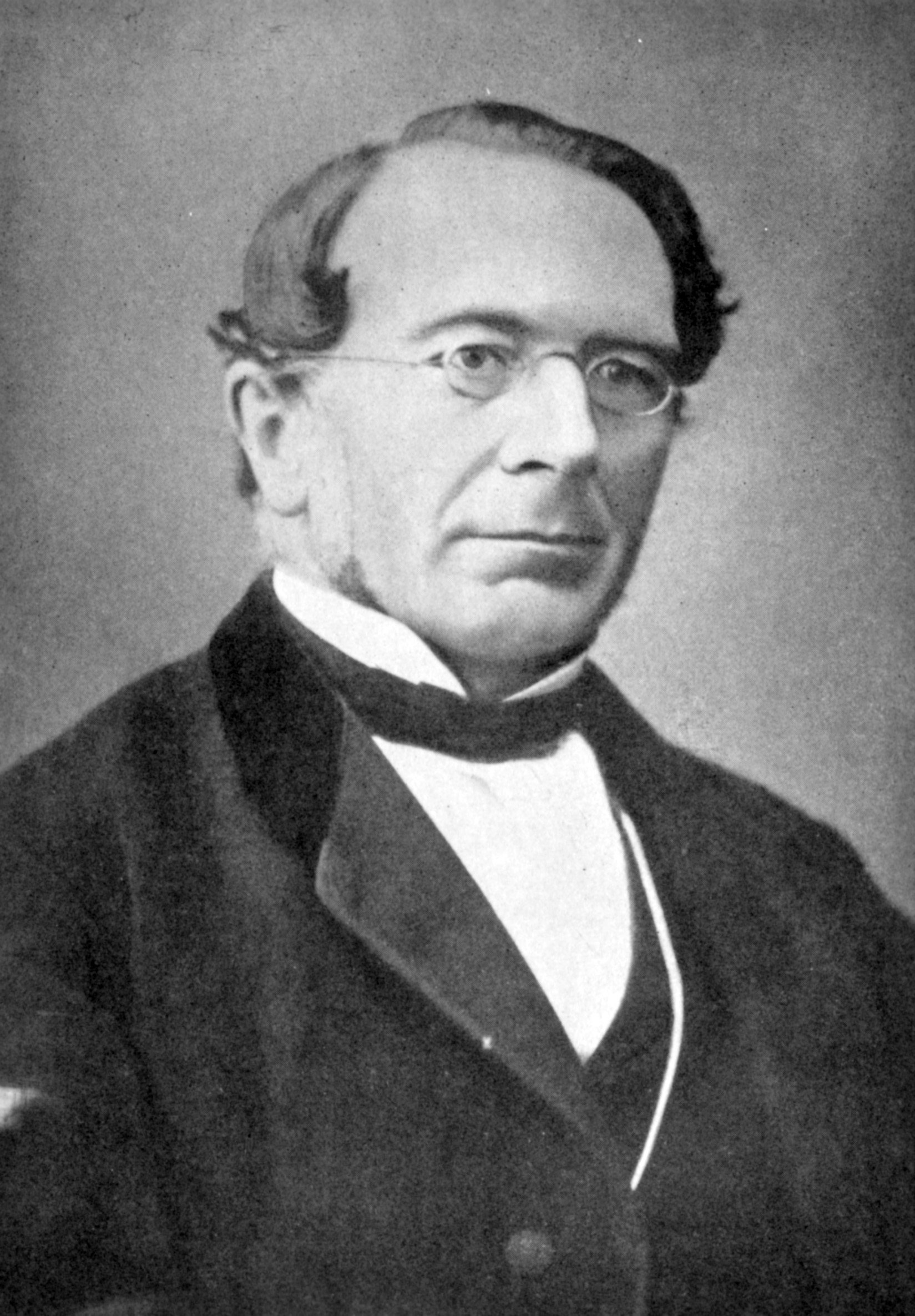
Rudolf von Jhering

Il formalismo giuridico suscitò diverse critiche, prime fra tutte quelle del giurista Rudolf von Jhering, che inizialmente aveva aderito a questa scuola di pensiero. Nel sul libello Serio e faceto sulla giurisprudenza, Jhering ironizzava sulla giurisprudenza dei concetti (fu lui a coniarne il termine), affermando che con la scuola storica e la pandettistica aveva «finito per costruire una posizione astratta e antistorica» per il diritto. Gli stessi cultori dell'esegesi della norma giuridica si erano resi conto di quanto fosse difficile adattare le disposizioni normative, concepite anni addietro, in un contesto sociale e politico diverso e all'attualità, negando così di fatto il dogma delle norme. Così, tra i due secoli iniziò una corrente di opposizione al formalismo che riteneva che il diritto non fosse soltanto una costruzione teorica basata sull'imperatività di norme, ma che «rispecchiasse la concreta, storica realtà della società e che la seguisse al suo divenire».
Lo stesso Jhering, dopo il suo allontanamento dal formalismo, parlò di una "giurisprudenza degli interessi", sempre di stampo positivista, ma più vicina alla realtà concreta asserendo che «il creatore di tutto il diritto è lo scopo e non c'è nessuna posizione giuridica la quale non debba la sua origine ad uno scopo, ossia ad un motivo pratico», con lo scopo ricondotto alla valutazione equilibrata delle necessità della vita umana e degli interessi delle parti. Tali teorie le delineò nella sua opera Lo scopo del diritto. Secondo Philipp Heck, anch'egli aderente a tale dottrina, la giurisprudenza degli interessi supera il primato della logica con «il primato dello studio e della valutazione della vita». Heck, inoltre, riconosceva la non completezza del diritto, che invece era uno dei capisaldi del positivismo, attribuendo al giudice la facoltà di andare oltre il dettato formale della legge, pur senza contraddirla, nel caso di lacuna. Sempre superando il dogmatismo della norma, Max von Rumelin osservava che «le sentenze si dovessero emanare in base a una valutazione dei reali interessi in gioco e non in base a concetti e preconcetti dogmatici e astratti». Nella Francia dominata dalla scuola dell'esegesi, François Gény esercitò una profonda influenza, introducendo il concetto di libera ricerca scientifica nell'interpretazione del diritto positivo.
Un'applicazione concreta delle posizioni antiformalistiche si ebbe nel 1907 con l'emanazione del codice civile svizzero, il cui articolo 1 prevedeva che, nel caso di lacuna, il giudice potesse basarsi sulla consuetudine o, in caso che non vi fosse, sulla dottrina o sulla giurisprudenza più autorevole.

### Codice di diritto canonico

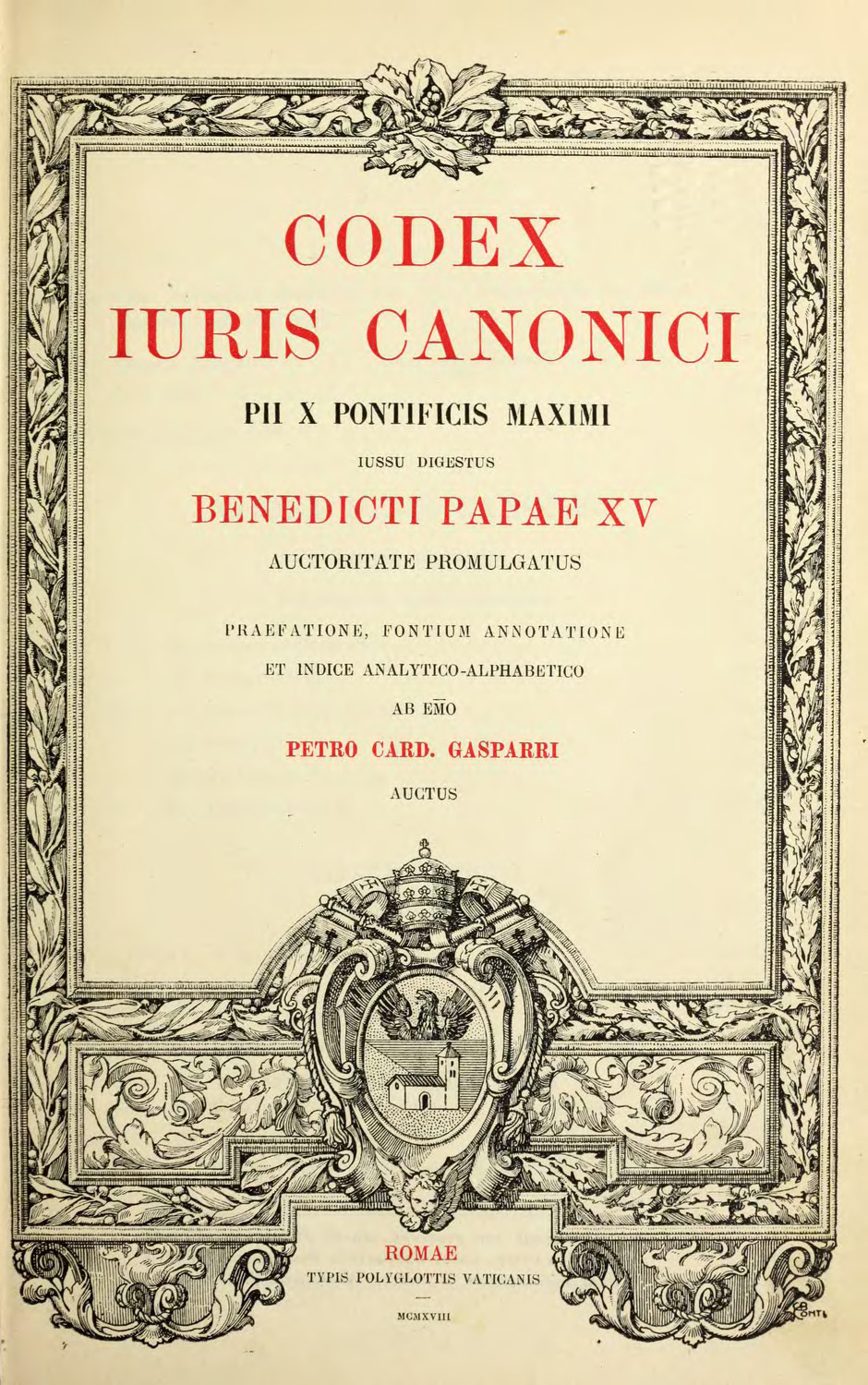
Frontespizio di un'edizione del Codex Iuris Canonici del 1917

Sull'esempio del codice napoleonico, nella Chiesa cattolica ebbe inizio un vivace dibattito sull'opportunità di procedere con la codificazione del proprio diritto. I sostenitori sottolineavano la necessità di rendere più coerente un diritto oramai afflitto da antinomie, mentre i contrari vedevano la codifica del diritto come una subalternità all'Illuminismo e alla concezione napoleonica, che andava contro la Chiesa e che sembrava sminuire la consuetudine. Le prime istanze ufficiali indirizzate verso la codificazione furono avanzate durante il Concilio Vaticano I, indetto nel 1868, ma la prematura conclusione dell'assise conciliare nel 1870, a seguito della Presa di Roma da parte del Regno d'Italia, bloccò ogni possibile intenzione ufficiale, lasciando solo qualche spazio per iniziative private. Il tema tornò di attualità con l'elezione al soglio pontificio di papa Pio X, che, fautore di una modernizzazione della struttura ecclesiastica e della curia romana, vedeva favorevolmente la promulgazione di un codice di diritto canonico.
Con il motu proprio Arduum sane munus, l'impresa fu affidata a una commissione pontificia, guidata dal cardinale Pietro Gasparri. I lavori durarono quasi dieci anni, sopravvivendo a Pio X, morto nel 1914; nel giorno di Pentecoste del 1917 papa Benedetto XV poté promulgare con la bolla pontificia Providentissima Mater il codice Piano Benedettino, composto da brevi e sintetici canoni (2414 in totale), con cui si regolava la vita giuridica della Chiesa. Furono escluse la materia liturgica, il diritto pubblico esterno e il diritto delle Chiese cattoliche di rito orientale. Il codice, inoltre, non comprendeva i rapporti tra Stati e Chiesa, mentre abroga tutta la precedente legislazione, eccetto i diritti acquisiti, gli indulti concessi e le consuetudini centenarie o immemorabili. Nell'ottica di una centralizzazione, venne istituita anche la Pontificia commissione per l'interpretazione autentica del codice di diritto canonico, a cui era demandato il compito di rispondere, sotto parere del pontefice, ai quesiti sul codice.

## Il primo dopoguerra

### Una stagione di costituzionalismo
La prima guerra mondiale si concluse con la dura sconfitta degli imperi centrali e con il crollo delle rispettive monarchie (Asburgo in Austria e Hohenzollern in Germania), sostituite da sistemi democratici dotati di una costituzione. Questo processo coinvolse anche quelle regioni che si trovavano sotto il controllo dell'impero tedesco, sebbene non ne facessero formalmente parte. Fu il caso ad esempio della Finlandia, resasi indipendente nel 1917, che adottò due anni più tardi una carta costituzionale con cui divenne una repubblica semipresidenziale. Più complesse le vicende che riguardarono le carte delle altre regioni, a partire da quella introdotta in Germania per far fronte al caos dovuto al vuoto di potere successivo all'abdicazione di Guglielmo II.

#### Costituzione di Weimar

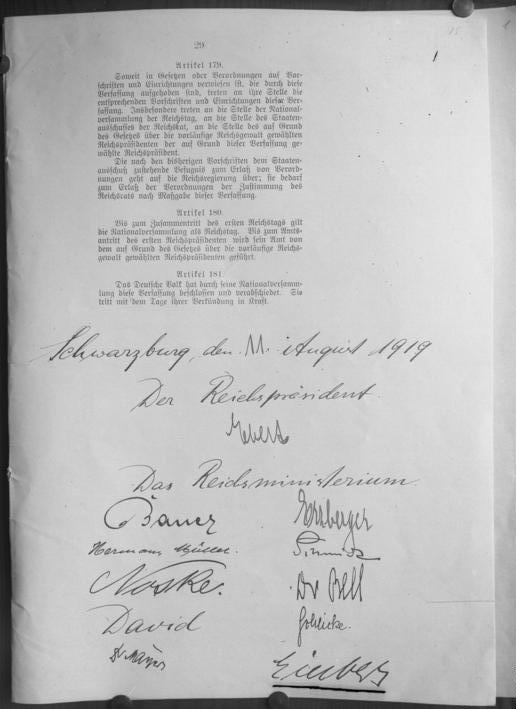
Pagina finale della Costituzione con le firme del presidente Ebert e dei membri del governo di Gustav Bauer

Nel 1919, in Germania l'Assemblea nazionale costituente tedesca approvò l'11 agosto la Costituzione del Reich tedesco (detta "di Weimar" dal nome della città dove venne redatta), subentrata al posto della precedente Costituzione dell'Impero tedesco di epoca bismarckiana. Con essa si raggiunse una «profonda democratizzazione dello Stato tedesco», che prevedeva l'istituzione di una repubblica semipresidenziale sorretta da un sistema proporzionale a suffragio universale con diritto di voto esteso alle donne; inoltre, il Capo dello Stato era eletto direttamente dal popolo. La costituzione di Weimar è ricordata però soprattutto per essere stata la prima a riconoscere e garantire un ampio spettro di diritti sociali ai propri cittadini, con lo Stato che doveva adoperarsi attivamente per il loro raggiungimento. Tra i diritti tutelati si trovavano quelli relativi all'istruzione, all'abitazione, ad avere un lavoro, alla salute, a un sistema assicurativo per la vecchiaia e gli infortuni, alla protezione della maternità. Sul piano economico era previsto che si dovesse «tendere a garantire a tutti un'esistenza degna dell'uomo» ponendo particolare attenzione alla classe media per cui «lo Stato deve promuovere con la sua attività legislativa ed amministrativa lo sviluppo [...] e proteggerla dall'eccessivo carico tributario». Ulteriore innovazione era rappresentata dalla protezione e valorizzazione, definita all'articolo 158, del lavoro intellettuale, del diritto d'autore, delle invenzioni e dell'arte; una disposizione che contribuirà alla dinamica vita culturale che contraddistinguerà gli anni della Repubblica.
Con la sua elencazione sistematica di principi e valori, la Costituzione di Weimar «non fu più lo specchio di uno Stato, di un apparato, ma di una intera società», rappresentando il «primo esperimento costituzionale nel quale prende forma un modello complesso e compiuto di Costituzione e si dà avvio a una seconda età del costituzionalismo a cui appartengono parecchie "carte" tuttora vigenti.
L'assetto delineato a Weimar garantì al Reich tedesco una certa stabilità fino alla grande crisi economica del 1929, rea di aver messo in crisi sia il raggiungimento degli obiettivi sociali sia il funzionamento delle istituzioni. Le forti tensioni interne alla società, dovute alla gravissima iperinflazione e disoccupazione, portarono alla nascita di nuove formazioni politiche "anti sistema" e a una conseguente frammentazione politica che rese il Paese praticamente ingovernabile. In tale contesto e sfruttando la "flessibilità" della Costituzione (si veda l'opposto, rigidità della costituzione), il Partito Nazionalsocialista Tedesco dei Lavoratori guidato da Adolf Hitler riuscì a conquistare il potere nel 1933 e, da lì a poco, a instaurare un regime in cui la Carta di Weimar cessò di essere applicata, senza essere però formalmente abolita.

#### Crisi delle costituzioni
La crisi della costituzione di Weimar non fu comunque un episodio isolato: altre carte avevano generato un eccessivo multipartitismo, responsabile a sua volta di aver favorito la formazione di governi instabili a cui succedettero figure politiche che concentrarono il potere nelle proprie mani, sovvertendo l'assetto precedente. Casi simili si verificarono ad esempio nella Polonia, dove la Costituzione di Marzo, adottata il 17 marzo 1921, non evitò il Colpo di Stato di maggio del 1926 che portò al governo autoritario di Sanacja guidato da Józef Piłsudski. Dopo la controrivoluzione del 1918-1920, l'Ungheria era tornata a essere una monarchia costituzionale; tuttavia, il 1º marzo 1920 l'esercito e i reparti paramilitari occuparono la sede del parlamento di Budapest, imponendo come reggente Miklós Horthy.
Nel 1922, anche la Lituania adottò una propria costituzione, ma l'instabilità successiva scaturì nel colpo di stato del 1926, con la conseguente instaurazione di un regime autoritario per opera di Antanas Smetona. Similmente, nel 1934 Konstantin Päts modificò la carta costituzionale dell'Estonia, inaugurando un regime di rigido autoritarismo presidenziale. Nello stesso anno, in Lettonia, il primo ministro Kārlis Ulmanis sciolse la Saeima (il parlamento lettone), instaurando un regime autoritario non parlamentare da lui pienamente controllato in cui vennero aboliti i partiti, sospesa una parte della Costituzione del 1922 e le libertà civili. Dopo il 1933 e fino al 1938, la Cecoslovacchia rimase l'unica democrazia operante nell'Europa orientale, dato che gli altri Stati orientali convivevano, come detto, tutti con regimi autoritari o autocratici.

### Pensiero giuridico del primo Novecento

#### Reazione al positivismo, neokantismo e neohegelismo

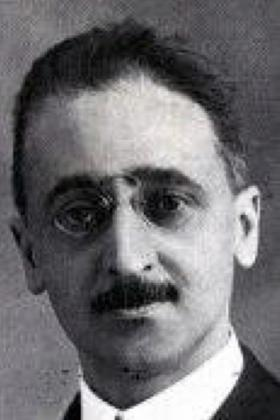
Il pensiero di Giorgio Del Vecchio ebbe grande influenza non solo in Italia

Gli inizi del XX secolo furono contraddistinti da una forte reazione al positivismo ottocentesco, già iniziata con gli antiformalisti, declinatasi in diverse correnti di pensiero, ma che ebbero in comune l'idea di «combattere il naturalismo deterministico e il meccanicismo del positivismo», in quanto accusati di limitare le libertà spirituali dell'uomo. Rudolf Stammler fu tra i primi appartenenti alla scuola neokantiana a presentare una sua teoria della scienza giuridica, con lo scopo di coniugare l'analisi etica del diritto con il riconoscimento di una sua precisa scientificità. Per Stammler il concetto di diritto doveva ricercarsi anteriormente all'esperienza del diritto stesso, in forma pura, così da costruire una scienza giuridica. La sua formula di «diritto naturale a contenuto variabile» servì a recuperare parte delle teorie giusnaturalistiche, cadute in disgrazia per le critiche di antistoricità. Altri filosofi del diritto replicarono al positivismo su posizioni neohegeliane, come fu il caso di Adolf Lasson, Josef Kohler, Erich Kaufmann e Julius Binder, tra gli altri.
In Italia il positivismo giuridico andò in crisi soprattutto per opera di Giorgio Del Vecchio, il cui lavoro contribuì a riabilitare, non solo in patria, lo studio della filosofia del diritto all'epoca screditato. Egli si occupò intensamente degli aspetti etici del diritto, sottolineando come non tutto ciò che è giuridico sia per forza "giusto", come nel caso della schiavitù, provando così a dimostrare che l'idea di una giustizia puramente formale non sia compatibile con le esigenze dell'uomo fatte anche di valori immateriali. Anche Adolfo Ravà si occupò di etica del diritto distinguendo quest'ultimo, secondo l'impostazione kantiana, dalla morale riconducendolo a norma tecnica. Tuttavia, la sua proposta non fu quella di un mero tecnicismo, il fine del diritto per Ravà può trovare una sua etica in quella della società di cui è espressione.

#### Hans Kelsen e il normativismo

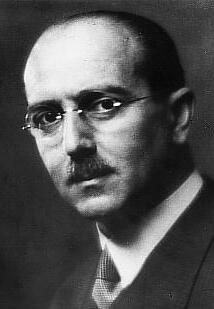
Hans Kelsen

Nonostante la crisi che stava affrontando, la dottrina del formalismo giuridico non scomparve, anzi fu l'occasione che permise di riconoscere la necessità di perfezionamenti che gli consentissero di fugare ogni dubbio sulla sua scientificità. Ciò si raggiunse soprattutto grazie al lavoro di Hans Kelsen, il più importante esponente del normativismo giuridico del Novecento. Insegnante di diritto tra il 1917 e il 1973 nelle università di Vienna, Colonia, Ginevra, Praga, Harvard (dove era giunto per sfuggire alle persecuzioni naziste in quanto ebreo) e Berkeley, Kelsen definì egli stesso la sua teoria come «pura», poiché «questa vorrebbe assicurare una conoscenza rivolta soltanto al diritto e perché vorrebbe eliminare da tale conoscenza tutto ciò che non appartiene all'oggetto esattamente determinato come diritto», portando così la giurisprudenza «all'altezza di una scienza autentica, di una scienza dello spirito».
Nella sua concezione della norma, Kelsen parlava di «giudizi ipotetici» e non di comando, in quanto riassumibile in un tentativo di formulare una casualità tra un evento (illecito) e una sanzione secondo la volontà dello Stato. Dunque, il giudizio su una causa si fonda su una norma giuridica che attribuisce a una condizione predeterminata come illecita una conseguenza che è la sanzione prevista. Così si ottiene un «capovolgimento della dottrina tradizionale, in quanto l'illecito è tale non perché lo sia di per sé, e nemmeno perché l'azione da cui è costituito sia vietata da un comando, bensì perché a esso è "imputata", cioè è riconnessa con un senso puramente logico, una sanzione».
Definita la centralità della norma nel diritto, Kelsen introduceva la struttura gerarchica dell'ordinamento giuridico: se una norma dispone una certa sanzione, vi deve essere una norma che legittima un tribunale a infliggerla e, a sua volta, vi sarà una norma superiore che avrà attribuito l'autorità a un organo di emanare la norma precedente. Dunque un sistema "a gradini" in cui ogni norma deriva da una norma superiore in un processo che termina con un'ultima "norma fondamentale" (Grundnorm) che, nella visione di Kelsen, non è posta, ma "presupposta" in quanto «fattispecie produttrice di diritto» e individuata nella costituzione che è approvata dall'assemblea dei consociati. In tema di costituzionalismo, Kelsen fu autore prolifico di concetti, attribuendo al Parlamento la centralità del sistema costituzionale e concependo tra i primi la teoria della giurisdizione costituzionale (demandata a una Corte costituzionale) come «custode della costituzione».

#### Istituzionalismo

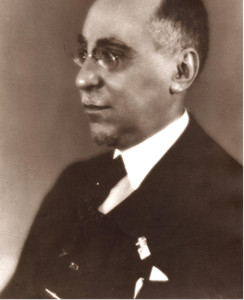
Santi Romano

All'opposto di Kelsen, in Italia si era mosso il giurista Santi Romano, che nel 1917 aveva teorizzato la dottrina dell'istituzionalismo basata su un «formalismo giuridico incentrato sul concetto di istituzione». Se Kelsen partiva dalla norma per arrivare all'ordinamento, Romano scriveva che il diritto «prima di essere norma è organizzazione, struttura, posizione della stessa società in cui si svolge e che esso costituisce come unità, come ente per sé stante». L'istituzione non veniva comunque definita con precisione da Romano, essendosi egli limitato, inizialmente, a farla coincidere con gli enti o i corpi sociali per poi escludere che possa «ravvisarsi il fenomeno giuridico in tutti gli stati di convivenza umana». La mancanza di un chiaro perimetro in cui identificare cosa Romano intendesse per "istituzione" gli costò alcune critiche, a cui rispose delineando alcune caratteristiche che gli dovevano essere proprie, come l'effettività, la concretezza e l'oggettività. Nonostante tale lacuna, lo studioso segnalava che l'istituzionalismo avesse «agito efficacemente per scuotere il dogma della statualità del diritto, [...], rafforzando per conto il principio della pluralità degli ordinamenti giuridici».
La dottrina di Romano rimase confinata in Italia, ma in Francia si formarono correnti simili in modo autonomo. Tra i più importanti esempi, Georges Gurvitch teorizzò il pluralismo giuridico partendo dal fatto che le comunità umane possano generare il proprio diritto, tramite fatti normativi, in funzione delle loro necessità e per la loro stessa esistenza. Anche Gurvitch giungeva a escludere, comunque, la giuridicità di ogni fatto normativo.

### Diritto negli stati totalitari
Nella prima metà del XX secolo in alcuni Stati si instaurarono dei regimi, chiamati totalitari, che estremizzarono alcune ideologie già esistenti nel secolo precedente mobilitarono intere popolazioni intorno al potere di un unico partito o di una sola persona con risultati drammatici. Furono i casi dell'Unione Sovietica, dell'Italia fascista e della Germania nazionalsocialista.

#### Unione Sovietica

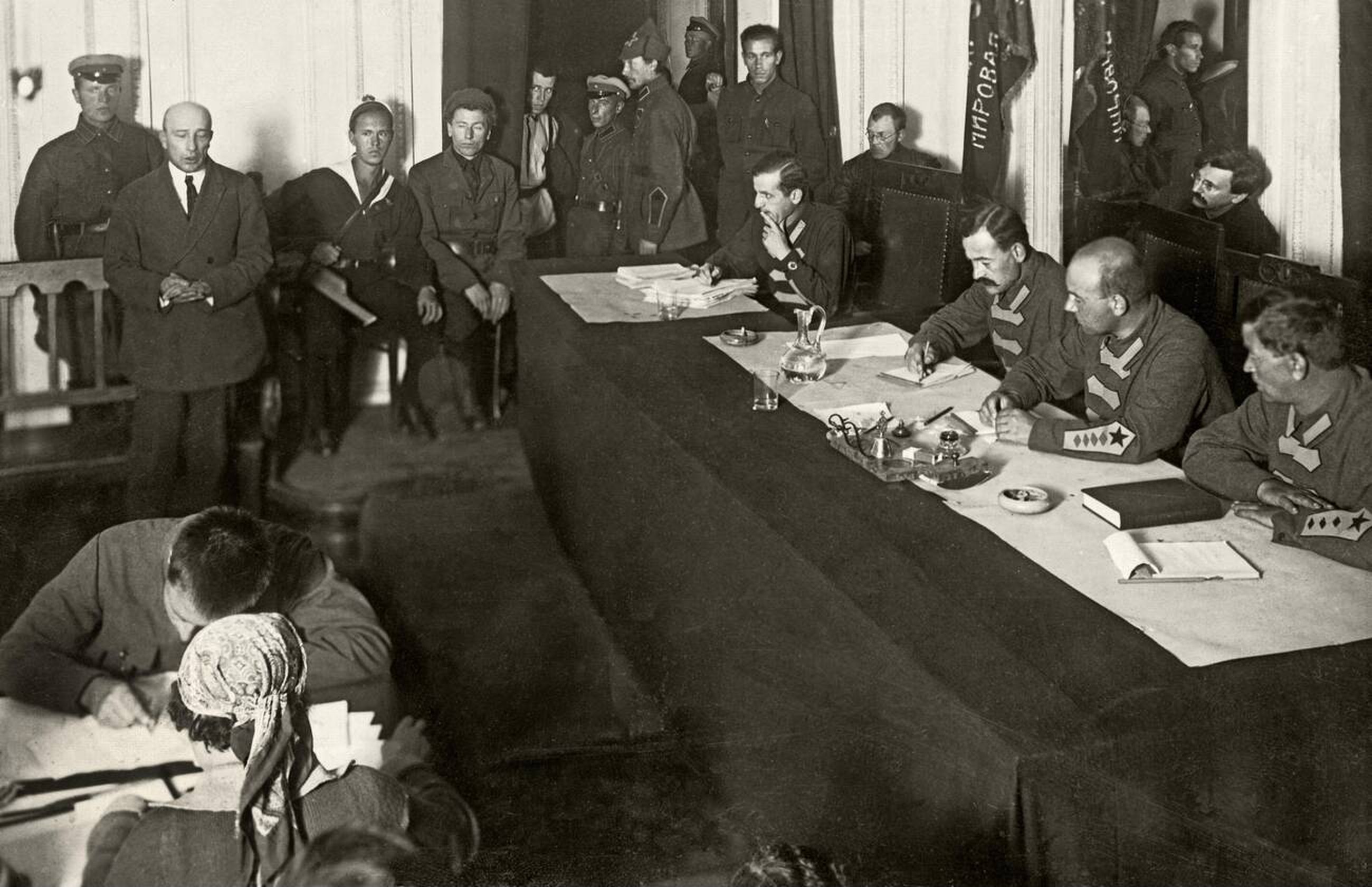
Processo contro Boris Savinkov nel 1926 in Unione Sovietica

La guerra civile russa iniziata nel 1917 si era conclusa con l'istituzione nel 1922 dell'Unione Sovietica, il primo esempio di applicazione concreta in uno Stato delle teorie marxiste. Anni addietro Friedrich Engels aveva teorizzato la scomparsa della legge, espressione della società, una volta instaurato il comunismo in ossequio alla classificazione del diritto come sovrastruttura proposta da Marx. Nonostante tali premesse, quando Lenin si trovò a capo del governo dell'URSS dovette ammettere che fosse impossibile per gli uomini fare subito a meno del diritto, in quanto ritenuto «necessario per mantenere l'ordine rivoluzionario più rigoroso, è necessario osservare scrupolosamente le leggi e le prescrizioni dello Stato sovietico e vigilare a che tutti le applichino». Molti furono i giuristi sovietici di quel tempo che adottarono come giustificazioni il fatto che ci si trovava in un'epoca di transizione, in cui era ancora necessario servirsi di un diritto, ma con il perfezionamento della società comunista questo sarebbe stato superato. Tra coloro che teorizzarono il primo diritto sovietico si ricordano Pëtr Ivanovič Stučka, Michail Andreevič Rejsner e, soprattutto, Evgenij Bronislavovič Pašukanis che elaborò il principio di corrispondenza dei fini, elemento fondante del diritto sovietico.

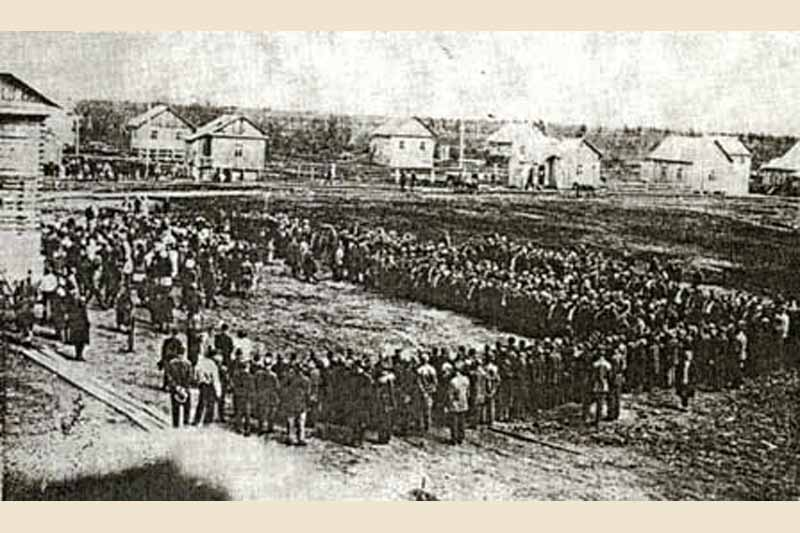
Veduta del campo di lavoro correttivo Jagrinskij, nei pressi di Severodvinsk

Con l'ascesa al potere di Iosif Stalin nel 1924 si instaurò un vero e proprio regime dittatoriale, la cui ideologia è nota come stalinismo. Il diritto (che non era ancora stato superato) divenne uno strumento politico nelle mani di Stalin e del suo più potente giurista, Andrej Januar'evič Vyšinskij. Considerando la legge come «volontà del popolo sovietico» e sulla base della tesi dello stesso Stalin secondo la quale «l'estinzione dello Stato avverrà attraverso il suo rafforzamento massimo», il regime giustificò l'autoritarismo e i suoi crimini. Il codice penale del 1922 disconosce il principio di legalità, considerando come reato «tutto ciò che fosse ritenuto offensivo del regime sovietico e dell'ordine giuridico instaurato dal governo degli operai e dei contadini». Con l'articolo 58 dell'edizione del 1927 del codice, venivano punite le cosiddette "attività controrivoluzionarie". I giudici erano formalmente eletti, ma in realtà nominati dal Partito; le pene spesso venivano erogate discrezionalmente e in molti casi prevedevano il confinamento nel sistema Gulag.

#### Italia fascista

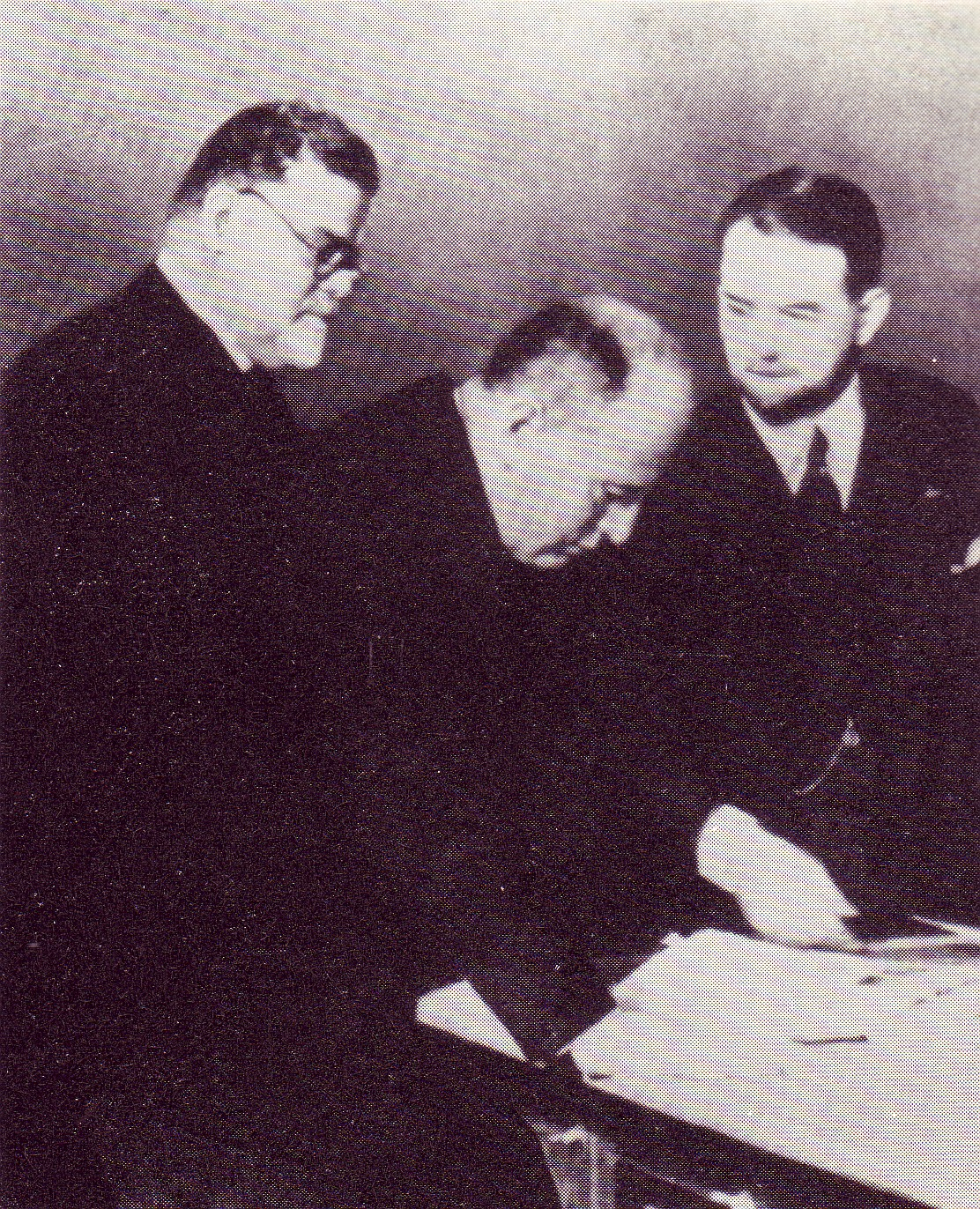
Giovanni Gentile e Benito Mussolini mentre esaminano i primi volumi dell'Enciclopedia Italiana

Quando il movimento fascista iniziò a muovere i primi passi in Italia, esso era privo di una propria ideologia ben definita. Soltanto dopo aver raggiunto il potere nel 1922 iniziò a dotarsi di una dottrina, in particolare grazie al lavoro di Giovanni Gentile. Tuttavia, da un punto di vista teorico, il tema del diritto non fu mai particolarmente affrontato; il regime non stravolse l'ordinamento preesistente, ma lo modificò dall'interno per i suoi obiettivi, operando quindi in un'apparente legalità. Con le autoritarie "leggi fascistissime" emanate tra il 1925 e il 1926, vennero limitate (sebbene non soppresse formalmente del tutto) la libertà di stampa e di associazione, aboliti i sindacati estranei al partito fascista, i sindaci delle città vennero sostituiti con podestà non più eletti e inasprite le norme sulla pubblica sicurezza. Il potere venne, così, accentrato nel Partito Fascista e, in particolar modo, nella persona di Benito Mussolini, il quale assunse la nuova carica di Capo del Governo Primo Ministro Segretario di Stato con autorità, di fatto, illimitata. L'istituzione del Tribunale speciale per la difesa dello Stato servì per reprimere ogni dissenso. La Carta del Lavoro del 1927 mise in pratica i principi della politica economica fascista, fondata in gran parte sul corporativismo.
Con tutte queste leggi, in pratica, venne meno il principio di uguaglianza tra i cittadini, favorendo di fatto chi fosse allineato al sistema, e dunque all'ideologia fascista, a scapito di chi non avesse aderito. Inoltre, vennero affievoliti gli interessi proprio del singolo individuo (anti-individualismo) per un diritto che mettesse al primo piano l'interesse nazionale, quest'ultimo interpretato dagli uomini «più degni e più adatti». Con leggi razziali fasciste promulgate nel 1938, definite da Paolo Grossi «una vergogna sulla civiltà giuridica italiana», la deriva giuridica del fascismo arrivò al culmine.
Tutto ciò fu strenuamente criticato dal filosofo Benedetto Croce, uno dei più strenui oppositori che, nonostante condivida con Gentile il titolo di padre dell'idealismo italiano, da questi si discostò dopo l'omicidio Matteotti. La disputa tra i due, i cui echi continuarono anche nei decenni successivi alla caduta del fascismo, ebbe la sua acme nel 1925 con la pubblicazione da parte di Croce del Manifesto degli intellettuali antifascisti, in replica al Manifesto degli intellettuali fascisti di Gentile.
Con il Regio decreto del 16 marzo 1942 venne promulgato un nuovo codice civile in sostituzione del codice Pisanelli del 1865, portando così a termine un progetto ideato già nel 1923. Alla sua stesura contribuirono giuristi di estrazione universitaria che riuscirono nell'impresa di formulare, rispetto agli altri codice dell'epoca, un'«architettura complessiva ben più armonica e razionale». Composto da 2969 articoli divisi in sei libri, ha unificato il diritto civile con il diritto commerciale, fino ad allora regolato da un codice a parte. In parte ispirato al Bürgerliches Gesetzbuch e alle elaborazioni dottrinali dei decenni precedenti, al 2024 è ancora in vigore nella Repubblica Italiana, benché depauperato di alcuni istituiti di matrice fascista, come il corporativismo.

#### Germania nazionalsocialista

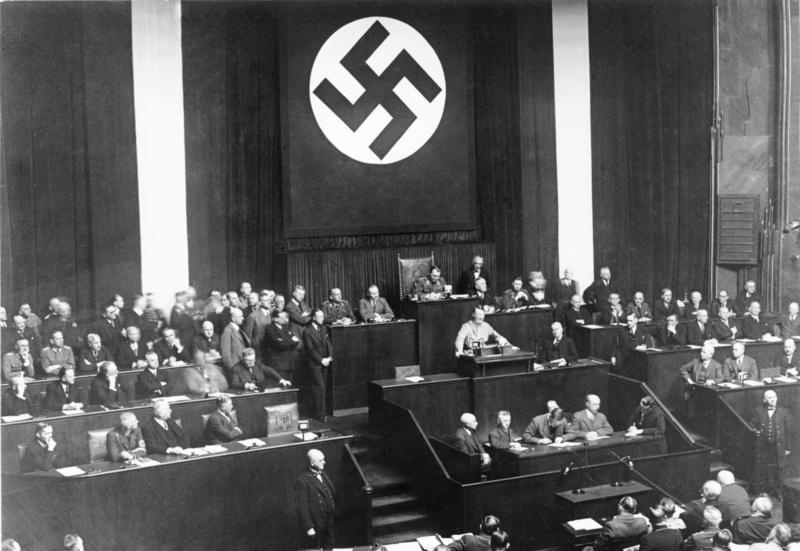
Discorso di Hitler per la promozione del decreto dei pieni poteri

L'incendio del Reichstag del 27 febbraio 1933 fu il pretesto per un decreto con cui, in ossequio all'articolo 48 della vigente costituzione di Weimar, venisse dichiarato lo stato di emergenza e attribuiti al presidente ampi poteri e la soppressione dei diritti civili in Germania. Con il successivo decreto dei pieni poteri al governo del Reich, guidato da Adolf Hitler, venne permesso di legiferare anche contro la costituzione stessa. La dittatura era oramai assoluta, con il potere nelle mani di un solo uomo senza alcun equilibrio istituzionale. Nella Germania nazista il diritto venne interpretato come strumento non per lo Stato, ma per la "comunità del popolo", guidato da un Führer assistito da un partito. Il principio di legalità venne espressamente abolito quando venne considerato reato ogni fatto contrario «al sano sentimento del popolo». Il giudice era chiamato a farsi interprete della comunità del popolo tedesco secondo le direttive di Hitler che ne incarnava lo spirito. Comunità, peraltro, basata sui principi del sangue e della razza in una visione di presunta superiorità della razza ariana che giustificava l'assoggettamento militare e civile degli altri popoli. Per singolo individuo, spogliato di qualsiasi diritto proprio, vennero concepiti solo diritti in funzione dei fini della comunità. Molti furono i giuristi tedeschi dell'epoca che aderirono a una tale visione, tra cui Julius Binder, Karl Larenz e Carl Schmitt. Quest'ultimo è considerato uno dei più importanti teorici del nazionalsocialismo e padre della dottrina nota come "decisionismo".
La politica razziale nella Germania nazista venne istituzionalizzata con la promulgazione nel 1935 delle Leggi di Norimberga e l'apertura di campi di concentramento. La cosiddetta "soluzione finale della questione ebraica", che portò all'olocausto, venne messa in pratica eseguendo un semplice ordine verbale dato in segreto dallo stesso Hitler.

## Il secondo dopoguerra

### Nuove costituzioni, nuovi codici, nuovi diritti

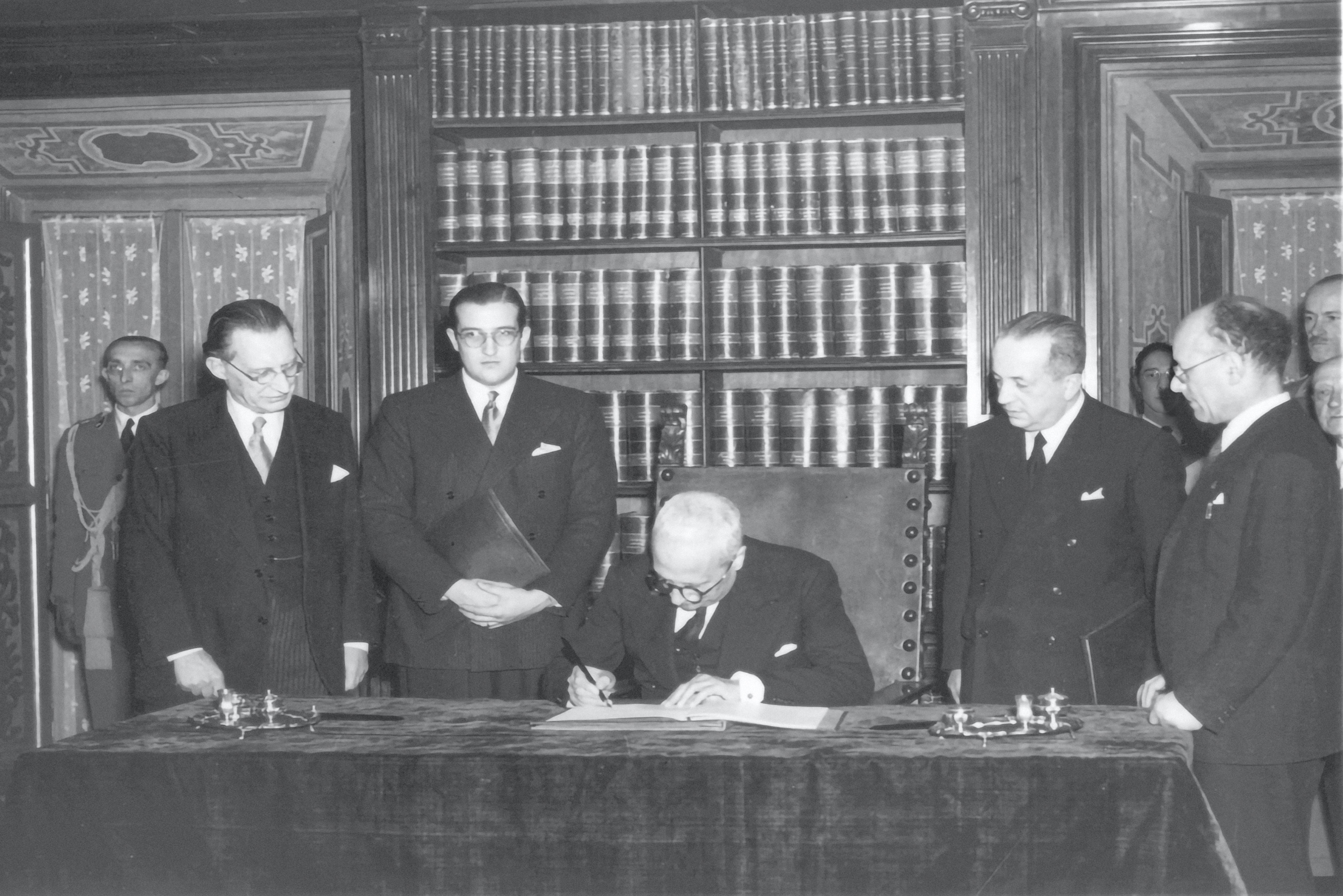
Enrico De Nicola firma la Costituzione italiana il 27 dicembre 1947. Nata dalla tragica esperienza fascista, essa è un esempio di costituzione rigida, votata, compromissoria, democratica, programmatica e i cui principi fondamentali non possono essere oggetto di revisione.

Le aberrazioni legislative partorite dai regimi totalitari misero in discussione la prerogativa dello Stato di produrre leggi senza alcun limite. Così, all'indomani della seconda guerra mondiale iniziò ad affermarsi il modello dello Stato costituzionale in cui, secondo quanto riassunto da Gustavo Zagrebelsky, «i diritti fondamentali e le libertà individuali vengono svincolati dalla legge che non possono essere modificati e nemmeno abrogati con le leggi ordinarie». Le nuove costituzioni dei Paesi che avevano conosciuto le nefande conseguenze del totalitarismo divennero "rigide", necessitando di procedure complesse e maggioranze qualificate per la loro modifica con i principi fondamentali considerati addirittura immodificabili. Inoltre, in esse vennero elencati diversi principi programmatici, al fine di indirizzare legislatore e giudice al perseguimento dei numerosi interessi considerati degni di tutela. Fu il caso della costituzione della Repubblica Italiana del 1948 e della Repubblica Federale di Germania dell'anno successivo, mentre il Giappone si dotò di una costituzione di questo tipo fin dal 1947, durante l'occupazione del paese degli Alleati.

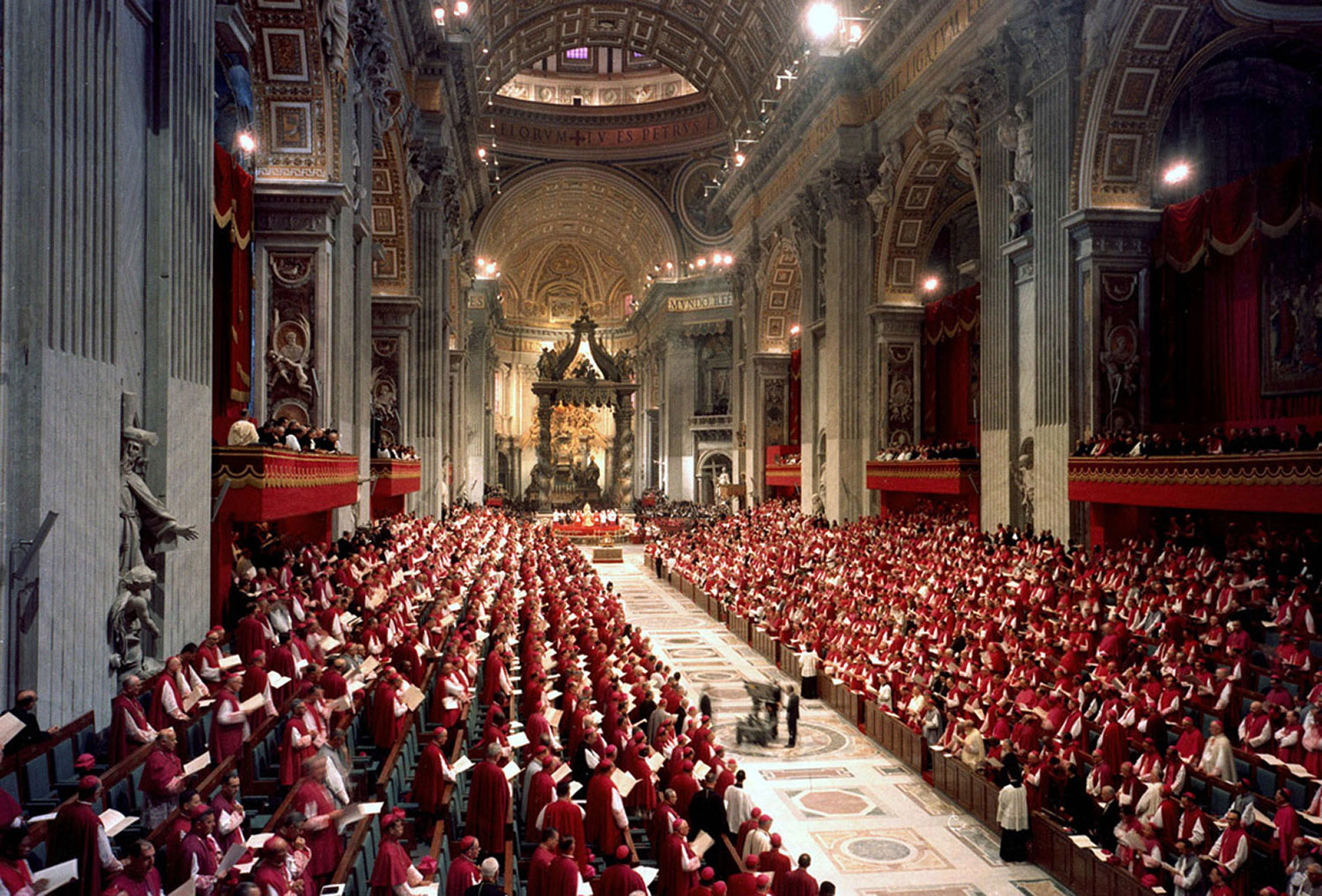
I risultati del Concilio Vaticano II portarono a un nuovo codice di diritto canonico

L'affievolimento della potestà legislativa dello Stato si manifestò anche con il ritorno a una pluralità di fonti normative provenienti da organismi internazionali, sovranazionali, dalla consuetudine, dalla dottrina o da altri enti interni allo stato stesso. In tutto ciò, comunque, non venne meno, nei Paesi che lo avevano già adottato, lo strumento del codice e, anzi, nel secondo dopoguerra l'attività codificatoria fu assai viva. Nel 1992 i Paesi Bassi si dotarono di un nuovo codice civile considerato da molti giuristi uno dei più innovativi, mentre tre anni prima l'Italia si era dotata di un nuovo codice di procedura penale improntato in massima parte su un sistema accusatorio. Nel 1983, la Chiesa cattolica sostituì il codice Piano Benedettino con un nuovo codice di diritto canonico al fine di dare seguito alle novità dottrinali, pastorali e liturgiche introdotte con il Concilio Vaticano II. Accanto all'apertura verso l'ecumenismo, il nuovo codice valorizzò il ruolo del laicato, dell'aequitas canonica, del vincolo matrimoniale e della disciplina dei sacramenti.

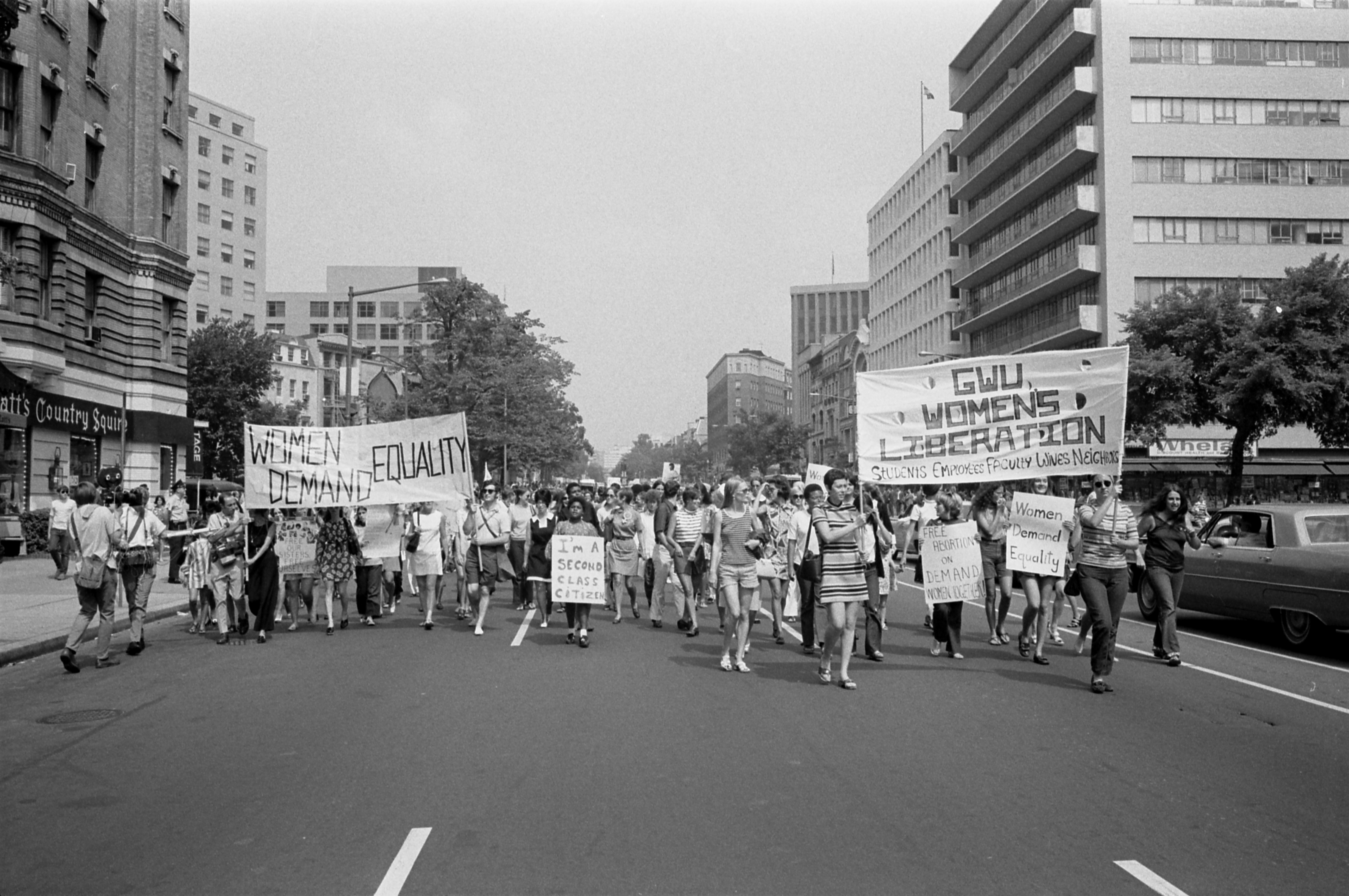
Manifestazione femminista a Washington nel 1970

I veloci mutamenti della società che caratterizzarono la seconda metà del XX secolo ebbero importanti ripercussioni nel campo del diritto, soprattutto in quello di famiglia e nello status giuridico della donna. Alla fine degli anni 1950 quasi tutti gli Stati europei ebbero riconosciuto il suffragio femminile e ammessa la piena capacità di agire delle donne, mentre nei decenni successivi venne introdotto il divorzio anche nei Paesi che ancora non lo permettevano e si equiparò tra i genitori la responsabilità dei figli, superando la tradizionale patria potestà. Frequente fu anche la depenalizzazione dell'adulterio in molti ordinamenti, come lo è stata l'introduzione delle leggi sull'aborto in favore di una scelta autonoma sulla gravidanza. Numerosi sono stati, poi, gli interventi normativi riguardanti le unioni di fatto, la procreazione assistita, le unioni omosessuali, le donazioni di organi. Non raramente il legislatore ha dedicato attenzione anche alla tutela dell'ambiente, della salute, del paesaggio, dei beni culturali. A tale proposito, il filosofo e giurista Norberto Bobbio arriverà a parlare di "età dei diritti".

### Nascita e formazione dell'Unione europea

Firma dei trattati di Roma del 1958

I milioni di morti sui campi di battaglia europei stimolarono in molti l'idea di un'Europa unita, idea peraltro già accarezzata da secoli. Il momento di svolta si ebbe nel 1950 con la dichiarazione Schuman, che trovò poi concretezza l'anno successivo con la fondazione della Comunità europea del carbone e dell'acciaio a cui aderirono Francia, Germania, Italia, Belgio, Paesi Bassi e Lussemburgo. Una prima battuta di arresto si ebbe poi nel 1954, quando venne respinto da parte dell'Assemblea Nazionale Francese il progetto di una futura Europa federale che avrebbe assunto i compiti di difesa e politica estera, accettando però che si perseguisse verso un'unione economica. Così, con i trattati di Roma del 1958 venne istituita la Comunità economica europea (CEE), perseguendo l'obbiettivo di facilitare gli scampi commerciali tra i firmatari. Il trattato, frutto soprattutto del lavoro di Jean Monnet, Gaetano Martino e Paul-Henri Spaak, servirà poi come modello "funzionalista" per il cammino di integrazione europea.

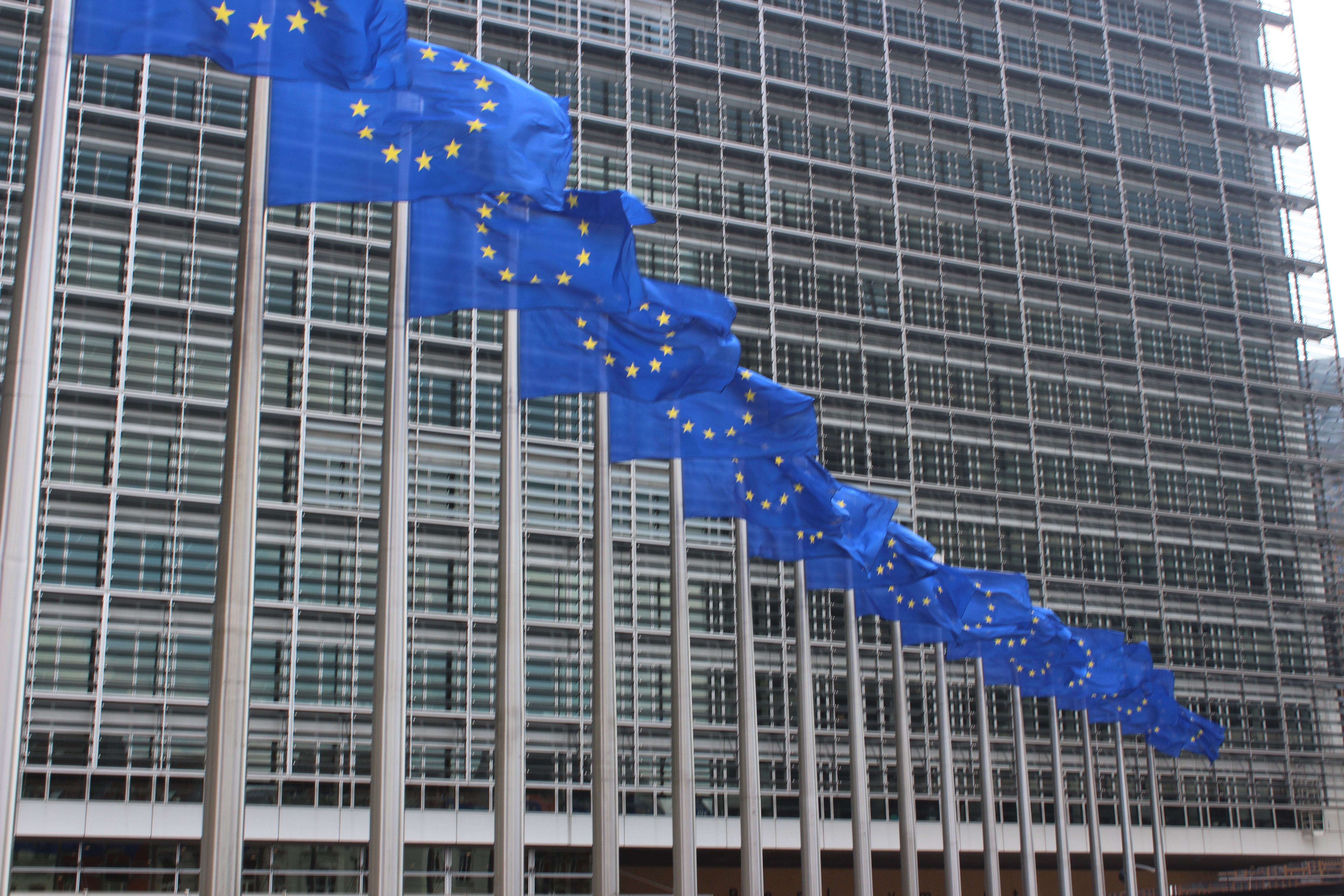
Bandiere europee davanti al Palazzo Berlaymont, sede della Commissione

Alla base della CEE vi erano quattro istituzioni: la Commissione, il Consiglio speciale dei ministri, l'Europarlamento e la Corte di giustizia dell'Unione europea; la giurisprudenza di quest'ultima «costituirà delle pietre miliari nella formazione del Diritto dell'Unione europea mentre il Parlamento sarà l'organismo che maggiormente si evolverà diventando elettivo nel 1976 e a suffragio universale tre anni dopo per godere di una «più elevata legittimità istituzionale».
Nel 1992, con il trattato di Maastricht, venne introdotta l'unione monetaria con la creazione della Banca centrale europea (BCE) e la nascita dell'euro. Negli anni seguenti vi furono ulteriori trattati che allargarono le competenze della CEE, mentre aumentavano gli Stati aderenti. Il Trattato di Nizza stabilì alcune procedure in previsione dell'imminente entrata nell'Unione di ulteriori nazioni. Il successivo fallimento della redazione di una Costituzione europea a seguito del diniego da parte di alcuni Stati membri non mise fine al processi di integrazione e il trattato di Lisbona, firmato nel 2007 ed entrato in vigore il 1º gennaio 2009, vennero introdotte numerose novità, tra le quali l'affermazione di una personalità giuridica dell'Unione, il superamento dei tre pilastri, l'introduzione di uno strumento di democrazia diretta, l'istituzione dell'Alto rappresentante dell'Unione per gli affari esteri e la politica di sicurezza, l'ampliamento dei poteri del Parlamento europeo e la Presidenza del Consiglio dell'Unione europea.

### Pensiero giuridico nel secondo Novecento

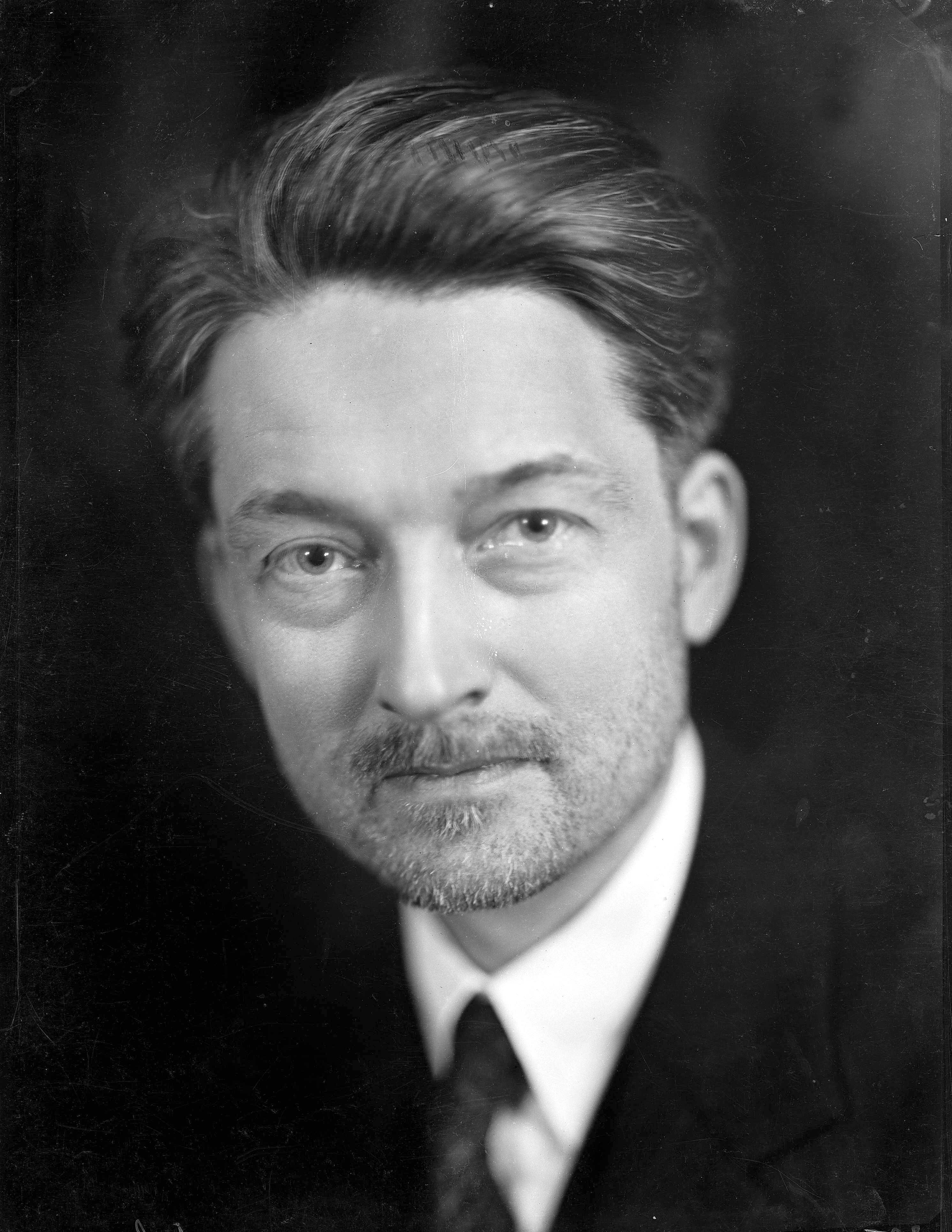
Il filosofo francese Jacques Maritain, appartenente al neotomismo, fu tra i sostenitori di una riscoperta del diritto naturale

Dimostratosi quanto fosse pericoloso concepire il diritto positivo come unica e assoluta espressione giuridica, a partire dagli anni 1950 si assistette a un ritorno al giusnaturalismo, ma non più visto come un «ordine immutabile», bensì come valori che vengono «scoperti progressivamente» dall'uomo relativamente a specifiche situazioni o rapporti. Si afferma così il «diritto naturale relativo», che coniuga storicismo e legge nella natura, dunque non solo norme eterne e immutabili, ma anche inserite nel dato contesto storico. Si tratta di una necessità finalizzata a salvaguardare le libertà degli individui e i diritti delle minoranze, i quali potevano essere messi in crisi da un diritto ridotto a sole norme poste dalla volontà del legislatore. Inoltre, questa concezione del diritto, secondo i suoi sostenitori, sarebbe stata più idonea ad affrontare le rapide trasformazioni della società a cui la legislazione statale spesso non riesce a stare al passo. Quindi, nelle parole dell'austriaco Arthur Kaufmann, «il diritto naturale e storicità del diritto non sono reciprocamente nemici; anzi, storicità del diritto significa apertura del diritto verso il diritto naturale in quanto [...] si consegue ciò che si può in un luogo e momento determinato: il diritto storicamente giusto». In Italia Giorgio Del Vecchio, sulla stessa linea, invocava, nel 1947, «il ritorno all'idea eterna del diritto naturale».
Ma la riconsiderazione del diritto naturale non fu esclusiva dei Paesi che avevano conosciuto gli estremismi del positivismo giuridico; ad esempio, in Francia, Michel Villey e Jacques Maritain proposero una dottrina giusnaturalistica ispirata dalle idee di san Tommaso d'Aquino, mentre Jacques Ellul la concepì in chiave protestante. Altri esponenti di tale corrente furono, tra gli altri, i belgi Jacques Leclercq, Odon Lottin e Jean Dabin, gli spagnoli Enrique Luño Peña, Luis Legaz Lacambra, Francisco Puy Muñoz e José Corts Grau.

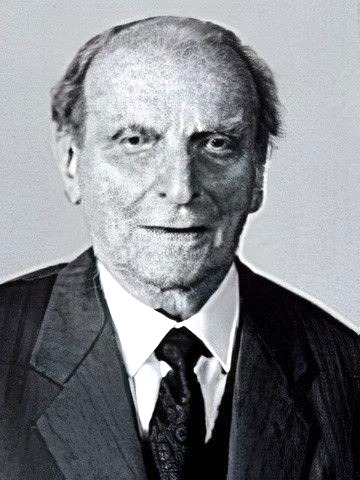
Norberto Bobbio

La messa in discussione del positivismo si accompagnò a un «superamento della rigida distinzione tra diritto e morale» che ebbe i suoi effetti soprattutto nella disciplina costituzionalista con l'introduzione, accanto alle regole positive, a principi fondamentali. Con ciò il giudice e il legislatore si trovarono sempre più nel dovere di bilanciare nelle proprie decisioni i diversi interessi meritevoli di tutela, alcuni dei quali anche di contenuto etico. Quindi vi è un riconoscimento della necessità di incorporare nel diritto anche elementi etici: nasce così il "positivismo giuridico inclusivo", di cui lo statunitense Jules Coleman è uno dei maggiori esponenti. L'antipositivista Ronald Dworkin non escluse la possibilità che il giudice ricorra ai principi di natura essenzialmente etica nella necessità di risolvere una lacuna, in quanto essi formano comunque il «substrato legittimante» delle norme positive.
Il secondo dopoguerra vide mettere in discussione anche il tradizionale modello di ragionamento giuridico a favore di nuove concezioni della logica giuridica che poi porteranno allo sviluppo dell'informatica giuridica. L'approccio di questa disciplina si mantenne sempre legata al formalismo logico, ma sono stati introdotti nuovi strumenti metodologici atti a superare le lacune dei modelli precedenti. In Italia Norberto Bobbio è stato uno dei primi, in un saggio pubblicato nel 1950, a discutere il tema del linguaggio giuridico, proponendo un approccio scientifico realizzabile attraverso «gli strumenti di una rigorosa analisi del discorso del legislatore». In Belgio, Chaim Perelman, rifacendosi all'antica arte della persuasione di origine platonica, dette un importante contributo alla dialettica del ragionamento giuridico.

### Diritto nella globalizzazione

Bandiera delle Nazioni Unite

Nella seconda metà del XX secolo il diritto ha assunto sempre di più una dimensione globale, con alcuni enti sovranazionali e extranazionali che sono diventati tra i protagonisti della scena internazionale. Lo scoppio della seconda guerra mondiale aveva palesato il fallimento della Società delle Nazioni; nel 1945 Stati Uniti, Gran Bretagna, Unione Sovietica e Repubblica di Cina si accordarono sugli obiettivi, sulla struttura e sul funzionamento della futura organizzazione che ne avrebbe preso il posto; il 24 ottobre 1945 iniziarono ufficialmente i lavori dell'Organizzazione delle Nazioni Unite il cui obiettivo, secondo l'articolo 1 dello statuto, doveva essere quello di «mantenere la pace e la sicurezza internazionale». L'esperienza del processo di Norimberga (1945-1946) con cui furono giudicati i crimini commessi dai nazisti aprì le porte allo sviluppo del diritto penale internazionale, volto a garantire l'osservanza dei diritti umani a prescindere dai confini geografici o politici. Al 2023 in due occasioni sono stati istituiti, su risoluzione del Consiglio di sicurezza delle Nazioni Unite, tribunali penali internazionali per giudicare i crimini commessi nell'ex-Jugoslavia (1993) e nel Ruanda (1994). Dal 1º luglio 2002 è in funzione la Corte penale internazionale la cui competenza riguarda i crimini di genocidio, contro l'umanità e di guerra. Nel 1959 venne istituita la Corte europea dei diritti dell'uomo con sede a Strasburgo e a cui aderiscono tutti i membri del Consiglio d'Europa. Di pari passo, negli ultimi decenni del Novecento sono stati introdotti nuovi diritti considerati fondamentali per ogni uomo come quello della privacy, di avere un lavoro, della sicurezza sociale, il diritto d'asilo, la libertà di culto, di avere una nazionalità, di poter usufruire di un giusto riposo e un adeguato tenore di vita. Accanto ai diritti dell'uomo, anche la tutela dell'ambiente ha assunto un'ottica sempre più internazionale, con il Protocollo di Kyoto del 1997 (entrato poi in vigore nel 2005) l'esempio più importante. L'Agenda 2030 delle Nazioni Unite impegnerà le nazioni a livello globale a raggiungere obiettivi di sviluppo sostenibile, mentre l'Accordo di Parigi del 2015 è un trattato internazionale riguardo alla riduzione di emissione di gas serra al fine di limitare il riscaldamento globale.

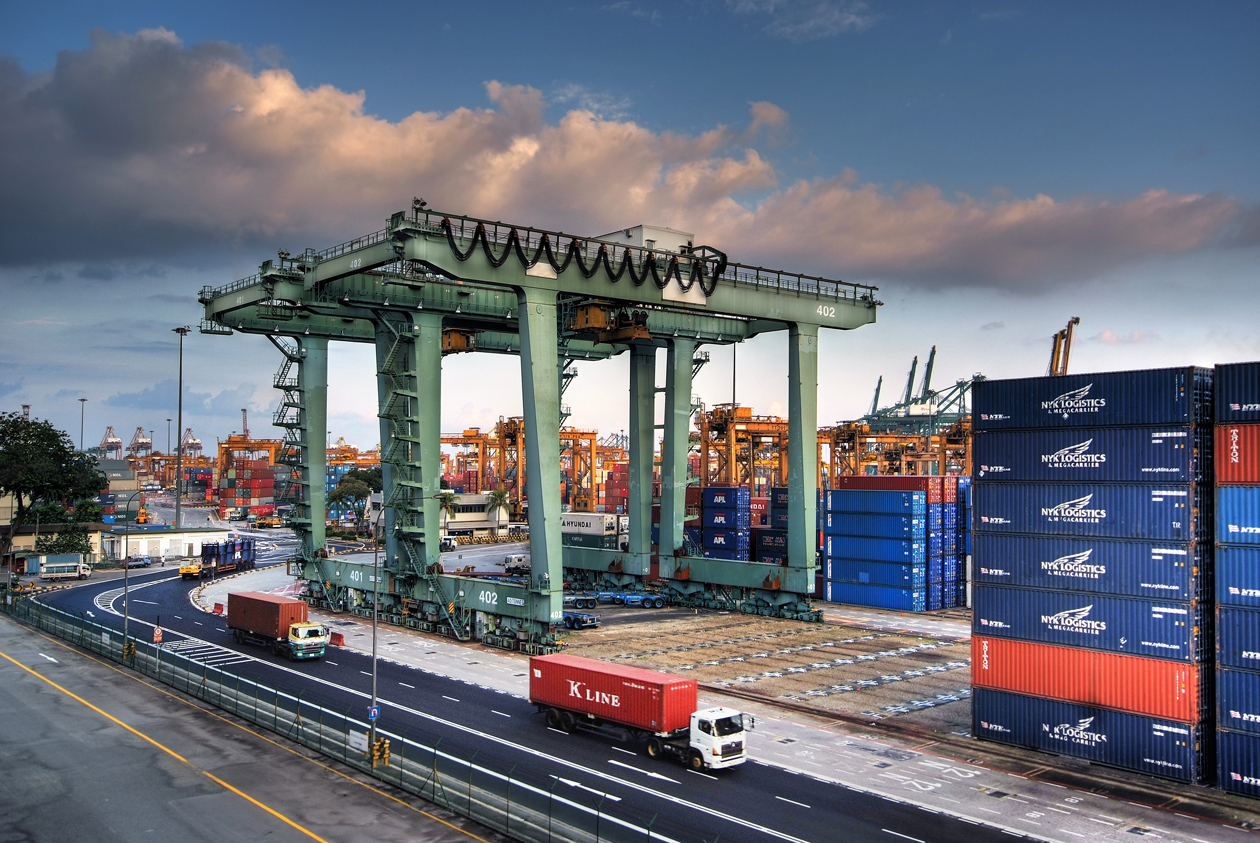
Container presso il porto di Singapore. Lo sviluppo dei commerci globali ha inevitabilmente avuto ripercussioni sul diritto.

Gli ultimi decenni del XX secolo hanno visto una tale intensificazione degli scambi commerciali a livello internazionale che si è iniziato a parlare ampiamente di "globalizzazione", un fenomeno trainato dal dinamico modello statunitense di libero mercato. In campo giuridico, ciò ha significato l'esportazione di alcuni strumenti giuridici commerciali di origine americana in quasi tutte le aree del mondo. Così in moltissimi ordinamenti sono venuti a introdursi nuovi modelli contrattuali come ad esempio il franchising, il factoring, il leasing e molti altri. L'assetto normativo e fiscale di ogni Stato, poi, è diventato sempre più uno degli elementi fondamentali valutati dalle multinazionali per scegliere dove investire. Riguardo alla risoluzione delle controversie legate ai commerci internazionali è sempre più in uso l'istituto dell'arbitrato internazionale, magari facendosi rappresentare da importanti studi legali, sia per questioni di celerità sia per riservatezza. In questo modo si è venuta a formare anche una giurisprudenza arbitrale che può essere annoverata a tutti gli effetti tra le fonti di diritto. Tra le varie istituzioni nate per fornire servizi di arbitrato e conciliazione a livello internazionale si ricordano il Centro internazionale per il regolamento delle controversie relative ad investimenti, il Tribunale internazionale del diritto del mare, la Corte permanente di arbitrato e l'Organizzazione per la sicurezza e la cooperazione in Europa. Gli Stati, dalla loro parte, hanno nel tempo raggiunto accordi internazionali su svariate materie come, ad esempio, il riconoscimento dei titoli di credito e la disciplina della compravendita internazionale.

### Diritto e nuove tecnologie

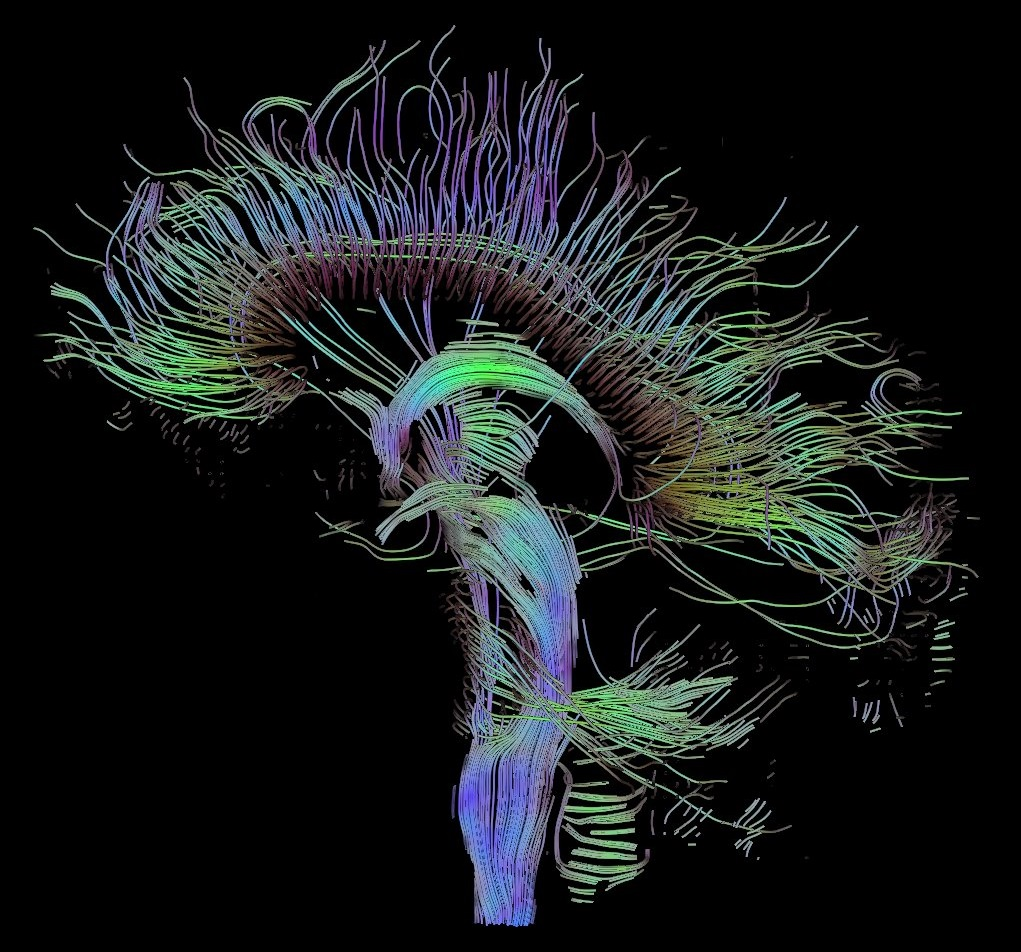
Ricostruzione trattografica delle connessioni neurali. Lo sviluppo delle tecnologie ha aperto scenari di bioetica che coinvolgono profondamente il diritto

La repentina evoluzione tecnologica che ha caratterizzato la seconda metà del Novecento, e in particolare la rivoluzione digitale, ha profondamente impattato la pratica del diritto aprendo nuove prospettive. L'informatizzazione ha modificato il lavoro dei giuristi nella ricerca, nell'archiviazione, nella trasmissione e nella redazione di documenti. La diffusione di internet ha rivoluzionato le modalità di interazioni tra i professionisti del diritto, la pubblica amministrazione e i cittadini. Le banche dati giuridiche sono divenute uno strumento indispensabile per il giurista. L'idea di ricorrere a calcolatori elettronici per la risoluzione di problemi giuridici non ha colto risultati concreti fino agli anni 2010, ma con i successivi progressi negli algoritmi di intelligenza artificiale basati sull'apprendimento automatico, sulle reti neurali e sull'analisi dei big data fanno credere a un possibile futuro sviluppo.
Lo sviluppo delle biotecnologie e della medicina hanno aperto problemi etici (bioetica) da cui il diritto non può sottrarsi. L'ingegneria genetica, il trapianto d'organi, l'accertamento della morte cerebrale e delle possibilità di rianimazione, la clonazione, la manipolazione del genoma, l'obbligatorietà delle vaccinazioni, la tutela dell'embrione, l'eutanasia, la salvaguardia dell'ambiente, sono solo alcuni tra i temi più sentiti nella società del XXI secolo e che non possono prescindere da adeguate cornici normative. Il frequente multiculturalismo riscontrabile in moltissime regioni del mondo rende ancora più difficile trovare soluzioni che per forza di cose possono collidere con le idee, la fede religiosa, i valori morali, propri di una parte della società. Il bilanciamento tra progresso scientifico, pluralismo e etica sarà una delle più importanti sfide dei giuristi dell'oggi e del domani.

### Esplicative
1. ↑  «Un homme qui voyage dans ce pays change de loi presque autant de fois qu'il change de chevaux de poste». In  Voltaire, Coutumes, in Dictionnaire philosophique, tomo 2, Paris, Garnier, 1878,  p. 272.
2. ↑  La famosa norma abrogatrice è la legge del 30 ventoso anno XII che recita «A compter du jour où les lois composant le code sont exécutoires, les lois romaines, les ordonnances, les coutumes générales ou locales, les statuts, les règlements, cessent d'avoir force de loi générale, ou particulière dans les matières qui sont l'objet desdites lois» sebbene aggiungendo che ciò è limitato alle «matières qui sont l'objet desdites lois».
3. ↑  Come si evince dai libri preliminari di Portalis il quale riteneva che il codice, sebbene completo, non potesse evitare che si presentassero al giudice casi non previsti. In Padoa-Schioppa, 2007, p. 483.
4. ↑  Sebbene si concordi che a gettare le basi della scuola storica del diritto sia stato Gustav Hugo, unanimemente Savigny ne è considerato il vero iniziatore e il maggior esponente, delineandone la dottrina. In Fassò, 2020, p. 44.
5. ↑  Durante la seduta parlamentare, i deputati socialdemocratici avrebbero aspettato «il codice del diritto o il codice della compiuta giustizia sociale». In Del Frate et al., 2018, p. 371.
6. ↑  L'eccedenza di manodopera non qualificata e la necessità del lavoratore di un lavoro per la propria sussistenza avevano creato una «vistosa disparità di potere negoziale» a favore dell'imprenditore. In Del Punta, 2017, p. 53.
7. ↑  Anzi, nel 1936 Stalin promulgò una nuova costituzione, in sostituzione di quella del 1918 con caratteri molto simili a quelle dei paesi borghesi. In Fassò, 2020, p. 306.
8. ↑  L'articolo 1 del Decreto dei pieni poteri recitava «Le leggi emanate dal Governo del Reich possono derogare alla Costituzione del Reich, purché non arrechino pregiudizio alle istituzioni del Reichstag e del Reichsrat. I diritti del Presidente rimangono inalterati». In Padoa-Schioppa, 2007, p. 638.

### Bibliografiche
1. ↑  Padoa-Schioppa, 2007, pp. 305-306.
2. ↑   Illuminismo, in Treccani.it – Enciclopedie on line, Roma, Istituto dell'Enciclopedia Italiana.
3. ↑  Del Frate et al., 2018, pp. 220-221.
4. 1 2 3   Codice civile napoleonico, in Dizionario di storia, Roma, Istituto dell'Enciclopedia Italiana, 2010.
5. ↑  Fassò, 2020, pp. 12-13.
6. ↑  Padoa-Schioppa, 2007, p. 478.
7. ↑  Fassò, 2020, p. 13.
8. ↑  Padoa-Schioppa, 2007, pp. 479-480.
9. ↑  Padoa-Schioppa, 2007, pp. 480-481.
10. 1 2  Padoa-Schioppa, 2007, p. 482.
11. ↑  Fassò, 2020, pp. 13-14.
12. ↑  Del Frate et al., 2018, p. 239.
13. 1 2 3 4   Il problema della codificazione, in Il contributo italiano alla storia del Pensiero: Diritto, Roma, Istituto dell'Enciclopedia Italiana, 2012.
14. ↑  (EN) Newman, Stendhal and the Code civil, in The French Review, XLIII, n. 3, 1970.
15. ↑   Flavia Tringali, Il Code Civil des Français: fonte d´ispirazione dei codici moderni. Genesi, struttura e innovazioni, in Cammino diritto, vol. 9, 2018.
16. ↑  Padoa-Schioppa, 2007, p. 483.
17. ↑  Padoa-Schioppa, 2007, pp. 484-486.
18. ↑  Ascheri, 2008, pp. 274-275.
19. ↑  Fassò, 2020, p. 15.
20. ↑  Del Frate et al., 2018, p. 244.
21. ↑  Padoa-Schioppa, 2007, p. 484.
22. ↑  Del Frate et al., 2018, p. 245.
23. ↑  Ascheri, 2008, p. 275.
24. ↑  Del Frate et al., 2018, p. 241.
25. ↑  Miletti, 2015, p. 42.
26. ↑  Ascheri, 2008, pp. 278-279.
27. ↑  Ascheri, 2008, pp. 279-280.
28. ↑  Ascheri, 2008, pp. 280-281.
29. ↑  Ascheri, 2008, pp. 281-282.
30. 1 2  Ascheri, 2008, pp. 288-290.
31. ↑  Fassò, 2020, pp. 17-18.
32. ↑  Ascheri, 2008, p. 289.
33. ↑  Fassò, 2020, pp. 17-18, 20-21.
34. ↑  Del Frate et al., 2018, p. 248.
35. ↑  Grossi, 2007, p. 176.
36. ↑  Del Frate et al., 2018, p. 249.
37. ↑  Fassò, 2020, p. 19.
38. ↑  Del Frate et al., 2018, pp. 247-248.
39. 1 2  Padoa-Schioppa, 2007, p. 503.
40. ↑   Legittimismo, in Dizionario di storia, Roma, Istituto dell'Enciclopedia Italiana, 2010.
41. ↑  Padoa-Schioppa, 2007, pp. 505-506.
42. ↑  Padoa-Schioppa, 2007, pp. 506-507.
43. ↑  Padoa-Schioppa, 2007, pp. 507-509.
44. ↑  Padoa-Schioppa, 2007, p. 510.
45. ↑  Ascheri, 2008, pp. 282-283.
46. ↑  Del Frate et al., 2018, p. 323.
47. ↑  Fassò, 2020, pp. 46-47.
48. ↑  Del Frate et al., 2018, pp. 322-323.
49. 1 2  Ascheri, 2008, p. 283.
50. ↑  Del Frate et al., 2018, p. 324.
51. ↑  Fassò, 2020, p. 44.
52. ↑  Ascheri, 2008, pp. 284-286.
53. ↑  Del Frate et al., 2018, p. 325.
54. ↑  Fassò, 2020, p. 49.
55. ↑  Del Frate et al., 2018, p. 326.
56. ↑  Fassò, 2020, pp. 50-51.
57. ↑  Ascheri, 2008, p. 284.
58. ↑  Caroni e De Biasio, 2004, p. 356.
59. ↑   Gaio, in Enciclopedia Italiana, Roma, Istituto dell'Enciclopedia Italiana.
60. ↑  Ascheri, 2008, pp. 283-284.
61. ↑  Ascheri, 2008, p. 286.
62. ↑  Fassò, 2020, pp. 56-57.
63. ↑  Ascheri, 2008, pp. 286-287.
64. ↑   Negozio giuridico, in Treccani.it – Enciclopedie on line, Roma, Istituto dell'Enciclopedia Italiana.
65. 1 2  Ascheri, 2008, p. 287.
66. ↑  Fassò, 2020, p. 57.
67. ↑  Padoa-Schioppa, 2007, p. 542.
68. ↑  Ascheri, 2008, p. 344.
69. ↑  Ascheri, 2008, p. 345.
70. ↑  Padoa-Schioppa, 2007, pp. 542-543.
71. ↑  Padoa-Schioppa, 2007, p. 544.
72. ↑  Padoa-Schioppa, 2007, pp. 544-545.
73. ↑  Padoa-Schioppa, 2007, p. 547.
74. ↑  Padoa-Schioppa, 2007, pp. 545-546.
75. ↑  Ascheri, 2008, p. 351.
76. ↑  Saraiva, 2007, p. 262.
77. ↑   La Svezia, in Storia della civiltà europea a cura di Umberto Eco, Roma, Istituto dell'Enciclopedia Italiana, 2014.
78. ↑   Costituzione del Regno di Norvegia (PDF), su dircost.unito.it, Università di Torino. URL consultato il 1º febbraio 2024.
79. ↑  Fassò, 2020, pp. 121-122.
80. ↑  Fassò, 2020, pp. 123-124.
81. ↑  Fassò, 2020, pp. 124-125.
82. ↑  Fassò, 2020, p. 128.
83. ↑  Fassò, 2020, pp. 130-131.
84. ↑  Fassò, 2020, pp. 131-132.
85. ↑  Fassò, 2020, pp. 134-136.
86. ↑   Il socialismo giuridico e il solidarimo, in Il contributo italiano alla storia del Pensiero: Diritto, Roma, Istituto dell'Enciclopedia Italiana, 2012.
87. ↑  Padoa-Schioppa, 2007, pp. 566-567.
88. ↑  Padoa-Schioppa, 2007, pp. 568-569.
89. ↑  Padoa-Schioppa, 2007, pp. 569-570.
90. ↑  Padoa-Schioppa, 2007, pp. 570-571.
91. ↑  Sabbatucci e Vidotto, 2019, pp. 51-53.
92. ↑  Fassò, 2020, pp. 22-24.
93. ↑  Fassò, 2020, pp. 32-33.
94. ↑  Fassò, 2020, pp. 37-38.
95. ↑  Jiménez Sánchez, 2009, p. 16.
96. ↑   Le codificazioni del diritto civile, in Storia della civiltà europea a cura di Umberto Eco, Roma, Istituto dell'Enciclopedia Italiana, 2014.
97. ↑  Padoa-Schioppa, 2007, pp. 555-556.
98. ↑  Ascheri, 2008, p. 291.
99. 1 2 3 4 5  Ascheri, 2008, p. 292.
100. ↑  Padoa-Schioppa, 2007, p. 558.
101. ↑  Del Frate et al., 2018, pp. 369-370.
102. ↑  Del Frate et al., 2018, p. 369.
103. ↑  Padoa-Schioppa, 2007, pp. 558-559.
104. ↑  Padoa-Schioppa, 2007, p. 259.
105. ↑  Del Frate et al., 2018, pp. 370-371.
106. ↑  Padoa-Schioppa, 2007, p. 561.
107. ↑  Del Frate et al., 2018, p. 371.
108. ↑  Del Frate et al., 2018, p. 372.
109. ↑  Padoa-Schioppa, 2007, p. 560.
110. ↑   Costruzione su bene in comunione e accessione, in Treccani.it – Enciclopedie on line, Roma, Istituto dell'Enciclopedia Italiana.
111. ↑  Del Frate et al., 2018, pp. 372-373.
112. ↑  Padoa-Schioppa, 2007, p. 571.
113. ↑  Del Punta, 2017, pp. 52-53, 55.
114. ↑   Sciopero e serrata, in Enciclopedia delle scienze sociali, Roma, Istituto dell'Enciclopedia Italiana, 1991-2001.
115. ↑  Carinci et al., 2011, p. 2.
116. ↑  Del Punta, 2017, p. 279.
117. ↑  Padoa-Schioppa, 2007, p. 572.
118. ↑  Del Punta, 2017, p. 63.
119. ↑  Padoa-Schioppa, 2007, pp. 573-574.
120. ↑  Del Punta, 2017, p. 53.
121. ↑  Fassò, 2020, pp. 176, 213.
122. ↑   Positivismo, in Dizionario di storia, Roma, Istituto dell'Enciclopedia Italiana, 2010.
123. ↑  Fassò, 2020, p. 164.
124. ↑   John Austin, in Treccani.it – Enciclopedie on line, Roma, Istituto dell'Enciclopedia Italiana.
125. ↑   Imperativismo, in Treccani.it – Enciclopedie on line, Roma, Istituto dell'Enciclopedia Italiana.
126. ↑  Fassò, 2020, pp. 165-166.
127. ↑  Fassò, 2020, pp. 161-163.
128. ↑  Fassò, 2020, pp. 168-169.
129. ↑  Fassò, 2020, pp. 169-171.
130. ↑  Fassò, 2020, p. 175.
131. ↑   Cesare Lombroso, in Treccani.it – Enciclopedie on line, Roma, Istituto dell'Enciclopedia Italiana.
132. ↑  Fassò, 2020, pp. 177-179.
133. ↑   Formalismo giuridico, in Enciclopedia Italiana, Roma, Istituto dell'Enciclopedia Italiana.
134. ↑   Dogmatica giuridica, in Treccani.it – Enciclopedie on line, Roma, Istituto dell'Enciclopedia Italiana.
135. ↑  Fassò, 2020, pp. 180-183.
136. ↑  Fassò, 2020, p. 182.
137. ↑  Fassò, 2020, pp. 181-182.
138. ↑  Fassò, 2020, pp. 188-189, 191.
139. ↑  Fassò, 2020, pp. 190-191.
140. ↑  Fassò, 2020, pp. 194-195, 197.
141. ↑  Fassò, 2020, pp. 193-195.
142. ↑   Max von Rumelin, in Treccani.it – Enciclopedie on line, Roma, Istituto dell'Enciclopedia Italiana.
143. ↑  Fassò, 2020, pp. 202-203.
144. ↑  Fassò, 2020, pp. 201-202.
145. ↑  Musselli, 2007, p. 85.
146. ↑  Tanzi, 1995, p. 37.
147. ↑  Tanzi, 1995, pp. 37-38.
148. ↑  Musselli, 2007, p. 86.
149. ↑  Bolognini, 1991, p. 89.
150. 1 2  Bolognini, 1991, p. 90.
151. 1 2  Tanzi, 1995, p. 38.
152. ↑  Musselli, 2007, pp. 86-87.
153. ↑   Finlandia, in Atlante geopolitico, Roma, Istituto dell'Enciclopedia Italiana, 2012-2016.
154. 1 2  Bin e Pitruzzella, 2007, pp. 46-47.
155. ↑  Grossi, 2007, p. 194.
156. ↑  Grossi, 2007, pp. 193-195.
157. ↑   Repubblica di Weimar, in Treccani.it – Enciclopedie on line, Roma, Istituto dell'Enciclopedia Italiana.
158. ↑   Piłsudski, Józef, in Treccani.it – Enciclopedie on line, Roma, Istituto dell'Enciclopedia Italiana.
159. ↑   Horthy von Nagybánya, Miklós, in Treccani.it – Enciclopedie on line, Roma, Istituto dell'Enciclopedia Italiana.
160. ↑  Nagy-Talavera, 1970, p. 55.
161. ↑   Smetona, Antanas, in Enciclopedia Italiana, Roma, Istituto dell'Enciclopedia Italiana.
162. ↑   L’Estonia, in Storia della civiltà europea a cura di Umberto Eco, Roma, Istituto dell'Enciclopedia Italiana, 2014.
163. ↑  (IT, DE, FR) Seraina Gilly, Konstantin Päts, in Dizionario storico della Svizzera, 24 novembre 2009.
164. ↑  (EN) Ieva Zak, Latvian Nationalist Intellectuals and the Crisis of Democracy in the Inter-war Period (PDF), in Nationalities Papers, vol. 33, n. 1, marzo 2005. URL consultato il 26 gennaio 2024 (archiviato dall'url originale il 19 luglio 2010).
165. ↑  (EN) Lukáš Ševčík, Petr Meštánek e Martina Brezinová, Corporate Acquisitions and Mergers in the Czech Republic, 2ª ed., Kluwer Law International B.V., 2019,  p. 18, ISBN 978-94-03-51800-8.
166. ↑  Fassò, 2020, p. 213.
167. ↑  Fassò, 2020, pp. 219-222.
168. ↑  Fassò, 2020, pp. 223-224.
169. ↑  Fassò, 2020, pp. 231-235.
170. ↑  Fassò, 2020, pp. 237-238.
171. ↑  Fassò, 2020, p. 274.
172. 1 2 3   Hans Kelsen, in Treccani.it – Enciclopedie on line, Roma, Istituto dell'Enciclopedia Italiana.
173. ↑  Kelsen, 1911, pp. 7-11.
174. ↑  Fassò, 2020, p. 275.
175. ↑  Fassò, 2020, pp. 276-277.
176. 1 2  Padoa-Schioppa, 2007, p. 643.
177. ↑  Fassò, 2020, pp. 278-280.
178. ↑  Fassò, 2005, pp. 285-286.
179. ↑  Fassò, 2005, pp. 287-288.
180. ↑  Fassò, 2005, p. 289.
181. ↑  Fassò, 2020, p. 300.
182. ↑  Fassò, 2020, p. 301.
183. ↑  Fassò, 2020, p. 302.
184. ↑  Fassò, 2020, pp. 303-305.
185. ↑  Fassò, 2020, p. 308.
186. ↑  Padoa-Schioppa, 2007, p. 641.
187. ↑  Fassò, 2020, pp. 395-396.
188. ↑  Fassò, 2020, p. 410.
189. 1 2  Padoa-Schioppa, 2007, p. 631.
190. ↑  Grossi, 2007, p. 17.
191. ↑  Fassò, 2020, pp. 310-311.
192. ↑   Benedetto Croce, in Treccani.it – Enciclopedie on line, Roma, Istituto dell'Enciclopedia Italiana.
193. ↑  Fassò, 2020, pp. 318-319.
194. ↑   Diritto e filosofia del diritto in Croce e Gentile, in Treccani.it – Enciclopedie on line, Roma, Istituto dell'Enciclopedia Italiana.
195. ↑   Codice civile, in Treccani.it – Enciclopedie on line, Roma, Istituto dell'Enciclopedia Italiana.
196. ↑  Padoa-Schioppa, 2007, pp. 634-636.
197. ↑  Fassò, 2020, pp. 313-314.
198. ↑  Padoa-Schioppa, 2007, pp. 638-640.
199. ↑  Fassò, 2020, pp. 314-315.
200. ↑  Padoa-Schioppa, 2007, p. 640.
201. ↑  Padoa-Schioppa, 2007, pp. 651-652.
202. ↑  Padoa-Schioppa, 2007, pp. 653-660.
203. ↑  Padoa-Schioppa, 2007, pp. 660-662.
204. ↑  Padoa-Schioppa, 2007, pp. 662-664.
205. ↑  Padoa-Schioppa, 2007, p. 665.
206. ↑  Padoa-Schioppa, 2007, p. 669.
207. ↑  Bobbio, 2014.
208. ↑  Padoa-Schioppa, 2007, p. 686.
209. ↑  Padoa-Schioppa, 2007, pp. 695-697.
210. ↑  Padoa-Schioppa, 2007, pp. 697-699, 702.
211. ↑  Padoa-Schioppa, 2007, pp. 704-705.
212. ↑  Padoa-Schioppa, 2007, pp. 708-709.
213. ↑  Padoa-Schioppa, 2007, pp. 710-711, 714-716.
214. ↑  Fassò, 2020, pp. 332-333, 336.
215. ↑  Fassò, 2020, pp. 334-335.
216. ↑  Fassò, 2020, pp. 336-337.
217. ↑  Fassò, 2020, pp. 362-363.
218. ↑  Fassò, 2020, p. 373.
219. ↑  Padoa-Schioppa, 2007, p. 680.
220. ↑  Fassò, 2020, p. 358.
221. ↑  Fassò, 2020, pp. 395-408.
222. ↑  Padoa-Schioppa, 2007, pp. 681-682.
223. ↑  Padoa-Schioppa, 2007, p. 737.
224. ↑  Padoa-Schioppa, 2007, pp. 721-722.
225. ↑  Padoa-Schioppa, 2007, pp. 731, 735-736.
226. ↑  Padoa-Schioppa, 2007, pp. 729-730.
227. ↑  Padoa-Schioppa, 2007, pp. 733-734.
228. ↑  Padoa-Schioppa, 2007, pp. 726-228.
229. ↑  Padoa-Schioppa, 2007, p. 652.
230. ↑  Fassò, 2020, pp. 417-418.
231. ↑  Fassò, 2020, pp. 418-419, 422-423.
232. ↑  Sartor, 2022, pp. 131-134, 137-139.
233. ↑  Fassò, 2020, p. 426.